# قزوین

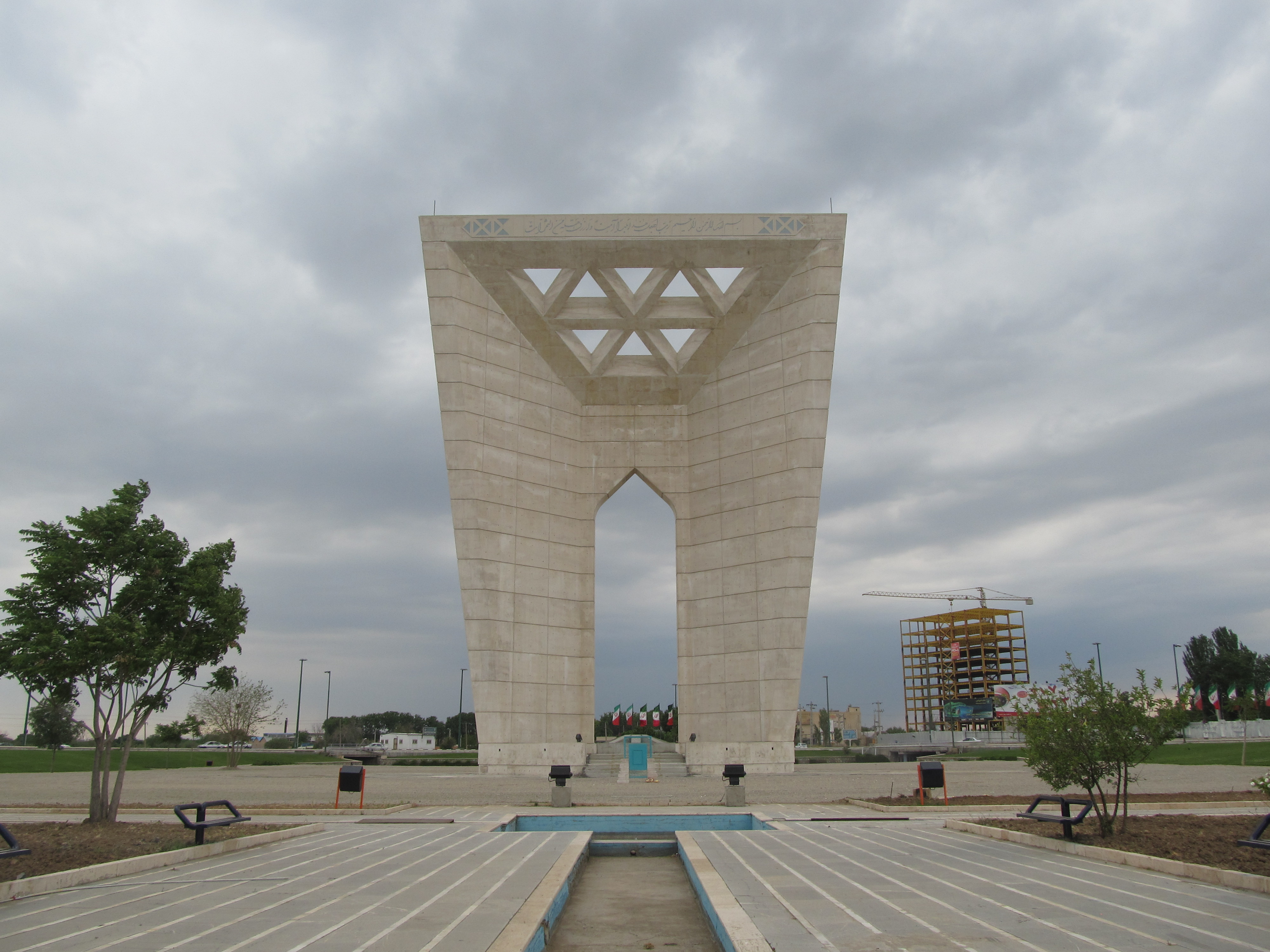
المان مینودر دروازه ورودی شهر قزوین

قَزوین () مرکز استان قزوین، یکی از شهر تاریخی ایران که در بلندای ۱٬۲۷۸ متری از سطح دریا واقع شده است. قزوین در زمان شاه تهماسب صفوی به‌عنوان پایتخت ایران انتخاب شد و تقریباً به مدت نیم سده در دوره صفویه نقش پایتخت حکومت صفویه را ایفا کرد. قزوین یکی از قدیمی‌ترین مناطق تمدنی ایران به‌شمار می‌رود و بر اساس پژوهش‌های باستان‌شناسی، قدمت سکونت در این منطقه به ۹ هزار سال پیش بازمی‌گردد. این شهر با پیشینه‌ای طولانی و میراثی غنی، یکی از مهم‌ترین کانون‌های تاریخی ایران است. حدود ۱۱ درصد از مساحت شهر امروزی قزوین را محدوده تاریخی آن تشکیل می‌دهد، که بسیاری از آثار مهم تاریخی  ازجمله بازارها، مساجد، مدارس، سراها و کاروانسراها را در خود جای داده است. وجود آثار ارزشمند تاریخی به‌جا مانده از دوره‌های مختلف و ساختار فضایی شهر، به جذابیت‌های گردشگری قزوین افزوده است. غنای تاریخی این شهر به اندازه‌ای چشمگیر است که برخی کارشناسان، آن را از نظر تعداد آثار تاریخی در جایگاه نخست کشور ایران می‌دانند.
قزوین شهری فارسی‌زبان است زبان مادری بیشتر اهالی شهر قزوین فارسی همراه با لهجه خاص قزوینی است. زبان‌های تاتی، گیلکی، و آذری نیز در قزوین تکلم می‌شود. علی‌رغم حضور تات‌ها، گیلک‌ها و آذری‌ها در شهر قزوین، اغلب آن‌ها بومی خود شهر قزوین نمی‌باشند، و از اقصی نقاط ایران و استان قزوین به شهر قزوین آمده‌اند.
تاریخچه و ریشه شهر قزوین به دوران ساسانیان بازمی‌گردد زمانی که به دستور شاپور پادشاه ساسانی رونق یافت. قزوین شاه‌راه اقتصادی جاده ابریشم، سال‌ها محل گذر تجار و بازرگانانی بود که کالاهای خود را از شرق به غرب می‌بردند. قزوین پایتخت بزرگ خوشنویسی ایران است و  ازجمله خوشنویسان معروف خط پارسی می‌توان به میرعماد قزوینی اشاره کرد. از این آثار کهن و باستانی گوناگون می‌توان قلعه سمیران، کاروان‌سرای سعدالسلطنه، مسجد جامع قزوین، میمون قلعه، حمام قجر، آب انبار سردار، پیغمبریه، کاخ چهل‌ستون، امامزاده حسین و خیابان سپه (اولین خیابان ایران) نام برد.
قزوین  به‌دلیل قرار گرفتن در مسیر ارتباطی شرق به غرب و جنوب به شمال کشور، نزدیکی به تهران و کرج، دارا بودن چندین شهرک صنعتی و نیز امکانات مناسب آموزشی و علمی  ازجمله چندین دانشگاه دولتی و غیردولتی  ازجمله دانشگاه بین‌المللی امام خمینی، دانشگاه علوم پزشکی قزوین و دانشگاه آزاد اسلامی - باراجین از موقعیت مناسبی در ایران برخوردار است.
قزوین به علت دارا بودن ۲ هزار و ۵۰۰ هکتار باغستان کهن در اطراف شهر و وجود بوستان ۱٬۴۰۰ هکتاری باراجین در سال ۱۳۹۲ از سوی معاون رئیس‌جمهور و رئیس سازمان حفاظت محیط زیست کشور به عنوان شهر پاک ایران انتخاب شد.
سوغاتی‌های شهر قزوین پسته، باقلوا و انواع شیرینی سنتی متنوع  ازجمله باقلوای لوزی، باقلوای پیچ یا گل رز، شیرینی پادرازی، نان نخودی قزوین (شیرینی نخودی)، نان چرخی، نان برنجی (شیرنی برنجی)، نان بادامی قزوین (شیرینی بادامی)، شیرینی اتابکی (شیرینی ولیعهدی)، نان قندی (شیرینی قندی)، نان نازک (نازک پسته‌ای) است.

## نام

نقشه محدوده قزوین در نقشه ایران و توران در دوره قاجاریه. در این نقشه شهر قزوین به انگلیسی: Kaswin ذکر شده است.

نوشته‌های باستانی یونان قزوین را با نام «راژیا» معرفی می‌کند و پس از آن در نوشته‌های اروپایی این شهر با نام شهر باستانی «آرساس» یا «آرساسیا» شناخته می‌شده است. اشکانیان قزوین را به نام مؤسس آن «اردپا» می‌خواندند؛ و ساسانیان نام این شهر را «کشوین» (یعنی سرزمینی که نباید از آن غافل شد) نهاده بودند. در برخی متون نام این شهر «قسوین» (یعنی شهری که مردمی پر صلابت و استوار دارد) ذکر شده است. به هر روی مورخان و باستان شناسان عصر حاضر قزوین را عربی شده «کاسپین» می‌دانند؛ و بر این باورند که قوم کاسپی‌ها که در سواحل دریای کاسپین می‌زیستند به مرور کوچ کردند و شهر قزوین را بنا نهادند. و به همین دلیل است که در متون کهن عثمانی و عربی نام دریای خزر «بحر القزوین» ذکر شده است.

### پیشینه نام
قزوین را در نوشته‌های قدیمی؛ شهر باستانی «آرساس» یا «آرساسیا» و در تاریخ یونان شهر قدیمی «راژیا» نامیده‌اند. قرار گرفتن آن بر سر راه جاده ابریشم سرنوشت قزوین را با فراز و فرودهای تلخ و شیرین گره زده است. تاریخ نگاران ایرانی و عرب عقیده دارند که واژه «قزوین»  ازجمله «این کش وین» گرفته شده است، به این شرح که وقتی سرکرده سپاه کسرا به هنگام نبرد، در صف لشکریان خود خللی دید، با عبارت «این کش وین» (یعنی به آن کنج بنگر) زیردست خود را مأمور رفع خلل کرد و در نتیجه سپاهیان او پیروز شدند. آن گاه در آن محل؛ شهری بنا کردند و آن را «کشوین» نامیدند و در دوره اسلامی، عرب‌ها، این واژه را معرب کرده و آن را «قزوین» نامیدند. 
همچنین گفته شده اشکانیان قزوین را به نام مؤسس آن «اردپا» می‌خواندند. و ساسانیان نام این شهر را «کشوین» (یعنی سرزمینی که نباید از آن غافل شد) نهاده بودند. در برخی متون نام این شهر «قسوین» (یعنی شهری که مردمی پر صلابت و استوار دارد) ذکر شده است.
اطلاعات روشن و دقیقی دربارهٔ وضعیت شهر قزوین در دوره ساسانی در دسترس نیست. با این حال، اشارات پراکنده‌ای وجود دارد که از نقش این شهر به‌عنوان یک پایگاه مرزی جهت مقابله با دیلمیان حکایت می‌کنند. بسیاری از تاریخ‌نگاران نیز به همین موضوع پرداخته‌اند و مرزی بودن قزوین را دلیل نام‌گذاری آن می‌دانند. به‌ویژه مورخانی مانند حمدالله مستوفی و برخی پیش از او، از نام «کشوین» برای این شهر استفاده کرده‌اند، که احتمالاً بر جایگاه استراتژیک آن تأکید دارد. این واژه ممکن است ریشه در عبارتی داشته باشد که معنای مرز یا کناره را می‌رساند و با نقش مرزی و مهم قزوین در آن دوران همخوانی دارد.
بلاذری که در اواخر سده دوم و اوایل سده سوم هجری قمری می‌زیسته، در کتاب فتوح البلدان آورده است: گروهی از اهل قزوین و همچنین بکر بن هیثم نقل کرده‌اند که مردم ری حکایت کرده‌اند که دژ قزوین در زبان فارسی کشوین نامیده می‌شود، که به معنای حد محافظت شده است. ابن خردادبه نیز که حدود سال ۳۰۰ هجری قمری زندگی می‌کرد، در کتاب المسالک و الممالک اشاره می‌کند که حصار و دژ قزوین در زبان فارسی به نام کشوین شناخته می‌شود. این نام به معنای «حد مورد توجه» یا «مرز برجسته» تفسیر شده است.قدامه بن جعفر کاتب بغدادی (وفات‌یافته در سال ۳۲۰ قمری) در کتاب الخراج آورده است: دژ قزوین در زبان فارسی کشوین نامیده می‌شود که به معنای «حد مرموق» است. میان آن و سرزمین دیلم، منطقه‌ای کوهستانی وجود دارد و همواره گروهی از اسواران در این مکان مستقر بوده‌اند تا از هجوم دیلمیان جلوگیری کنند.
علامه علی‌اکبر دهخدا بر این باور بود که نام شهر قزوین از ترکیب واژه «کزو» به معنای پسته کوهی و پسوند «ین» که نشان‌دهنده صفت نسبی است، شکل گرفته است. به این ترتیب، «کزوین» به‌معنای شهری با پسته کوهی یا به‌طور کلی جایی پر از درختان پسته تفسیر می‌شود. همچنین اشاره شده که حرف «کاف» در کلمه اصلی به «قاف» تغییر یافته است،

#### لقب‌ها
لقب مینودر به معنی دروازه بهشت گه از کتابی به همین نام، نوشته محمدعلی گلریز دربارهٔ تاریخ و جغرافیای تاریخی قزوین به قزوین داده شده است.
لقب دیگری که به این شهر داده شده؛ لقب باغشهر است. این لقب را ناصرالدین شاه در هنگام سفری که به پاریس داشت به علت باغات بسیار که گرداگرد شهر را فراگرفته بود به قزوین داد. شهر تاریخی قزوین با وجود ده‌ها آب‌انبار به عنوان شهر آب‌انبارهای ایران شناخته می‌شود.
در زمان صفوی  به‌دلیل پایتختی قزوین لقب دارالسلطنه به این شهر داده شده؛ این لقب تا عصر قاجاریه هم ادامه داشت و در بیشتر فرمان‌های پادشاهان قاجار این عنوان دیده می‌شود.
همچنین در سده‌های اول اسلام قزوین به نام مدینهٔ مبارک معروف بوده است.

## تاریخ
این شهر باستانی در زمان شاه طهماسب صفوی پایتخت ایران بوده است. نخستین خیابان ایران (خیابان سپه) در قزوین ساخته شد. آب انبار سردار بزرگ‌ترین آب انبار تک گنبدی جهان در قزوین است.

### پیش از اسلام
آثار به‌دست‌آمده در حفاری‌های تپه‌های سگزآباد و محوطه قبرستان، به‌ویژه تپه زاغه، نشان‌دهنده دوره طولانی استقرار بشر در این منطقه است. دشت قزوین از دیرباز نقش گذرگاهی برای ارتباط میان تمدن‌های شرق و غرب ایران ایفا کرده و اقوام مختلف و مهاجمان در مسیر حرکت به سوی شرق یا غرب از این منطقه عبور می‌کردند. براساس مطالعات باستان‌شناسی و داده‌های به‌دست‌آمده از تپه‌های زاغه، سگزآباد و قبرستان، قدمت سکونت در این دشت به دوران نوسنگی، یعنی حدود هزاره ششم پیش از میلاد، بازمی‌گردد. در کوهستان‌های این منطقه نیز زندگی مهاجمان دیلم، تَبورها، دیوها و اَماردها، با برخوردهای مداوم و قابل‌توجه با ساکنان متمدن همراه بوده است.
ناحیه کوهستانی جنوب و جنوب‌غربی قزوین بخشی از قلمرو مادها محسوب می‌شده است. بر اساس تحقیقات باستان‌شناسی انجام‌شده در قره‌تپه سگزآباد، شواهدی از دوره عصر آهن که هم‌زمان با دوران مادها است، کشف شده‌اند.در زمان حکومت مادها یکی از نقاط مهم کشور بوده و دژ «ماگ بیتو» در جنوب غربی قزوین و تحت فرمان «هانا سیروکا» از امیران ماد بوده است.
در نیمه نخست سده نهم پیش از میلاد، دژ «ماگ بیتو» در قزوین مورد هجوم «آداد پنجم» فرمانروای آشور قرار گرفت و ویران شد. 

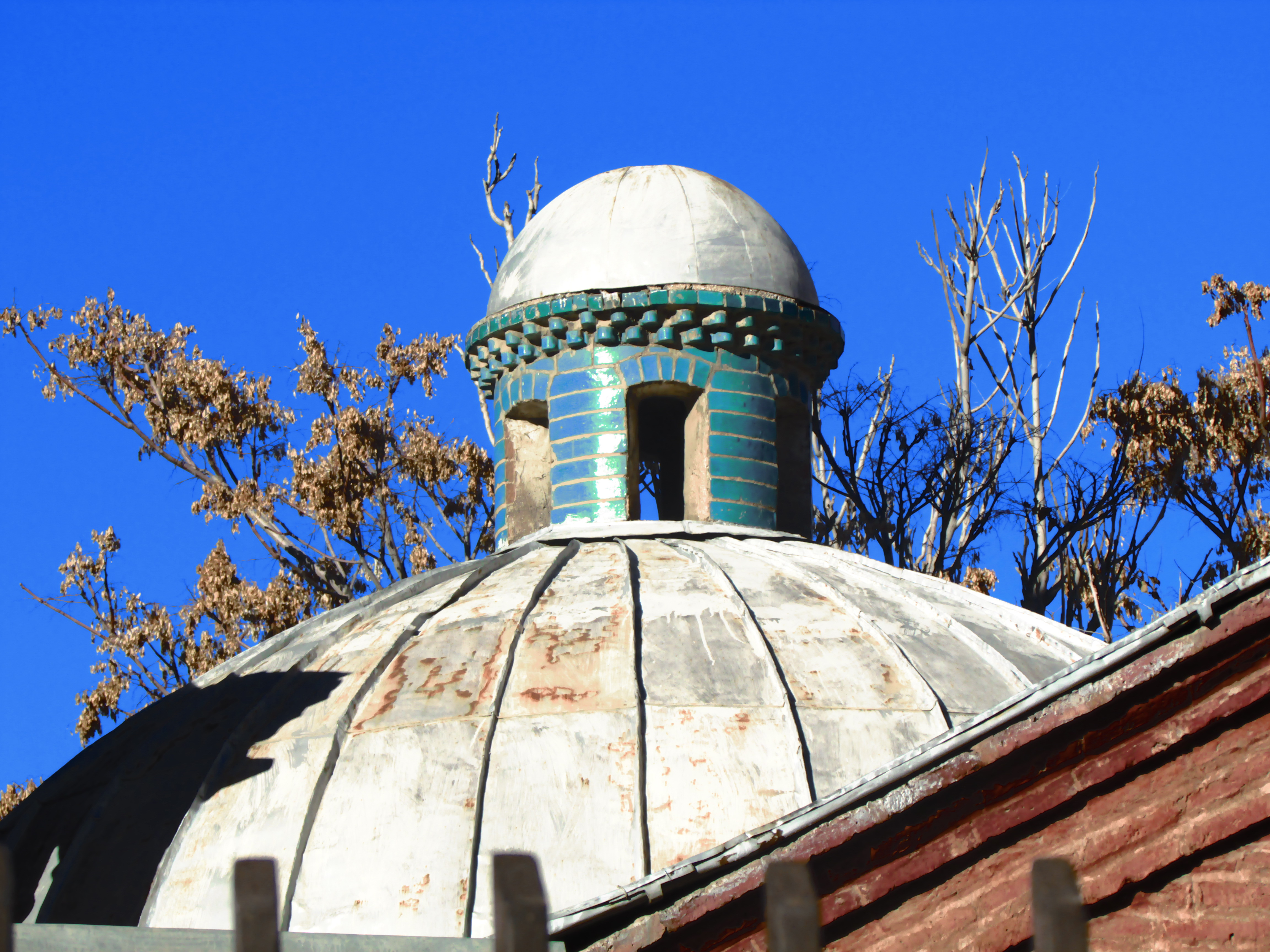
کلیسای کانتور قزوین

#### دوران ساسانیان
بنای شهر قزوین بر اساس برخی اسناد تاریخی موجود، به اردشیر بابکان (۲۲۶–۲۴۱ میلادی) نسبت داده شده است. با این حال، آنچه از اعتبار بیشتری برخوردار بوده و در حجم وسیع‌تری در اسناد مختلف نقل شده است، بنیان‌گذاری این شهر توسط شاپور ذوالاکتاف ساسانی (۳۰۹–۳۷۹ میلادی) بوده است.بر پایه منابع تاریخی، قزوین برای اولین بار در دوره ساسانیان به‌عنوان یک پادگان نظامی بنیان‌گذاری شد.هدف از ساخت این پادگان که به دستور شاپور ذوالاکتاف احداث گردید، مقابله با یورش‌های اقوام و جنگجویان شمالی بود که تهدیدی جدی برای حکومت ساسانی محسوب می‌شدند. این شهر در دوره ساسانیان به‌عنوان پایگاهی نظامی برای مقابله با دیلمیان و مهاجمان کوهستان مورد استفاده قرار می‌گرفت.
در کتاب اخبار البلدان، که در سال ۲۷۹ هجری قمری تألیف شده است، چنین آمده است:
«بکر بن هیثَم گفت: قزوین دژی بود که به فارسی آن را «کشوین» نامیدند و بین آنجا و دیلم کوهی است که پادشاهان فارس در آنجا گروهی مرابط از سواران گمارده بودند و این سواران هنگامی که میان آنان و دیلمیان آرامش نباشد، از هجوم دیلم دفاع کنند و شهر را از دزدان محافظت نمایند…. شهر قزوین را شاپور ذوالاکتاف بنا نهاد»

### پس از اسلام
پس از فتح قزوین توسط اعراب در سال ۲۴ هجری قمری، این منطقه به سنگری استراتژیک برای جلوگیری از حملات دیلمیان تبدیل شد. دیلمیان که در کوهستان‌های شمالی زندگی می‌کردند، حتی پس از فتح قزوین نیز به مقاومت و حملات خود ادامه دادند و همین امر باعث شد قزوین به منطقه‌ای مرزی و مهم برای مسلمانان تبدیل شود. قزوین یکی از شهرهای مهم ایران است که  به‌دلیل موقعیت جغرافیایی و تاریخی خود، نقش مهمی در تاریخ این سرزمین ایفا کرده است. این شهر  به‌دلیل قرار گرفتن در مسیرهای ارتباطی شرق و غرب، از گذشته‌های دور اهمیت نظامی و سیاسی ویژه‌ای داشته است. پس از ورود اسلام به ایران، قزوین به عنوان یکی از مناطق مرزی دارالاسلام شناخته شد و در دوران عباسیان شاهد آغاز توسعه و آبادانی بود.
روند توسعه شهرسازی و گسترش مناطق مسکونی در قزوین پس از ورود اسلام در سال ۲۴ هجری سرعت گرفت و به‌سرعت به‌عنوان «باب‌الجنه» یا «دروازه بهشت» شهرت یافت. به گفته بلاذری، در نیمه سده سوم هجری، سعید بن عاص بن امیه، قزوین را پیش از سال ۳۵ هجری به شهری مستحکم و آباد تبدیل کرد. همچنین، ورود چهار هزار مسلمان به فرماندهی ربیع بن خثیم در سال ۳۶ هجری با دستور علی، چهره قزوین را به‌کلی تغییر داد.
توسعه شهر قزوین در دوران اسلامی، به‌ویژه در زمان خلافت هادی عباسی، در سال ۱۷۰ هجری آغاز شد. در این دوره، خلیفه عباسی شهری جدید بنا کرد که در فاصله هزار قدمی از شهر قدیمی قرار داشت و آن را «مدینه موسی» نامید. فردی به نام مبارک ترکی قلعه‌ای در این مکان ساخت و آن را «مدینه مبارک» نامید. در زمان حمدالله مستوفی، این شهر با نام «مبارک‌آباد» شناخته می‌شد. همچنین، هارون‌الرشید، خلیفه عباسی، اهمیت شهر را به خوبی درک کرد و دستور داد که حصاری مستحکم در اطراف شهر ساخته شود. این حصار شامل سه شهر شاپوری، مدینه موسی، و مبارکیه و همچنین زمین‌ها و محلات دیگر داخل آن بود. هدف از این اقدام محافظت از شهر در برابر تهدیدات و حملات احتمالی بود.

#### دوران سلجوقیان
در زمان حضور امپراتوری سلجوقیان، این شهر به شکوفایی و پیشرفت قابل توجهی دست یافت. شکوفایی شهر قزوین را می‌توان به دوران سلجوقیان نسبت داد. در این دوره، قزوین با رشد و گسترش بیشتر و جمعیت قابل توجه، به شهری معتبر تبدیل شد. طغرل در سال ۴۳۳ ه‍.ق قزوین را فتح کرد و یکی از شیعیان علوی را به حکومت قزوین انتخاب کرد. وی در سال ۴۵۵ ه‍.ق در گذشت و بنابر وصیتش، سلیمان پسرش به جانشینی او برگزیده شد، اما سران لشکر که به آلپ ارسلان پسر دیگر طغرل دلبستگی داشتند در قزوین جمع شده و خطبه پادشاهی را به نام وی خواندند. چنین رویدادی نشانگر آن است که قزوین در آغاز دوره سلجوقی دارای موقعیتی ویژه بوده است. در دوره آلب ارسلان حکومت قزوین در یک دوره شصت ساله بر عهده خاندان جعفری از اصیل‌ترین خاندان‌های علمی شیعی در ایران و از نوادگان جعفر طیار بوده است
قزوین در دوران حکومت سلجوقیان به‌دلیل موقعیت استراتژیک و اهمیت سیاسی و مذهبی‌اش بار دیگر مورد توجه قرار گرفت. قزوین،  به‌دلیل نزدیکی به قلعه الموت که مهم‌ترین پایگاه اسماعیلیان محسوب می‌شد، همچنین حضور اقلیت شیعه امامیه در این منطقه و هم‌جواری آن با نواحی گیل و دیلم که از مراکز قدرت زیدیه بودند، باعث شد قزوین در مبارزات اسماعیلیان علیه سلجوقیان مورد توجه قرار گیرد. به همین دلیل، یکی از وقایع مهم مرتبط با قزوین در دوره سلجوقیان مربوط به نفوذ و قدرت‌یافتن حسن صباح، رهبر اسماعیلیان نزاری در کوه‌های شمالی قزوین است. در این دوره، حضور فرقه اسماعیلیه که به‌عنوان دشمن اصلی سلجوقیان شناخته می‌شد و دژ الموت را تحت کنترل داشت، جایگاه قزوین را به‌عنوان یکی از نقاط کلیدی برای حکومت سلجوقی پررنگ‌تر کرد. به همین دلیل، سلاطین سلجوقی افراد معتمد خود را برای اداره این شهر انتخاب می‌کردند.  ازجمله این افراد می‌توان به امیر خمارتاش اشاره کرد، شخصیتی که با فعالیت‌های خیرخواهانه و احداث بناهای متعدد، نقش مهمی در پیشرفت قزوین داشت. یکی از برجسته‌ترین دستاوردهای او، ساخت مقصوره جامع کبیر بود که عملیات احداث آن در سال ۵۰۰ هجری قمری آغاز و در سال ۵۰۹ به پایان رسید.

#### دوران ایلخانان مغول
در دوران حاکمیت اقوام مغول بر ایران، مردم قزوین از نفوذ و قدرت اسماعیلیان در این منطقه بیمناک و هراسان بودند. به گفته ابن‌طقطقی، شهر قزوین در زمان حضور مغولان دچار بی‌ثباتی و ناامنی شده بود و اسماعیلیان از این وضعیت برای پیشبرد اهداف خود بهره‌برداری می‌کردند. در این میان، شمس‌الدین، قاضی قزوین، با مراجعه به منکو قاآن، فرمانروای مغول، در پایتخت آنان یعنی قره‌قروم، زمینه را برای حمله به قلعه‌های اسماعیلیان فراهم کرد. این اقدامات منجر به فتح قلعه الموت توسط هلاکوخان شد و به این ترتیب حکومت ۱۷۰ ساله اسماعیلیان در سال ۶۵۴ هجری قمری پایان یافت.
در اوایل سده هشتم هجری و هم‌زمان با حکومت ایلخانان مغول، با انتخاب سلطانیه به‌عنوان پایتخت در نزدیکی ابهر و زنجان در سال ۷۱۰ هجری قمری، شهر قزوین جایگاه ممتاز و ویژه‌ای پیدا کرد و بر وسعت و اهمیت آن افزوده شد.

#### دوران تیموریان
از زمان به قدرت رسیدن تیموریان تا دوران شاه اسماعیل صفوی، شهر قزوین همچنان با شرایط نامطلوبی مواجه بود. در این بازه زمانی، درگیری‌های فراوانی رخ داد که به غارت‌های مکرر شهر انجامید. این وضعیت علاوه بر مهاجرت بخشی از ساکنان، صدمات جدی نیز بر ساختار شهری و بناهای معماری قزوین وارد کرد.

#### در عصر صفوی

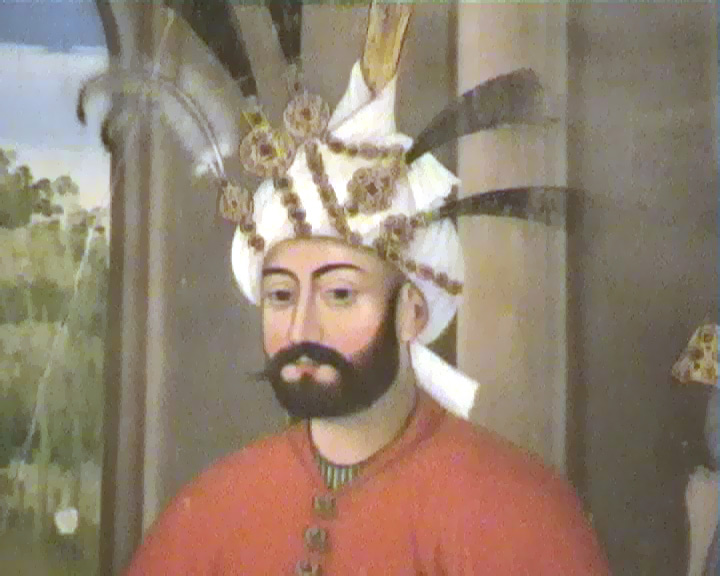
شاه تهماسب اول، قزوین را به عنوان پایتخت برگزید.

در دوره صفویه، شاه طهماسب اول با توجه به شرایط سیاسی و نظامی آن زمان، قزوین را به عنوان پایتخت انتخاب کرد که این تصمیم اهمیت این شهر را دوچندان کرد. شاه تهماسب صفوی به سال ۹۵۳ ه‍.ق به علت نزدیکی تبریز به مرزهای عثمانی و آسیب‌پذیر بودن این شهر و نیز دور بودن از خراسان و هجوم مداوم ازبکان به ایران پایتخت را به قزوین انتقال داد؛ که این پایتختی تا سال ۱۰۰۶ ه‍.ق (به مدت نیم سده) ادامه داشت. تحولات تاریخی در نیمه نخست دوران صفویه به گونه‌ای پیش رفت که قزوین به یکی از مهم‌ترین دوره‌های رشد و شکوه خود دست یافت. این مقطع با انتخاب قزوین به‌عنوان پایتخت دولت صفوی هم‌زمان بود. نزدیک به نیم‌سده پایتختی قزوین در این دوره، عصر طلایی را برای این شهر رقم زد.
جابجایی پایتخت از تبریز به قزوین تأثیرات قابل‌توجهی بر ساختار شهری و جمعیتی قزوین برجای گذاشت و تنوع جمعیتی قابل‌ملاحظه‌ای را به این شهر وارد کرد. با انتقال دربار صفویان و دستگاه حکومتی شامل دیوانیان، فرماندهان نظامی ترک و سران قبایل قزلباش، قزوین به مرکزیت حاکمیت تبدیل شد. افزون بر این، مهاجرانی نظیر ترک‌های شیعه آناتولی، علمای مذهبی جبل‌عامل لبنان و گروه‌هایی از مناطق قفقاز جنوبی نیز به این شهر مهاجرت کردند و سهم بسزایی در شکل‌گیری نظام اداری و اجتماعی آن ایفا کردند.
- تحولات شهر قزوین پس از پایتختی

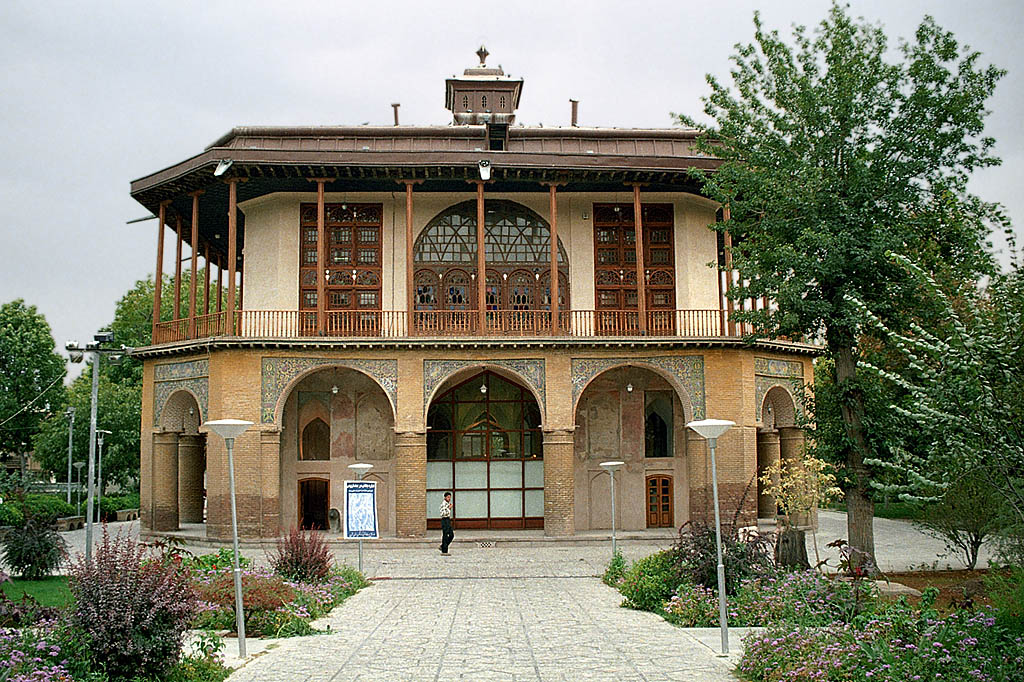
عمارت چهل ستون قزوین محل استقرار دولت در زمان شاه طهماسب و شاه اسماعیل دوم صفوی

شاه تهماسب پس از انتقال پایتخت به قزوین دستور ساخت باغ بزرگی را در مرکز شهر قزوین داد؛ که عبدی بیگ شیرازی مراحل ساخت این باغ را در مقدمه روضةالصفات این‌گونه توصیف می‌کند.
| خسروِ والاگهرِ دین‌پناه      |  | خطهٔ قزوین چو شدش تختگاه  |
| رونقِ این خطه به حسبِ مراد  |  | گشت به یمنِ قدمِ شه زیاد   |
| خاست نوایِ فرح از خانه‌ها   |  | یافت عمارت همه ویرانه‌ها  |
| ابرِ کَرَم خاست ز هر سویِ او  |  | آب فزون گشت به هر جویِ او |
| کِشتِ وی از خاک برآورد سر   |  | خشتش از افلاک برآورد سر  |
| شاه در آن خطهٔ همچون بهشت  |  | ساخت عماراتِ بهشتی‌سرشت    |
| هر که نشان جُست ز تاریخِ آن |  | داد به گلزارِ بهشتش نشان  |

لازم به توضیح است که عبارت «گلزار بهشتش» به حساب ابجد عدد ۹۶۷ را نشان می‌دهد که این عدد تاریخ اتمام ساخت باغ‌ها و عمارت‌ها بوده است.
با آغاز دوره صفوی و استقرار آن‌ها در مرزهای کهن با مرکزیت نواحی شمال و غرب ایران و اعلام حکومت شیعی، باب جدیدی را برای گسترش همه‌جانبه شهر قزوین فراهم آورد که آثار مکتوب مورخان و سیاحان و یادمان‌های تاریخی _فرهنگی، نمایانگر این گسترش است.

تغییرات سیاسی و جابه‌جایی پایتخت از قزوین به اصفهان که با تحولات در جنوب ایران با حضور دولت‌های اروپایی همراه بود، نتوانست اهمیت کلیدی منطقه قزوین را در پیوند غرب به شرق ایران با دولت‌های همسایه در مرزهای شمال و غرب ایران کمرنگ کند.
- تحولات کالبدی - فضایی شهر قزوین به هنگام پایتختی

یکی از دوران‌های طلایی تاریخ قزوین، انتخاب این شهر به عنوان پایتخت حاکمیت شیعی صفوی است. با استقرار دولت شیعی صفوی در سده دهم هجری، عصر جدیدی در تاریخ ایران آغاز شد و از این زمان قزوین به محل تجمع دولتمردان، علما و اندیشمندان و صاحبان حرفه و فن و هنر تبدیل شد.
حکومت صفوی با تکیه بر مفاهیم عرفانی از سویی و تعابیر و تفسیر شریعت از نظرگاه مذهب شیعه از دیگر سو، موفق شد تا پایگاه اجتماعی بسیار گسترده‌ای در خطه‌ای بس وسیع به دست آورد.
ژان شاردن که در مجموع یازده سال در دوره صفویان (۷۰–۱۶۶۴ و ۷۷–۱۶۷۱ میلادی) در ایران بوده در سال ۱۶۷۴ میلادی در شهر قزوین چهار ماه اقامت می‌کند و دربارهٔ آن می‌نویسد:
قزوین شهر بزرگ و زیبایی است که در دشتی وسیع واقع در سه فرسنگی کوه الوند بنا شده است… دوازده هزارخانه و صد هزار تن جمعیّت دارد. صد خانوار یهودی، و چهل خانوار مسیحی در این شهر به سر می‌برند. میدان شاه که اسب‌دوانی نیز در آن‌جا به عمل می‌آید زیباترین نقاط این شهر است… قزوین مسجد بسیار ندارد… بعد از مسجد مهم‌ترین و مجلل‌ترین عمارات قزوین مدارسی است که طلاّب‌علوم دینی در آن تحصیل می‌کنند… آنچه قزوین را در انظار بینندگان باشکوه‌و رفیع می‌نماید کاخها و خانه‌های قصرآسای بزرگان و اعیان شهر است که همه‌تماشائی و دیدنی است… اما این شهر نسبت‌به شهرت و عظمتش باغ و بستان زیاد ندارد، زیرا هم خاک دشتی که شهر در آن بناشده شنی و هم آبش کم است. برخی از کشتزارهایش از آب شاخهٔ کوچکی ازشاهرود آبیاری می‌شود. کاریزهایی نیز دارد. آب آشامیدنی بیشتر مردم از چاه‌هاییکه غالباً متجاوز از سی پا گودی دارد برآورده می‌شود. آب این چاه‌ها خنک اماسنگین و بیمزه است. کمبود آب گذشته از این که بزرگ‌ترین مانع رشد کشاورزیو توسعهٔ باغها و بوستانهاست مایهٔ سنگینی و ناسازگاری هوا و عدم رعایت بهداشت‌عمومی است، و این عوامل زیان‌زا مخصوصاً در تابستانها بیشتر ظاهر می‌شود؛ زیراچنان که یاد شد قزوین رودخانه و آب جاری ندارد که کثافات شهر را بزداید وهمراه خود به جاهای دور ببرد…

#### نبرد با افغان‌ها
با سقوط اصفهان به دست افغان‌ها و تسلیم شدن شاه سلطان حسین و آغاز سلطه افغان‌ها بر اصفهان، محمود افغان با شرایطی بسیار ناپایدار روبرو بود و قلمرو حکومتی‌اش تنها به مناطق اصفهان، کرمان و سیستان محدود می‌شد. او به‌خوبی می‌دانست که مردم ایران نسبت به او و نیروهایش کینه‌مند هستند، زیرا معتقد بودند که محمود با زور تخت پادشاهی ایران را تصرف کرده و گروهی از بیگانگان را بر آنان حاکم ساخته است. سکوت و آرامشی که در ابتدا از سوی مردم دیده می‌شد، نتیجه‌ای جز ترس و اجبار نداشت؛ چرا که همگی در جستجوی لحظه‌ای مناسب برای اعتراض و بازیابی آزادی خود بودند؛ بنابراین، مردم انتظار داشتند که به‌زودی از یکی از شهرهای خارج از اصفهان جرقه‌ای روشن شود تا به کمک آن، دیگر شهروندان نیز همراه شوند و اصفهان اشغال‌شده را از دست نیروهای متجاوز افغان رهایی بخشند.
ملا محمد محسن در کتاب التواریخ ورود افغانی‌ها به قزوین را در تاریخ پنجم ربیع‌الأول سال ۱۱۳۵ هجری قمری ثبت کرده است. تنها چند روز پس از ورود این میهمانان ناخوانده، امان‌الله‌خان از مردم مستأصل و پریشان قزوین درخواست آذوقه کرد. با شتاب، چند هزار من آذوقه تهیه و به او تحویل داده شد. اما با دیگر خواسته‌های او، مردم شهر وارد کشمکشی تازه شدند. دو روز بعد، امان‌الله‌خان از شهروندان قزوین مبلغ بیست هزار تومان نقد مطالبه کرد. با وجود درخواست‌های مکرر، امان‌الله خان سردار محمود افغان، پیامی به مردم قزوین ارسال کرد که بر اساس آن می‌بایست شصت دوشیزه به افغان‌ها تحویل داده شوند. این مطالبه سنگین، قزوینی‌ها را به شدت آزرده کرد و آن‌ها به فکر چاره افتاده و به مشورت پرداختند. امان‌الله خان و همراهان افغانش از این حقیقت بی‌خبر بودند که مردم قزوین، مردمی جنگجو و شجاع هستند. این شهر که روزگاری به دارالمؤمنین شهرت داشت، پیش‌تر نیز بارها در برابر ظلم و ستم دیلمی‌ها و اسماعیلیان ایستادگی کرده و موفق به شکست آنان شده بود.گیلانتز در کتاب سقوط اصفهان اشاره می‌کند که در بیستمین روز محاصره و تصرف شهر قزوین، برابر با هشتم ژانویه ۱۷۲۳ میلادی/۱۱۳۵ هجری قمری، مأموران مالیاتی برای تأمین خواسته‌های خود فشار زیادی بر مردم وارد کردند. شدت این فشارها به حدی بود که مطالبات آن‌ها با عباراتی تهدیدآمیز بیان می‌شد: پول و خواربار کجاست؟ دخترانتان را کجا پنهان کرده‌اید؟ همه را بیاورید و تسلیم کنید، وگرنه شما را مانند سگ‌ها خواهیم کشت و به خاک خواهیم افکند. یکی از لوطیان آزاده و دلیر قزوین در پاسخ به رئیس مأموران گفت: سگ شمایید و آن‌کس که شما را فرستاده است! مأمور مالیات دست به طرف شمشیرش برد، اما جوان قزوینی با سرعت و چالاکی بیشتری عمل کرد، شمشیر کشید و مأمور را به دو نیم تقسیم کرد. سپس قزوینیان طبل‌ها را به صدا درآوردند تا مردان خود را فرا بخوانند و برای جنگیدن با افغان‌ها آماده شوند. در این زمان، یکی از سرداران قزلباش همراه با ۱۵۰۰ نفر از قزلباشان وارد شهر شده بود. ورود آن‌ها موجب شد افغان‌ها به سوی عالی‌قاپو فرار کنند و درون کاخ پناه بگیرند. با این شکست و عقب‌نشینی افغان‌ها، مردم شهر قزوین دوباره روحیه گرفتند و در میدان شاه قزوین گرد هم آمدند.
پس از حادثه لوطی بازار، قزوین بار دیگر هدف هجوم سپاه افغان قرار گرفت. در این دوره، اشرف افغان پادگانی در قزوین ایجاد کرد تا در برابر طهماسب میرزا و سردار شجاع او، نادر، ایستادگی کند. با این حال، در جریان نبرد میان نادر و اشرف افغان، سپاه افغان‌ها شکست سنگینی را متحمل شد و پادگان قزوین عملاً توان نظامی خود را از دست داد. در خلال این درگیری‌ها، یکی از شخصیت‌های برجسته دینی به نام شیخ آقا محمدرضی قزوینی فتوا به جهاد علیه افغان‌ها صادر کرد. او در زمان محاصره قزوین توسط نیروهای افغان پس از یک سخنرانی پرشور، سپاهی عظیم گرد آورد و خود در رأس آن به جنگ افاغنه شتافت. در جریان نبرد در روستای دیال‌آباد، یکی از مناطق اطراف قزوین، شیخ آقا محمدرضی جان خود را از دست داد، اما سپاه تحت رهبری او موفق شد نیروهای افغان را در پشت دروازه‌های قزوین شکست دهد. این پیروزی نقطه آغاز بیرون راندن افغان‌ها از ایران بود. قیام مردم قزوین در حقیقت به الگویی برای شورش‌های سایر شهرهای ایران، به‌ویژه اصفهان، علیه افغان‌ها تبدیل شد.

#### دوران قاجارها
قزوین، که پس از پایان دوران پایتختی صفویان دچار افول و خرابی شده بود، در دوره حکومت ترکان قاجار دوباره به یکی از مهم‌ترین شهرهای کشور تبدیل شد. با آغاز حکومت ترکان قاجار و انتخاب تهران به عنوان پایتخت، امنیت و رونق تجارت به ایران بازگشت و قزوین  به‌دلیل نزدیکی به تهران اهمیت ویژه‌ای یافت. موقعیت قزوین در مسیر رشت به تهران و جاده ابریشم، دوره جدیدی از سازندگی را برای این شهر رقم زد. بررسی نقشه‌های صفوی تا اوایل قاجار نشان‌دهنده گسترش قابل‌توجه بافت مسکونی شهر قزوین است. احداث جاده شوسه بین قزوین و تهران تأثیر چشمگیری بر اقتصاد منطقه گذاشت و بر اهمیت این ولایت افزود؛ تا جایی که حکمرانی بر این منطقه مورد علاقه شدید شاهزادگان قاجار قرار گرفت.
وضعیت جغرافیایی و اهمیت ژئوپلیتیکی و ارتباطی قزوین از گذشته‌های دور همواره این شهر را به یکی از مراکز مورد توجه حکومتی تبدیل کرده بود. تقاطع مسیرهای تجاری کلیدی نظیر مسیر آذربایجان که از تبریز به طرابزون ترکیه، تفلیس روسیه و در نهایت به اروپا متصل می‌شد و همچنین مسیر رشت ـ انزلی که از طریق خطوط دریایی خزر به استانبول، سن‌پترزبورگ و اروپا امتداد می‌یافت، در قزوین متمرکز می‌شدند و سپس به تهران، پایتخت ایران، ختم می‌شدند. چنین موقعیت جغرافیایی ویژه‌ای سبب شده بود قزوین جایگاه خاصی در ارتباطات و تجارت منطقه‌ای پیدا کند. با ساخت جاده قزوین به بندر انزلی، صادرات از این منطقه به شکل چشمگیری توسعه یافت. روس‌ها از طریق این مسیر دریایی، محصولاتی مانند پنبه، خشکبار و دیگر کالاها را از مناطقی همچون خراسان، طارم و زنجان به مسکو و سایر نقاط اروپا صادر می‌کردند. در همین راستا، شرکتی به نام اصلانیاس وظیفه صادرات میوه از قزوین به روسیه و اروپا را بر عهده داشت. همچنین، شراب به‌عنوان یکی از اقلام صادراتی مهم این شهر،  به‌دلیل تولید وسیع آن در قزوین، جایگاه ویژه‌ای در تجارت منطقه‌ای داشت.
در دوره قاجار، خیابان سپه که مهم‌ترین خیابان شهر به‌شمار می‌رفت، بار دیگر به محلی برای برگزاری جشن‌های حکومتی تبدیل شد. مهمانخانه قزوین، که به‌عنوان اولین مهمانخانه مدرن این شهر شناخته می‌شود، به دستور ناصرالدین‌شاه قاجار و به همت آقاباقر سعدالسلطنه در سال ۱۲۹۷ هجری قمری ساخته شد.

#### معاصر
قزوین  به‌دلیل موقعیت جغرافیایی خاص خود، که در مسیر ارتباطی تهران به آذربایجان و اروپا قرار دارد و همچنین نزدیکی‌اش به روسیه و دیگر کشورهای همسایه ایران، همواره از اهمیت ویژه‌ای برخوردار بوده است. این شهر در بسیاری از رویدادهای مهم تاریخی، نقش کلیدی به‌عنوان پایگاه یا پل ارتباطی ایفا کرده است.  ازجمله این رویدادها می‌توان به جنبش مشروطه، کودتای اسفند ۱۲۹۹ به‌رهبری رضاخان، اشغال ایران در جنگ‌های جهانی اول و دوم توسط متفقین و استعفای اجباری رضا شاه در ۲۵ شهریور ۱۳۲۰ اشاره کرد که این رویداد پس از حرکت نیروهای شوروی از قزوین به سمت تهران به وقوع پیوست. در دوران جنگ جهانی دوم، قزوین نه‌تنها به مرکز فرماندهی، بلکه به پایگاه اصلی روس‌ها برای کنترل پایتخت ایران تبدیل شد. این شهر  ازجمله مناطق راهبردی محسوب می‌شد که در آن نیروهای متفقین تمرکز یافته بودند. همین موضوع باعث حضور چشمگیر شوروی، انگلیس و آمریکا در منطقه شد. تأثیرگذاری این شهر در وقایع جنگ، به اهمیت استراتژیک آن در مسائل داخلی و بین‌المللی افزود.

##### قزوین در جنگ جهانی
در اولین روز حمله متفقین به ایران در شهریور ۱۳۲۰، شهر قزوین هدف بمباران هواپیماهای شوروی قرار گرفت. همان روز، ارتش شوروی از سه جهت و در سه ستون وارد خاک ایران شد. ستون اول از محور جلفا به سمت تبریز حرکت کرد. ستون دوم از آستارا به سوی بندر پهلوی (انزلی کنونی) و سپس رشت پیشروی نمود. در روز هفتم شهریور، ارتش چهل‌وچهارم شوروی که از مسیر رشت حرکت کرده و از کوه‌های البرز عبور کرده بود، وارد قزوین شد. از سوی دیگر، واحد پیشروی ارتش چهل‌وهفتم شوروی از شمال غرب به قزوین رسید و به نیروهای هم‌رده خود ملحق شد. ژنرال واسیلی ایوانوویچ نوویکوف، مرکز ستاد فرماندهی خود را در گراند هتل قزوین مستقر کرد. با ورود نیروهای شوروی به ایران، انگلیسی‌ها نیز همزمان از دو جبهه وارد خاک ایران شدند. یک ستون از سمت عراق به ناحیه خوزستان حمله کرد و ستون دیگر، به فرماندهی ژنرال ویلیام جوزف اسلیم، از طریق قصرشیرین به ایران وارد شد. این نیروها از کرمانشاه و همدان عبور کرده و به سمت قزوین حرکت کردند تا به قوای روسیه مستقر در قزوین بپیوندند و سپس به سمت تهران پیشروی کنند. علاوه بر نیروهای روس و انگلیس، از اوایل سال ۱۳۲۱ پایگاه‌های نظامی آمریکا نیز در ایران حضور یافتند. گروهی از این نیروها در اردوگاهی واقع در چهار کیلومتری جنوب قزوین مستقر شدند و به مدت نزدیک به سه سال به استقرار اشغالگرانه خود در این منطقه ادامه دادند. در نهایت، در اسفندماه ۱۳۲۳، پس از واگذاری تمامی تجهیزات اردوگاه به نیروهای روس، به تدریج قزوین را ترک کرده و راهی همدان شدند.
تأسیس و تقویت حزب توده توسط شوروی پیامدهای گسترده‌ای برای قزوین و ایران در پی داشت. این حزب که با حمایت از منافع شوروی در ایران و موضع‌گیری علیه نیروهای انگلیسی و طرفداران سید ضیاء فعالیت می‌کرد، به ایجاد اختلاف و دودستگی در میان مردم شهر دامن زد. همچنین اشغال قزوین توسط متفقین زمینه‌ساز ناامنی، هرج‌ومرج، قتل و غارت، دزدی، قحطی، گرانی، قاچاق، احتکار، بیماری و افزایش اختلافات و درگیری‌ها در قزوین و مناطق اطراف آن شد.
یکی از نخستین و مهم‌ترین پیامدهای اشغال ایران توسط نیروهای متفقین، کمبود شدید و افزایش قابل توجه قیمت ارزاق عمومی بود. با ورود نیروهای متفقین به کشور، نظام عرضه و تقاضا به شدت دچار اختلال شد. خشکسالی سال ۱۳۲۰ که موجب کاهش تولیدات کشاورزی شده بود، همراه با احتکار و قاچاق کالا توسط سودجویان، عرضه محصولات را به بازار محدود کرد. از سوی دیگر، خرید و ذخیره کالاها توسط برخی افراد به مدت طولانی، مصرف منابع داخلی توسط نیروهای متفقین و مهاجران لهستانی، و همچنین انتقال بخشی از محصولات داخلی به اتحاد جماهیر شوروی، تقاضا را به‌طور چشمگیری افزایش داده و کمبود مواد غذایی را در شهرها حادتر کرد. در نتیجه، بازار با کاهش عرضه و افزایش تقاضا مواجه شد که به جهش چشمگیر قیمت‌ها انجامید. این وضعیت به‌ویژه در شهر قزوین، که تحت اشغال نیروهای خارجی قرار گرفته و به یکی از مراکز اصلی حضور نیروهای متفقین تبدیل شده بود، به‌وضوح قابل مشاهده بود.

##### انقلاب اسلامی
نخستین انجمن و تشکل سیاسی-مذهبی که در جریان مبارزات نهضت اسلامی در قزوین شکل گرفت و فعالیت‌های منظم و گسترده‌ای در زمینه آموزش مبانی اسلام و مبارزه انجام داد، تشکل موسوم به هیئت متوسلین به طفلان مسلم بود. پس از تبعید آخوند خمینی، طرفداران ایشان، علی‌رغم تلاش حکومت پهلوی برای محو نام و یاد او، در جلسات و محافل سیاسی-مذهبی مرتبط با نهضت اسلامی حضور یافته و از مواضع خمینی دفاع می‌کردند.

## وضعیت طبیعی

### جغرافیا
شهر قزوین، مرکز استان و شهرستان قزوین، در دامنه‌های جنوبی رشته‌کوه‌های البرز قرار گرفته است. اتوبان تهران-زنجان از شمال شهر عبور می‌کند و راه‌آهن تهران-زنجان نیز از جنوب آن می‌گذرد. شهر قزوین در طول جغرافیایی ۴۹ درجه و ۵۰ دقیقه تا ۵۰ درجه و ۱۰ دقیقه شرقی و عرض جغرافیایی ۳۶ درجه تا ۳۶ درجه و ۲۲ دقیقه شمالی واقع شده است. شهرستان قزوین در ۱۳۰ کیلومتری غرب تهران واقع شده و از طریق بزرگراه‌ها و خطوط ریلی به پایتخت دسترسی دارد. مرکز این شهرستان، شهر قزوین است و شامل شش بخش به نام‌های مرکزی، البرز، رودبار الموت، رودبار شهرستان، طارم سفلی و کوهین می‌شود.
قزوین از سمت شمال به لاهیجان، از شمال شرق به رازمیان، از شرق به بیدستان و محمدیه، از جنوب شرق به الوند، از جنوب به شهر صنعتی لیا، از جنوب غرب به اقبالیه، از غرب به محمودآباد نمونه و از شمال غرب به منجیل راه پیدا می‌کند.

### رودخانه‌ها

#### خررود
خررود به‌عنوان یکی از بزرگ‌ترین و پراهمیت‌ترین رودخانه دشت قزوین شناخته می‌شود. این رودخانه با حوضه آبریزی به وسعت ۴۳۰۰ کیلومتر مربع، از ۱۰ کیلومتری بالادست روستای رحیم‌آباد در جهت جنوب غربی وارد دشت قزوین می‌گردد. پس از پیمودن مسیری تقریباً ۳۰ کیلومتری، جریان آب آن به باتلاق نمکی در شرق دشت ختم می‌شود. این رودخانه از کوه‌های گوی‌قزای و ارتفاعات قیدار سرچشمه می‌گیرد که در ۶۰ کیلومتری جنوب زنجان قرار دارد و بخش مهمی از آبگیرهای این رود در کوه‌های خرقان قرار دارد.  به‌دلیل ارتفاع کم کوهستان‌های منطقه سراب خررود، ذوب برف حتی در فصل زمستان نیز رخ می‌دهد. بر همین اساس، سهم جریان آب این رودخانه به تفکیک فصول شامل ۱۸٫۴ درصد در پاییز، ۲۹ درصد در زمستان، ۴۷٫۳ درصد در بهار و تنها ۵٫۳ درصد در تابستان است. نوسانات سالانه آب‌دهی خررود در دوره‌های ترسالی و خشکسالی بسیار زیاد بوده و این اختلاف تا ۱۰ برابر گزارش شده است.
سرشاخه اولیه خررود از منطقه قیدار سرچشمه گرفته و تا محدوده شهر آبگرم با نام آبگرم‌چای شناخته می‌شود. پس از عبور از این شهر و پیوستن سایر سرشاخه‌های مهم، جریان خود را به‌عنوان شاخه اصلی خررود (یا آبگرم‌چای) ادامه می‌دهد. دیگر سرشاخه‌های این رود، آوج‌چای که از منطقه آوج سرچشمه می‌گیرد و کلنجین‌چای که از منطقه خرقان شرقی منشأ می‌گیرد، در نهایت این سه سرشاخه، در محدوده شهر آبگرم به یکدیگر متصل شده و رودخانه خررود را تشکیل می‌دهند.

#### ابهررود
رودخانه ابهررود یکی از شاخه‌های اصلی و اولیه رودخانه شور به‌شمار می‌رود که سرچشمه آن از ارتفاعات زنجان آغاز شده و سرچشمه خود را از بخش شرقی ارتفاعات جهان‌داغ، با ارتفاع ۲۳۸۰ متر، می‌گیرد. این ارتفاعات در بخش غربی و جنوبی شهرهای ابهر و سلطانیه قرار دارند. پس از پیوستن به رود خررود در دشت قزوین، نام این رود به شور تغییر کرده و با عبور از منطقه ابهر و قزوین، سرانجام به دریاچه نمک می‌ریزد.

#### رودخانه حاجی عرب
رودخانه حاجی‌عرب که به عنوان یکی از رودخانه‌های جنوبی دشت قزوین شناخته می‌شود، از ارتفاعات کوه زیارت بلغی با ارتفاع ۲۶۰۰ متری سرچشمه می‌گیرد. رودخانه حاجی عرب با حوضه آبریز به وسعت ۹۳۰ کیلومتر مربع از سمت جنوب، نزدیک روستای رستم‌آباد، وارد اراضی دشت قزوین می‌شود. این رودخانه ماهیتی فصلی دارد و جریان آب آن بیشتر در اواخر زمستان و اوایل بهار به دشت می‌رسد، در حالی که بستر آن در سایر فصول سال خشک است.

### اقلیم

نقشهٔ آب و هوایی ایران؛ شهر قزوین در شمال غربی کشور قرار گرفته و آب و هوای آن سرد و کوهستانی است.

آب و هوای قزوین در تابستان خنک و در زمستان سرد است. میزان بارش سالیانه قزوین حدود ۳۱۸ میلی‌متر و دمای متوسط هوا ۱۴ درجه سانتی‌گراد است.
تأثیر توده هواهای باران‌زا و ارتفاعات موجب شده است که توزیع رطوبت هوا در شهر قزوین از شرایط مناسبی برخوردار باشد. روند تغییرات رطوبت نسبی در طول سال نشان دهنده رطوبت حداکثر در ماه‌های زمستان و رطوبت حداقل در ماه‌های تابستان است. میانگین سالانه نم نسبی در قزوین ۵۱٪ است. براساس آمارهای اقلیمی تیر و مرداد گرم‌ترین و دی و بهمن سردترین ماه‌های سال در شهر قزوین‌اند. دوره یخبندان از اواخر آبان آغاز و تا ۹۰ روز ادامه می‌یابد. کمترین دمای ثبت شده در ایستگاه سینوپتیک قزوین ۲۴ درجه زیر صفر بوده که در ۲۰ دی ۱۳۵۵ رخ داده است.
|                  | ژانویه | فوریه | مارس | آوریل | مه   | ژوئن | ژوئیه | اوت  | سپتامبر | اکتبر | نوامبر | دسامبر |   |       |
| دمای بیشینه (°C) | ۵٫۱    | ۷٫۶   | ۱۳٫۷ | ۲۰٫۰  | ۲۵٫۹ | ۳۲٫۲ | ۳۵٫۶  | ۳۴٫۶ | ۳۰٫۹    | ۲۳٫۱  | ۱۵٫۴   | ۸٫۱    | Ø | ۲۱    |
| دمای کمینه (°C)  | -۴٫۷   | -۲٫۹  | ۱٫۷  | ۶٫۴   | ۱۰٫۶ | ۱۴٫۶ | ۱۷٫۷  | ۱۶٫۹ | ۱۲٫۹    | ۷٫۸   | ۲٫۹    | -۱٫۹   | Ø | ۶٫۸   |
|                  |        |       |      |       |      |      |       |      |         |       |        |        |   |       |
| بارش (mm)        | ۴۴٫۵   | ۴۰٫۸  | ۵۲٫۱ | ۴۱٫۰  | ۳۴٫۵ | ۵٫۹  | ۱٫۲   | ۱٫۹  | ۰٫۸     | ۲۱٫۷  | ۲۱٫۸   | ۴۴٫۰   | Σ | ۳۱۰٫۲ |
|                  |        |       |      |       |      |      |       |      |         |       |        |        |   |       |
| روزهای بارانی    | ۱۰٫۵   | ۱۰٫۱  | ۱۳٫۳ | ۱۳٫۳  | ۱۲٫۷ | ۴٫۵  | ۲٫۴   | ۲٫۳  | ۲٫۰     | ۷٫۷   | ۷٫۹    | ۹٫۷    | Σ | ۹۶٫۴  |

| -۴٫۷ |

| -۲٫۹ |

| ۱٫۷ |

| ۶٫۴ |

| ۱۰٫۶ |

| ۱۴٫۶ |

| ۱۷٫۷ |

| ۱۶٫۹ |

| ۱۲٫۹ |

| ۷٫۸ |

| ۲٫۹ |

| -۱٫۹ |

| -۴٫۷ |

| -۲٫۹ |

| ۱٫۷ |

| ۶٫۴ |

| ۱۰٫۶ |

| ۱۴٫۶ |

| ۱۷٫۷ |

| ۱۶٫۹ |

| ۱۲٫۹ |

| ۷٫۸ |

| ۲٫۹ |

| -۱٫۹ |

| بارش | ۴۴٫۵   | ۴۰٫۸  | ۵۲٫۱ | ۴۱٫۰  | ۳۴٫۵ | ۵٫۹  | ۱٫۲   | ۱٫۹ | ۰٫۸     | ۲۱٫۷  | ۲۱٫۸   | ۴۴٫۰   |
|      | ژانویه | فوریه | مارس | آوریل | مه   | ژوئن | ژوئیه | اوت | سپتامبر | اکتبر | نوامبر | دسامبر |

### گسل‌ها
شهر قزوین در منطقه‌ای با خطر زلزله بالا قرار دارد. بررسی سوابق وقوع زلزله و پیشینه زمین‌لرزه‌های این شهر نشان می‌دهد که زلزله‌های رخ‌داده در ناحیه معمولاً سطحی هستند و در عمق متوسط حدود ۳۲ کیلومتری سطح زمین به‌وقوع می‌پیوندند، در حالی که زلزله‌هایی با عمق بیش از ۵۰ کیلومتر به‌ندرت مشاهده شده‌اند.  به‌دلیل عمق کم این زلزله‌ها، غالباً خسارت‌های زیادی به همراه دارند. مطالعه زلزله‌های سده بیستم نشان می‌دهد که در این بازه زمانی، محدوده شهر قزوین زلزله‌های مخرب و ویرانگر را تجربه نکرده است. با این حال، نبود زمین‌لرزه‌های شدید در سده اخیر، همراه با توسعه سریع شهر به سمت گسل واقع در شمال آن، می‌تواند احتمال وقوع زمین‌لرزه و خسارت‌های بزرگ ناشی از آن را به‌طور محسوسی افزایش دهد.

### گسل شمال قزوین (راندگی باراجین)
گسل شمال قزوین یا راندگی باراجین با طولی حدود ۶۰ کیلومتر و امتداد شرقی-غربی در فاصله ۱۰ کیلومتری شمال شهر قزوین، نتیجه فعالیت‌های کوه‌زایی البرز است. این گسل باعث رانش سازند کرج بر روی رسوبات آبرفتی هزاردره شده است. برای نخستین بار، در سال ۱۹۶۶ میلادی، ریبن (Eugene Hubert Rieben) این گسل را شناسایی و آن را با نام راندگی باراجین معرفی کرد. این گسل به‌عنوان یکی از گسل‌های اصلی البرز شناخته می‌شود. گسل شمال قزوین،  به‌دلیل ایجاد برش در رسوبات کواترنری، در دسته گسل‌های فعال و جوان قرار می‌گیرد. منابع تاریخی نیز به واقعه تخریب شهر قزوین در تاریخ ۵ رمضان سال ۵۱۳ هجری قمری، در آغاز سده ششم هجری اشاره کرده‌اند. با این حال، این گسل در سده‌های نوزدهم و بیستم هیچ فعالیت لرزه‌ای ثبت‌شده‌ای نداشته است.
در قسمت شمالی شهر قزوین، منطقه‌ای با توپوگرافی به‌صورت سکویی بلند شکل گرفته که تفاوت ارتفاع قابل‌توجهی با دشت و چاله قزوین دارد. عامل اصلی این پدیده، گسل شمال قزوین است که نقش مهمی در شکل‌گیری آن ایفا کرده است. این تغییر ناگهانی ارتفاع، با در نظر گرفتن اینکه میانگین ارتفاع قزوین حدود ۱۲۵۰ متر از سطح دریا و ارتفاعات شمالی آن بیش از ۲۵۰۰ متر است، از نظر شرایط اقلیمی حائز اهمیت ویژه‌ای می‌باشد.

## ساختار شهری

### انجمن اسلامی شهر قزوین

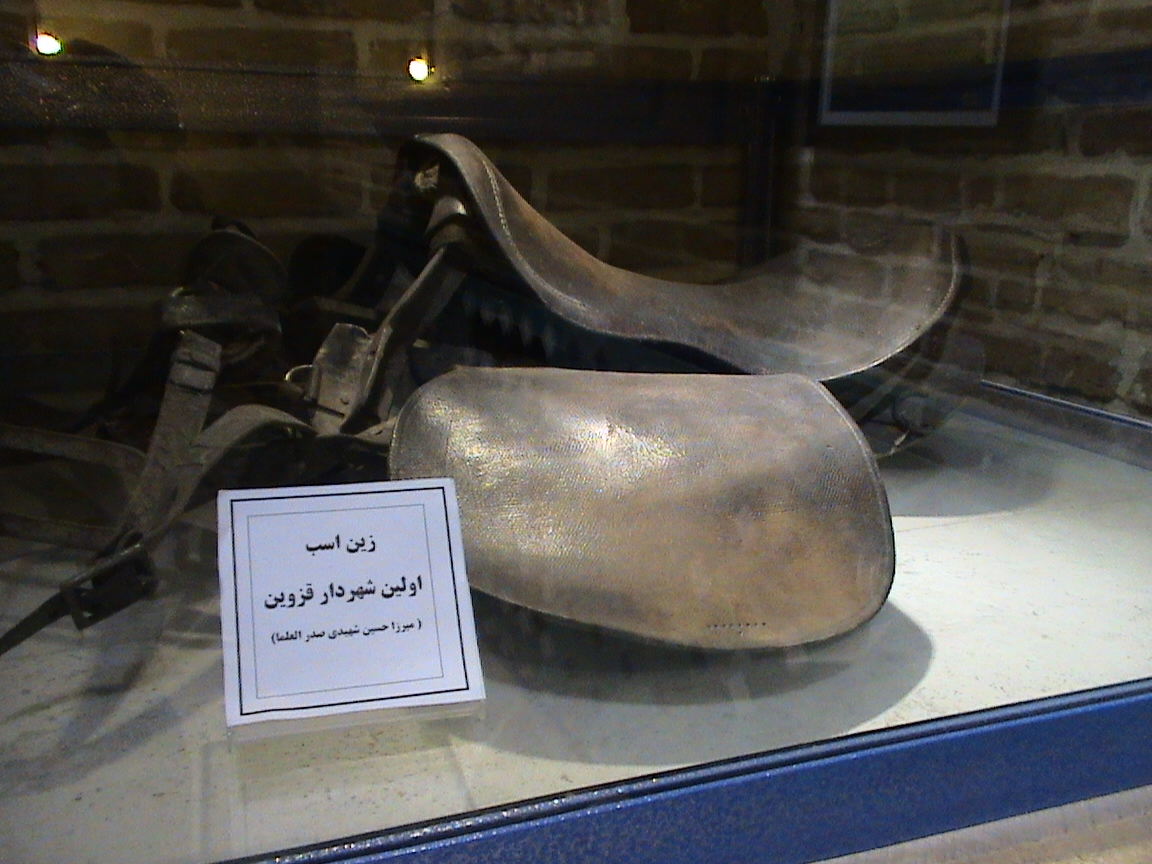
زین اسب - متعلق به اولین شهردار قزوین - موزه مردمشناسی حمام قجر

انجمن اسلامی شهر قزوین، انجمنی است ساخته از ۹ نماینده که بر طبق قانون شوراها مسئول اداره شهر قزوین است. مهم‌ترین وظایف شورا انتخاب شهردار به مدت چهار سال، نظارت بر عملکرد شهرداری و در صورت لزوم برکناری شهردار، تصویب طرح‌های لازم برای رفاه بیش‌تر شهروندان و نظارت بر اجرای آن‌ها، تصویب بودجه سالانه شهرداری، تصویب اساسنامه موسسات و شرکت‌های وابسته به شهرداری هستند.
نخستین بلدیه یا شهرداری قزوین در اسفند سال ۱۳۰۶ هجری قمری تأسیس گردید. شهرداری قزوین مانند دیگر شهرداری‌های ایران سازمانی غیردولتی است. نخستین شهردار شهر قزوین میرزا حسین شهیدی (صدرالعلما) بوده است.

### شهرداری قزوین

لوگوی شهرداری قزوین

اولین بلدیه یا شهرداری قزوین در سال ۱۲۸۵ تأسیس گردید. شهرداری قزوین مانند دیگر شهرداری‌های ایران سازمانی غیردولتی است و وظیفه آن اداره شهر قزوین می‌باشد.
با انتخاب خواجه نوری به عنوان فرماندار قزوین در سال ۱۲۹۸ هجری شمسی، کاظم سرکشیک‌زاده به قزوین فرا خوانده می‌شود و کار سازمان‌دهی بلدیه قزوین به او واگذار می‌گردد، وی سازمان مرتبی را با شعبه‌هایی چند و تعیین بودجه مشخص برای بلدیه قزوین ایجاد می‌کند. از آنجا که بلدیه آن روز جز دریافت عوارض دروازه‌ها (نواقلی) محل درآمد دیگری نداشت فقط می‌توانست حقوق کارمندان خود را تأمین کند و اقدامی در زمینه آبادانی و پاکیزگی شهر انجام نمی‌دادند.
پس از به سلطنت رسیدن رضاشاه و برگزیده شدن بوذر جمهری به سمت کفالت شهرداری تهران و انجام فعالیت‌های گسترده در سطح شهر تهران، شرایط قزوین که با تهران فاصله اندکی داشت بیشتر به چشم می‌آید و از این رو روزنامه‌های محلی و شخصیت‌های مؤثر شهر و وکلای برای جلب توجه دستگاه حکومت و شخص رضا شاه به مشکلات شهر قزوین و ایجاد یک بلدیه فعال دست به یک رشته فعالیت‌های چشم‌گیر می‌زنند که از آن‌ها می‌توان به فوق‌العاده (روزنامه) رعد در قزوین به تاریخ ۲ مهر ۱۳۰۶ خورشیدی اشاره نمود. این فوق‌العاده به مناسبت سفر رضا شاه به همراه ولیعهد به قزوین و عبور از آن شهر انتشار یافت و وظیفه آن نقل مشکلات مردم شهر قزوین بوده است.
شصت و یکمین شهردار قزوین مسعود نصرتی بود که با آغاز دوره پنجم شورای شهر، خدمت او به پایان رسید و علی صفری (شهردار سابق بوئین زهرا) به جای او شهردار قزوین شد. در چهل و یکمین جلسه شورای اسلامی شهر قزوین در تاریخ ۹۸/۰۷/۳۰، سیاوش طاهرخانی به عنوان شصت و سومین شهردار قزوین منصوب شد. در تاریخ ۱۴۰۰/۰۶/۲۴ مهدی صباغی به عنوان شصت و چهارمین شهردار قزوین از سوی اعضای ششمین دوره شورای اسلامی شهر قزوین انتخاب شد.

### زیرساخت‌های اولیه شهر
شهر قزوین  ازجمله شهرهایی است که همیشه با کمبود آب مواجه بوده است و حتی ناصرخسرو در سفرنامه خود به آن اشاره کرده است. در سده پنجم هجری قمری خیرین اقدام به حفر قناتی برای تأمین آب شهر کردند، اما چون در تابستان میزان آب قنات کافی نبود، مردم شهر اقدام به ساخت ده‌ها آب‌انبار کردند. به علت تعدد آب انبار، قزوین به «شهر آب انبارها» شهرت یافته است.

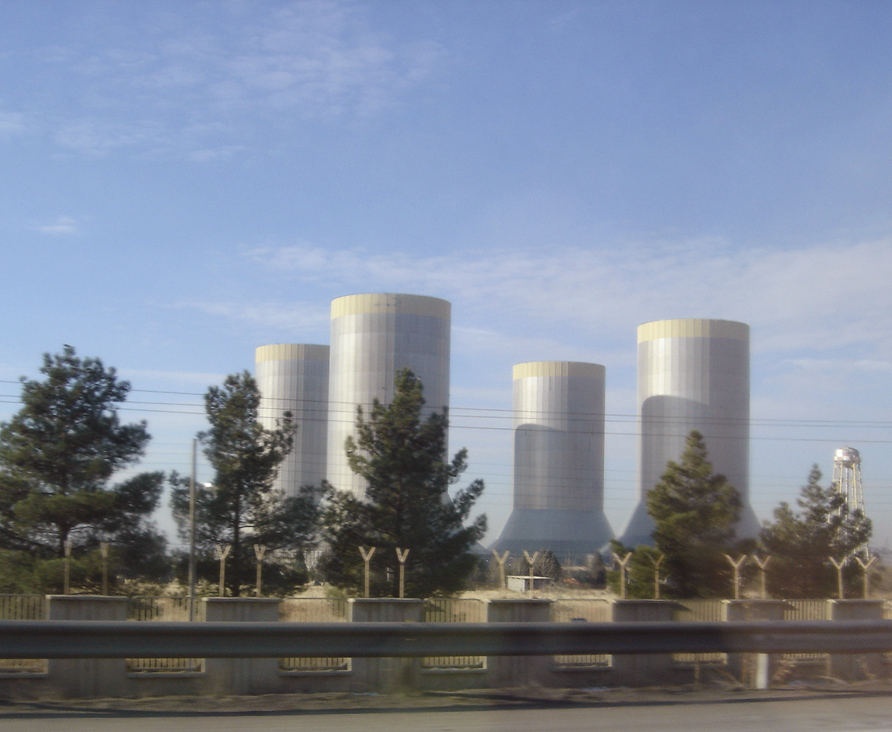
نیروگاه بخار و سیکل ترکیبی شهید رجایی در بیرون از قزوین

این نیروگاه در آزاد راه قزوین به تهران ساخته شده است. نیروگاه برق شهید رجایی دارای دو سیکل مجزای بخار و ترکیبی می‌باشد که مجموعاً ۲۰۴۰ مگاوات تولید برق دارد؛ که این میزان، ۸ درصد برق مصرفی در کشور می‌باشد (سومین نیروگاه بزرگ ایران). سوخت مورد استفاده در این نیروگاه مازوت و گاز طبیعی است.

### گستره شهری

نقشه مجموعه شهری بزرگ قزوین

### مراکز تفریحی
قزوین دارای شهربازی‌های و مکان‌های تفریحی متعدد است؛ که  ازجمله مهم‌تری آن‌ها می‌توان به موارد زیر اشاره کرد:

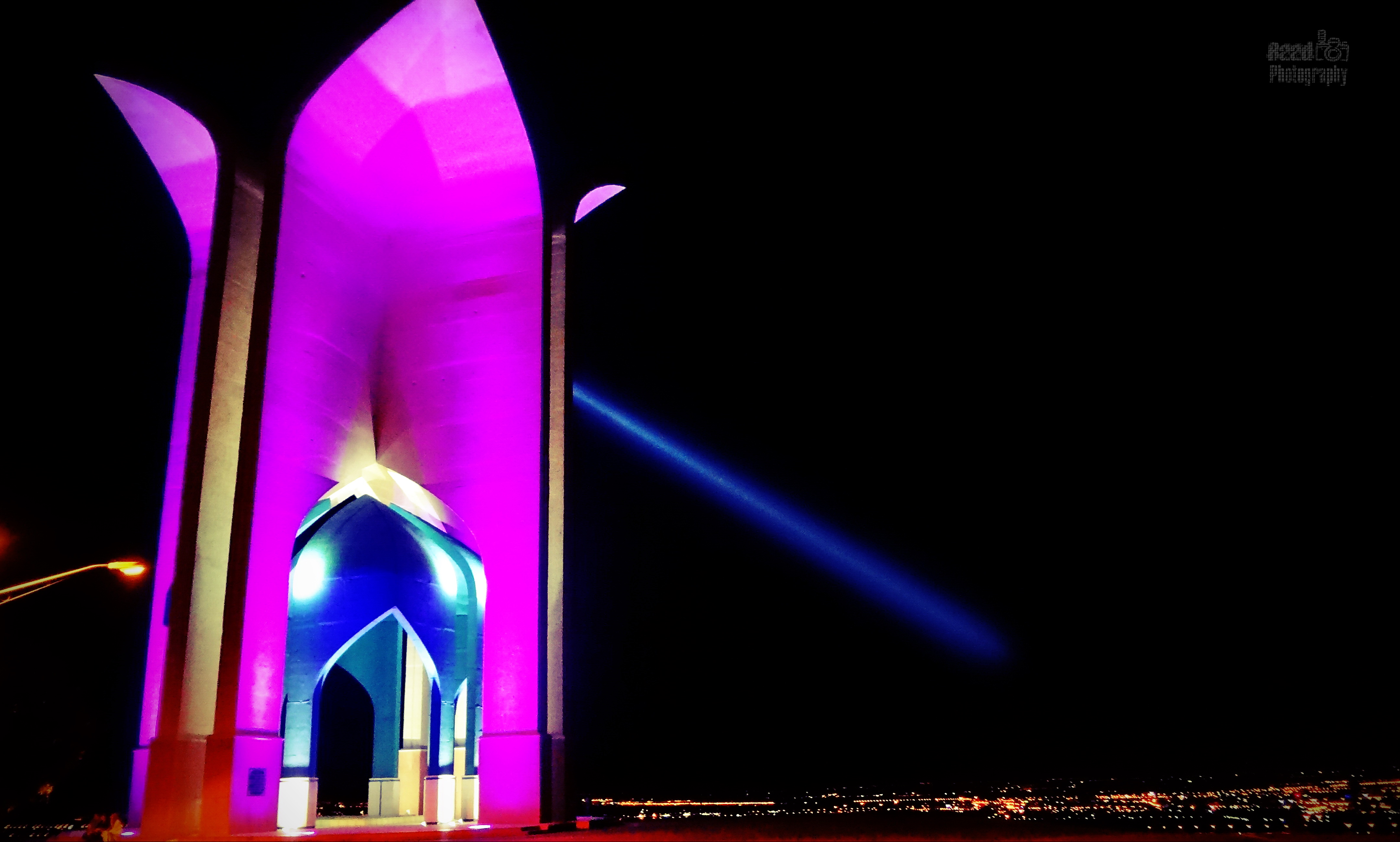
مقبره شهدای گمنام بوستان باراجین

- شهربازی دالفک
- شهربازی الغدیر
- قلعه سحر آمیز
- شهربازی پارک ملت
- شهربازی پارک دهخدا
- دهکده حیات و طبیعت فدک (باغ وحش)
- تله سی یژ

### مراکز درمانی
شهر قزوین دارای مراکز درمانی متعدد و چندین بیمارستان تخصصی و فوق تخصصی می‌باشد.  ازجمله بیمارستان‌های شهر می‌توان به بیمارستان ۱۰۰۰ تختخوابی پاسارگاد(در دست ساخت)، بیمارستان بوعلی سینا (مرکز قلب)، بیمارستان شهید رجایی (تصادفات و ارتوپدی)، بیمارستان ذکریای رازی (نام قدیم: ۲۵۶ تختخوابی/ تأمین اجتماعی)، بیمارستان کوثر (زنان و زایمان)، بیمارستان قدس (کودکان)، بیمارستان تخصصی پاستور، بیمارستان دهخدا، مرکز جراحی پارس، بیمارستان دولتی ولایت، بیمارستان تخصصی و فوق تخصصی مهرگان، بیمارستان ۵۵۳ ارتش و بیمارستان روانی ۲۲ بهمن می‌توان اشاره کرد. همچنین نخستین مرکز درمان ناباروری از راه دور کشور با نام «مرکز تله مدیسین درمان ناباروری جهاد دانشگاهی» در خیابان فردوسی شهر قزوین مشغول به فعالیت می‌باشد که هزینه‌های درمان ناباروری در این مرکز نسبت به سایر مراکز بسیار پایین است.

### فضای سبز

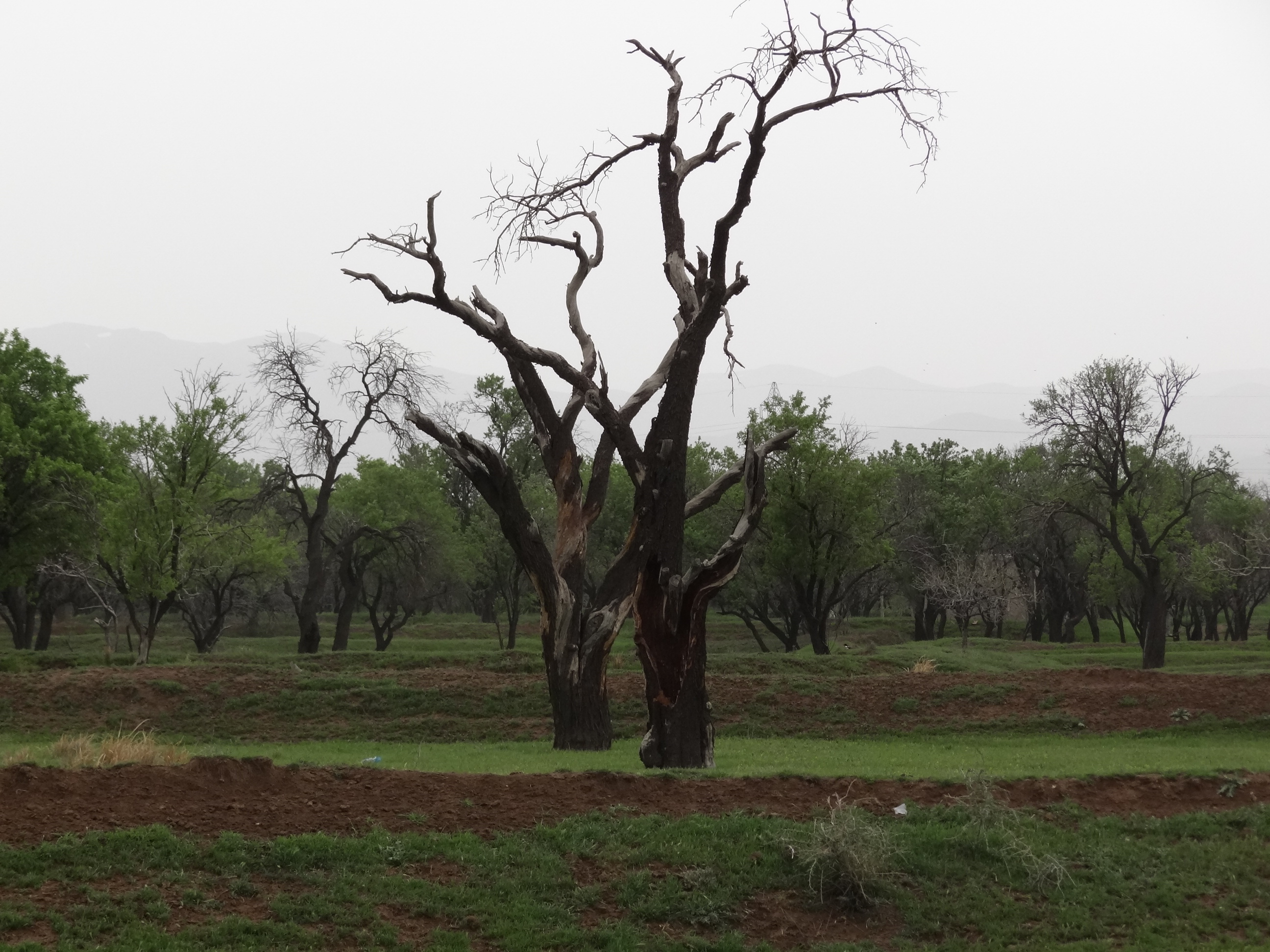
باغستان‌های سنتی - جنوب شهر قزوین

به گواهی عبدی بیگ شیرازی و همچنین واعظ قزوینی، شهر قزوین از باغستان‌های سرسبزی تشکیل شده بود که گرداگرد شهر را فرا می‌گرفت؛ درختان انگور، پسته و بادام که صفا و طراوتشان شهر را پر کرده و سایه سار دلکششان موجب آسودگی مردم شده بود.

ولی متأسفانه با توسعه ناموزون شهری لطمه جبران‌ناپذیری به فضای سبز تاریخی قزوین زده شد؛ با این وجود باز هم می‌توان آثار خرمی و سرسبزی را در باغستان‌های ۱۴۰۰ ساله پیرامون شهر مشاهده کرد.  ازجمله باغستان‌های سنتی قزوین که امروزه تبدیل به پارک و بوستان شده است. باغ تاریخی حکم آباد (پارک ملت) است. سبزیکار آقا جمالی یا حکم آباد از تفرجگاه‌های سنتی مردم قزوین است. از دیگر باغستان‌های برجای مانده می‌توان به باغ تاریخی مصلای قزوین اشاره کرد که در بیرون شهر بوده و هر ساله در مراسم سنتی پنجاه بدر میزبان اهالی قزوین است. بوستان دهخدا نیز در باغستان سنتی «ماریان» ساخته شده است. ضمناً سرانه فضای سبز در قزوین ۱۱٫۱۴ متر به ازای هر نفر است.

### نمایشگاه بین‌المللی

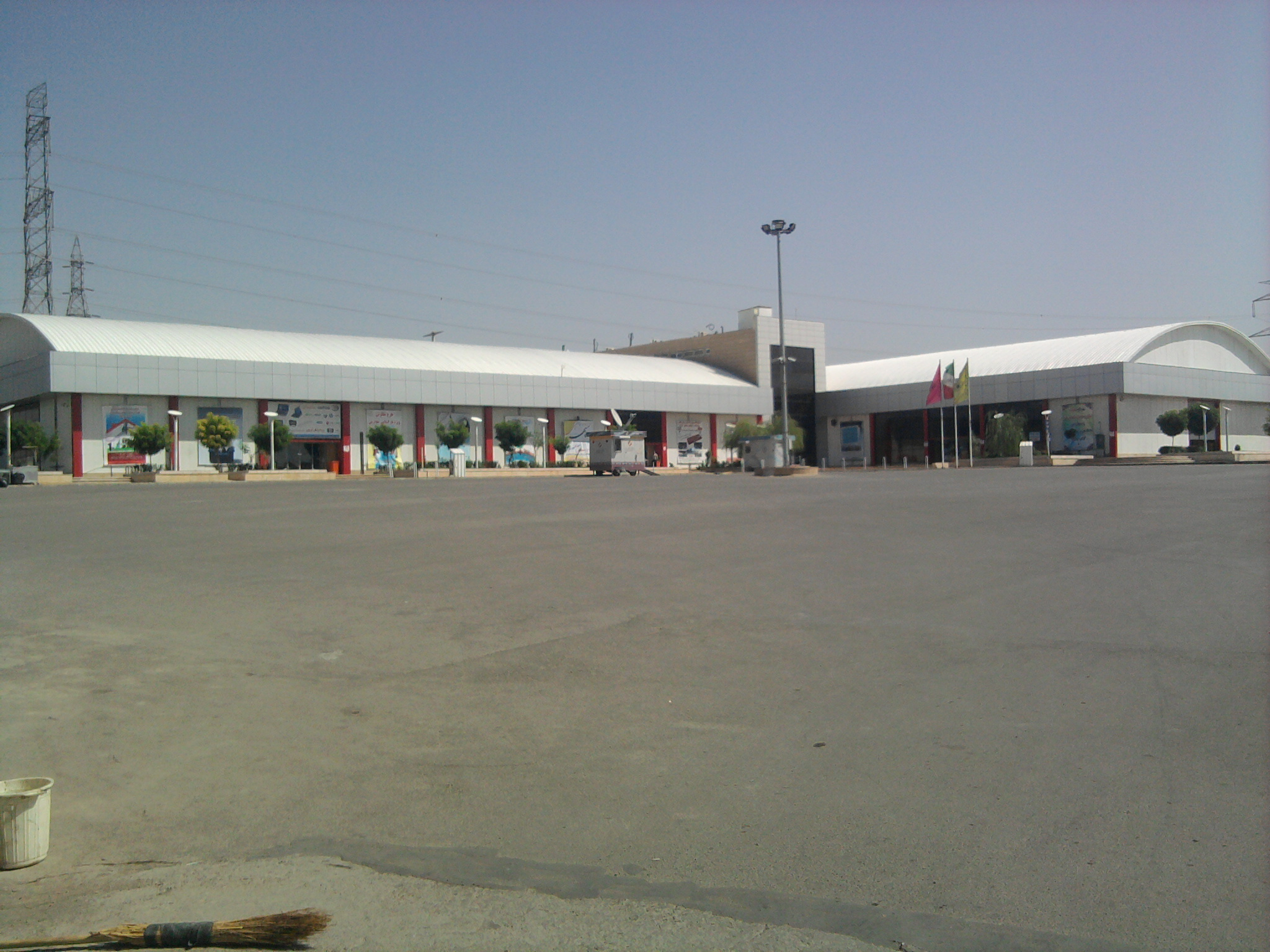
نمایشگاه بین‌المللی قزوین

نمایشگاه بین‌المللی قزوین فعالیت خود را از سال ۱۳۷۸ آغاز کرد. این نمایشگاه ضمن دارا بودن استانداردهای بین‌المللی در سطوح مختلف در دو سالن سرپوشیده به مساحت ۳۶۰۰ متر مربع احداث شده است. نمایشگاه بین‌المللی قزوین هم‌اکنون دارای سالن کنفرانس، بیش از ۲۰۰۰ متر مربع فضای مفید نمایشگاهی، نمازخانه خواهران و برادران، اتاق رادیو و پارکینگ داخلی با ظرفیت ۱۰۰۰ خودرو می‌باشد.

### کیفیت زندگی و هزینه‌های شهری
به‌دلیل وجود شهرک‌های صنعتی متعدد در اطراف قزوین و مهاجرت از سایر استان‌ها برای یافتن شغلی مناسب و زندگی بهتر و همچنین گسترش مراکز دانشگاهی و آموزشی، شهر قزوین همواره یکی از شهرهای گران در زمینه مسکن بوده است؛ به‌طوری‌که پس از سال۱۳۹۱ قزوین از نظر گرانی مسکن و زمین وهزینه‌های زندگی پس از تهران در جایگاه دوم کشور قرار گرفت

## مجموعه شهری قزوین
با تصویب شورای عالی شهرسازی و معماری، مجموعه شهری قزوین به عنوان ششمین مجموعه شهری بزرگ کشور پس از مجموعه‌های تهران، مشهد، تبریز، اصفهان و شیراز می‌باشد. این مجموعه شهری شامل شهر قزوین و شهرها، شهرک‌ها و نواحی شهری اطراف آن است که جمعیتی در حدود ۷۵۰–۸۰۰ هزار نفر را در خود جای داده است. وسعت این مجموعه ۱۴۲۳ کیلومتر مربع (دو برابر مساحت شهر تهران) است.
شهر قزوین دارای شش ناحیه متصل یا داخل شهر و چهار ناحیه منفصل شهری است که به شهر متصل نیستند اما در داخل حریم شهر قزوین قرار گرفته‌اند. شهرک هفت سنگان، پردیسان و باغ نشاط جزو ناحیه متصل امامزاده علی (ع) هستند و در خارج محدوده قانونی قرار گرفته‌اند. ناحیه مینودر شامل شهرک‌های کوثر و مینودر در منطقه ۳ شهرداری، ناحیه مهدیه شامل پونک، ملاصدرا، آبگیلک، جانبازان، نوروزیان در شمال بلوار معلم، اسماعیل‌آباد، اکبرآباد، حسن‌آباد و امیرآباد در منطقه۳ شهرداری، ناحیه شهید بابایی شامل ولی عصر، توحید، فلسطین شرقی، بلوار، پادگان، خیام، شهرداری، شرق نادری، فردوسی، بوعلی شرقی، شهرک ولایت، سرتک، باقرآباد، دانشگاه، بلوار پاستور، شرق نوروزیان در جنوب بلوار معلم در منطقه ۲ شهرداری جزو نواحی متصل شهری به‌شمار می‌روند. ناحیه آزادگان شامل غرب نادری، رسالت، زعفرانیه، سعدی شمالی، سعدی فرعی، فلسطین غربی، بنیاد، نواب شمالی، آبشار، مجتمع ادارات، شهرک‌های میرداماد و عارف، غیاث آباد، غرب نوروزیان در جنوب بلوار معلم، شهرک شهید رجایی در منطقه ۲شهرداری و ناحیه امامزاده علی شامل شهرک هفت سنگان، پردیسان، باغ نشاط، محله کنار هتل قدس، ولی عصر (جنوب چهار راه ولی عصر)، باغ دبیر، تهران قدیم، سپه، ملک‌آباد، بلاغی، راه ری، تالار و شرق راه‌آهن در منطقه یک شهرداری، ناحیه امامزاده حسین (ع) شامل غرب نادری جنوبی، عبید زاکان، سعدی جنوبی (جنوب چهار راه نظام وفا)، نواب جنوبی، دادگستری، کوی بهار (بلوار میرزا کوچک خان)، تبریز، مولوی، محله آخوند، منتظری، محله شیشه چی و دوراهی همدان در منطقه یک شهرداری دیگر محلات واقع در نواحی متصل شهری هستند. ناحیه اندیشه شامل نجف آباد، حسن‌آباد، وثوق آباد و شهرک اندیشه در منطقه ۳ شهرداری، ناحیه چوبیندر شامل چوبیندر و خیرآباد در منطقه یک شهرداری، ناحیه دانش شامل شهرک دانش و ناصر آباد و منطقه یک شهرداری، ناحیه مشعلدار شامل مشعلدار و محمدآباد در منطقه یک شهرداری، از نواحی منفصل شهری هستند و خارج از محدوده قانونی و در حریم شهر قزوین قرار دارند.

## مردم‌شناسی

### زبان
حَمْدُاللهِ مُسْتوفی قَزْوینی صاحب‌منصب، جغرافی‌دان، مورّخ و شاعر ایرانی (۶۸۰ ه‍.ق قزوین – ۷۵۰ ه‍.ق قزوین) در نزهه‌القلوب دربارهٔ زبان مردم شهر قزوین چنین می‌گوید: «قزوین اگر چه این تومان اول به قزوین منسوب بود، دارالملک ایران شد، آن را مقدم داشتند، ممالک و مذاهب هستند، زبانشان هنوز یک‌رویه نشده ولی به فارسی ممزوج مایلتر است».
آدام اولئاریوس، (زادهٔ ۲۴ سپتامبر ۱۵۹۹ – مرگ ۲۲ فوریه ۱۶۷۱) پژوهشگر، جغرافیدان آلمانی در سفرنامه‌اش به ایران زبان مردم قزوین را چنین ذکر می‌کند: «زبان اهالی قزوین فارسی است، ولی لهجه بخصوصی دارند که می‌توان قزوینی‌ها را از سایر ایرانی‌ها مانند هلندی‌ها از آلمانی‌زبانان تشخیص داد».
اولیا چلبی، سیاحِ معروفِ عثمانی، در سیاحتنامه خود (۱۶۴۷ تا ۱۶۵۴ میلادی)، زبان مردم قزوین را اینگونه شرح می‌دهد: «بیشتر اهالی قزوین عارف و ظریف، فصیح و بلیغ هستند و از این رو با همدیگر به فارسی نازک (ظریف) سخن گویند، اما عربی نیز می‌دانند.»
ادوارد براون در کتاب یک سال در میان ایرانیان می‌نویسد: برداشت‌هایی از زندگی، شخصیت و اندیشه مردم ایران - در مدت اقامت دوازده‌ماهه در آن کشور در سالهای ۱۸۸۸–۱۸۸۷ نوشته که می‌گوید:در حوالی قزوین و فقط چهار یا پنج مرحله پس از تهران فارسی به‌طور مشخص بر ترکی غالب است؛ ولی بازار قزوین مانند بازار شهرهای تبریز، خوی و زنجان بود. اما در مورد مردم، قزوینی‌ها از آذربایجانی‌ها رفتارشان ملایم‌تر و پیچیده‌تر است. زبان فارسی توسط آنها به‌طور عمومی و عمده صحبت می‌شود.
حمدالله مستوفی در کتاب تاریخ  گزیده جمله‌ای از زبان مردم قزوین در پاسخ نامه عمر که قزوین را محاصره کرده بود و از مردم قزوین خواسته بود یا جزیه بدهند یا مسلمان شوند آورده است: مردم قزوین بر سر باروها رفته و با آواز بلند می‌گفتند:نه مسلمان بیم نه گزیت دهیم بشی او مکه شی کا ما برهیم(نه مسلمان می‌شویم نه جزیه می‌دهیم برگردید به مکه تا ما هم رهاییرهایی یابیم)
در سفرنامه ادوارد براون به نام «یک سال در میان ایرانیان» (۱۸۸۷–۱۸۸۸) زبان غالب مردم قزوین نیز فارسی ذکر شده است.
زبان فارسی با لهجه خاص قزوینی به عنوان زبان رایج در میان بیشتر مردم قزوین شناخته می‌شود و علاوه بر فارسی، زبان‌های ترکی آذربایجانی و تاتی و گیلکی نیز در این شهر سخنوران قابل توجهی دارند که اغلب بومی شهر قزوین محسوب نمی‌شوند.
کتاب «ضرب‌المثل‌های مردم قزوین» نوشته دکتر محمدحسین سرداغی برای حفظ و نگهداری از همین لهجه و گویش مردم قزوین توسط انتشارات جهاد دانشگاهی قزوین منتشر شده است. در این کتاب آمده است: زبان مردم قزوین به زبان نوشتاری نزدیک‌تر است، مثلاً واژه‌هایی مانند: خانَه و چانَه که امروز به تقلید از گویش تهرانی‌ها خونه و چونه تلفظ می‌شوند و گاهی هم این‌گونه تغییر باعث غلط شدن واژه می‌شود. بعضی از واژه‌ها و عبارت‌ها که غیر متداول هستند و اگر ضبط نشود فراموش می‌شوند و معنی آن‌ها را دیگر آیندگان نمی‌دانند. مانند: اَلمبَه (چوب بلندی که با آن بادام و پسته می‌تکانند)، وِندِر (عنکبوت)، چِرپاندن (شلاق را محکم زدن)، خِرتِلاق (گلو).

### جمعیت
جمعیت شهر قزوین در طول ۵۰ سال گذشته،  به‌دلیل موقعیت جغرافیایی، نزدیکی به کلان‌شهر تهران و جایگاه سیاسی-اداری آن به‌عنوان مرکز استان، رشد چشمگیری را تجربه کرده است. این جمعیت از ۶۶٬۴۲۰ نفر در سال ۱۳۳۵ به ۴۰۲٬۷۴۷ نفر در سال ۱۳۹۵ افزایش یافته است. از این تعداد، ۲۰۳٬۷۳۲ نفر مرد و ۱۹۹٬۰۴۶ نفر زن هستند. مجموع خانوارهای شهر قزوین به ۱۲۷٬۱۵۴ خانوار می‌رسد و میانگین تعداد افراد در هر خانوار ۳٫۱۷ نفر است.جمعیت شاغل این شهر ۱۱۵٬۰۷۷ نفر و تعداد بیکاران آن ۱۹٬۱۶۹ نفر تخمین زده شده است. نرخ باسوادی نیز در کل شهر از میانگین نقاط شهری کشور بالاتر بوده و به ۹۳ درصد رسیده است.

### جامه
مردم قزوین در گذشته بر اساس موقعیت اجتماعی خود پوشش متفاوتی داشته‌اند اما امروزه زنان و مردان قزوینی دیگر به ندرت از پوشاک و لباس‌های رسمی و سنتی خود استفاده می‌کنند، لباس‌های رسمی قزوینیان در گذشته بدین شرح بوده است:
مردان
برای متمایز بودن افراد اعیان از قشر کم درآمد، کلاه‌های متفاوتی بر سر می‌گذاشتند، پیراهن‌ها معمولاً به رنگ سفید و ساده و دکمه یقه آن بر شانه چپ بسته می‌شد و در میان سینه چپ، از شانه تا زیر سینه، چاکی داشت. پس از آن پیراهن‌هایی با یقه‌های بلند به نام یقه «قزاقی» متداول شد و سپس یقه «ملایی» جای آن را گرفت. دیگر تن‌پوش مردان قزوینی «ارخالق» نام داشت که ارخالق پیراهن جلو باز بسیار بلندی بود که تا انتهای پا می‌رسید و در ناحیه کمر تنگ و دامن آن بسیار گشاد بود و در دو پهلو، دو چاک بلند تا کمر داشت.
همچنین شلوار قشر کم درآمد از جنس کرباس و به رنگ آبی یا مشکی بوده است که کمر آن‌ها با نخ‌های پنبه‌ای سفت می‌شده و بلند و گشاد بوده‌اند، ولی افراد ثروتمند از شلوارهای دکمه‌دار استفاده می‌کردند. پاپوش مردان قزوین گیوه‌های به نام جوراب و آجیده بوده است ولی افراد اعیان از گیوه‌های مرغوب و بهتری به نام ملکی استفاده می‌کردند.
زنان
زنان قزوینی زیر پیراهن خود شلیته می‌پوشیدند. به‌طوری‌که شلیته به اندازه یک‌وجب یا حتی کمتر از دامن آن‌ها بیرون می‌آمد. جنس پارچه آن اغلب ململ، چیت و کرباس بود و به شکل‌ها و رنگ‌های گوناگونی ساخته می‌شد. جوانان اغلب روی شلیته‌های خود را با نخ‌های رنگی گلدوزی می‌کردند. شلیته گُلدار جوانان دارای سجاف پهن بود. برخی دیگر از شلیته‌ها به جای سجاف لیفه داشت. شلیته لیفه دار از پارچه ضخیم و سنگین مانند مخمل، ترمه، تافته ابریشمی و.. ساخته می‌شد. معمولاً قسمت پایین شلیته را با دست دوخته و آن را به حالت تزئینی درمی‌آوردند که به آن دالبُر و دندان موشی می‌گفتند.
در حدود صد سال پیش در زنان اعیان از یل یا نیم تنه قزوینی استفاده می‌کردند که از پارچه ترمه با آستری از پارچه تافته کرم رنگ تهیه می‌شد. در قسمت جلوی آن، هجده دکمه فلزی پی در پی می‌دوختند. زنان در زیر شلیته‌های خود شلوارهای مشکی می‌پوشیدند، دمپای این شلوارها تنگ و بالای آن گشاد بود و آن‌ها را با بند تنبان می‌بستند.
پاپوش زنان نیز بر اساس وضعیت مالی انواع مختلفی داشته است. اصولاً قشرهای کم درآمد از گیوه‌های ظریف و زنان اعیان نیز از کفش‌های چرمی مدل روز استفاده می‌کردند.

### غذاها و شیرینی‌های سنتی

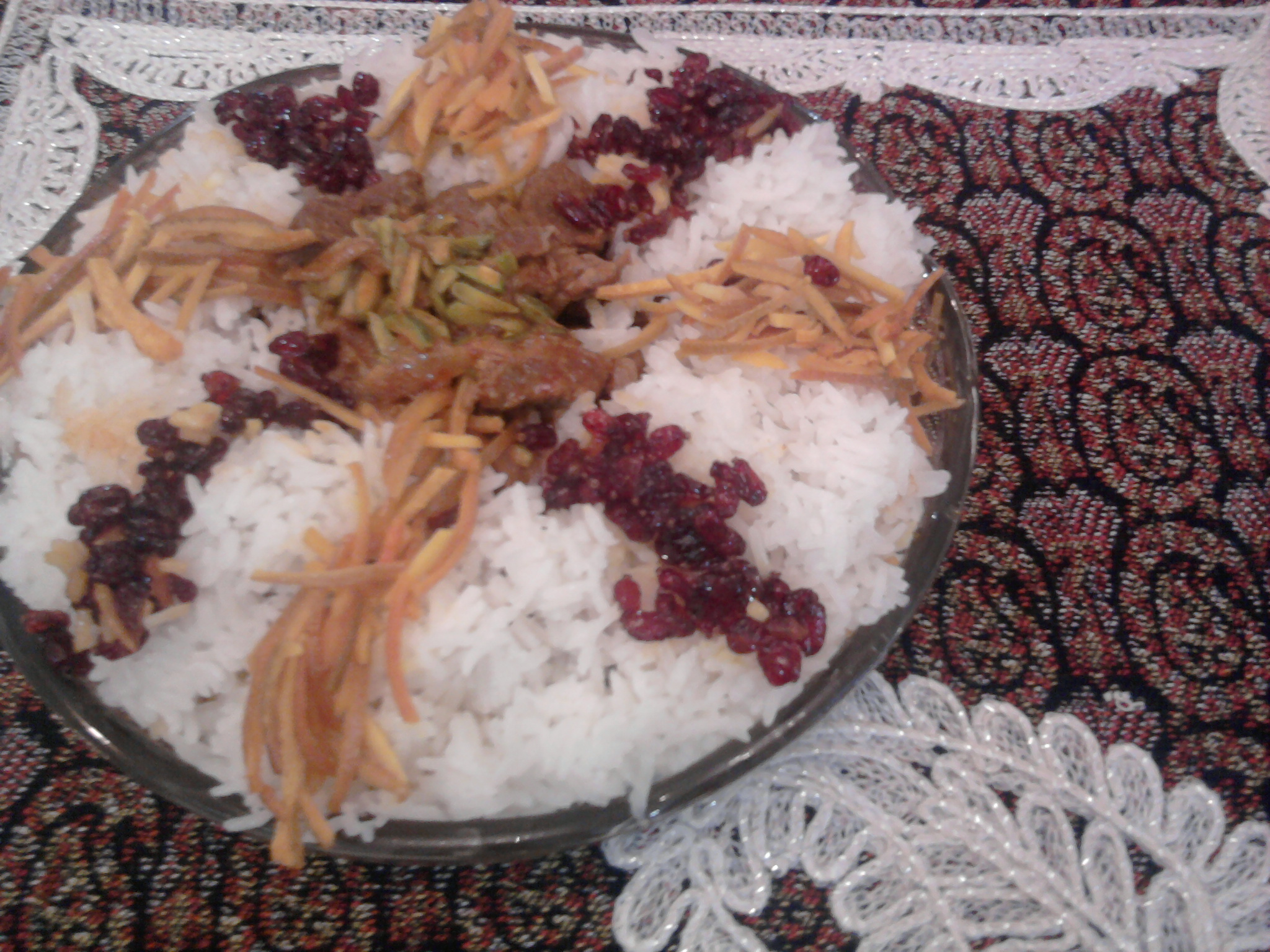
قیمه نثار معروف‌ترین غذای سنتی قزوین

استان قزوین نیز مانند سایر استان‌های کشور دارای انواع غذاهای سنتی است که برخی از آن‌ها در مناسبت‌های ویژه و تعداد بسیاری نیز به شکل عادی در طی سال تهیه می‌شود. برخی از انواع غذاهای سنتی قزوین عبارتند از:قیمه نثار، شیرین پلو، هلیم سنتی قزوین و کوکوی شیرین، آش دوغ (قزوین)، آش دندان کشه، یتیم چه، ماش پیازو، اشکنه، دیماج، بستنی سنتی پر خامه قزوین و کاله‌جوش نام برد.

متداول‌ترین شیرینی‌های استان عبارتند از:باقلوای لوزی، نان برنجی، نان نخودی، نان قندی، باقلوای پیچ، نان بادامی،

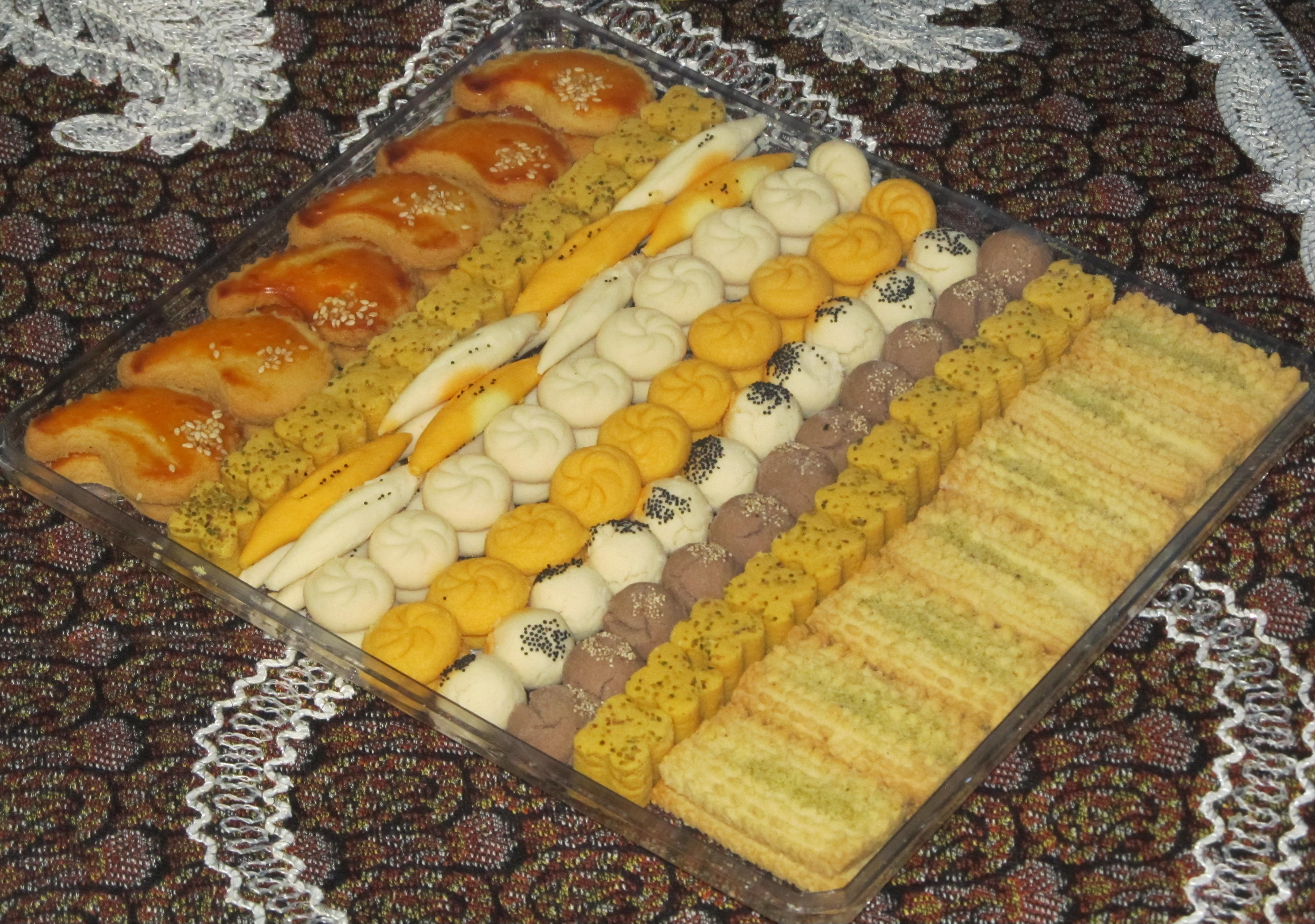
مجموعه‌ای از شیرینی‌های سنتی قزوین

نان گردویی، پادرازی، نان نازک، نان چرخی، نان چای، اتابکی، ولی عهدی، حاج کریمی
در قزوین انواع اقسام نان پخت می‌شود که شهرت بسیاری دارد؛ در بین نان‌های قزوین، نان لواش تنوری که به صورت گرد و بزرگ طبخ می‌شود دارای کیفیت و طعم مطبوعی می‌باشد که موجب شهرت آن شده است. قاق یکی دیگر از نان‌های سنتی قزوین است که خشک و شیرین بوده و با چای سِرو می‌شود. از دیگر نان‌های سنتی قزوین می‌توان به شیرمال و زنجبیلی اشاره کرد، که کم شیرین بوده و همراه با عصرانه و چای خورده می‌شود.

## فرهنگ و هنر

### قزوین پایتخت خوشنویسی ایران

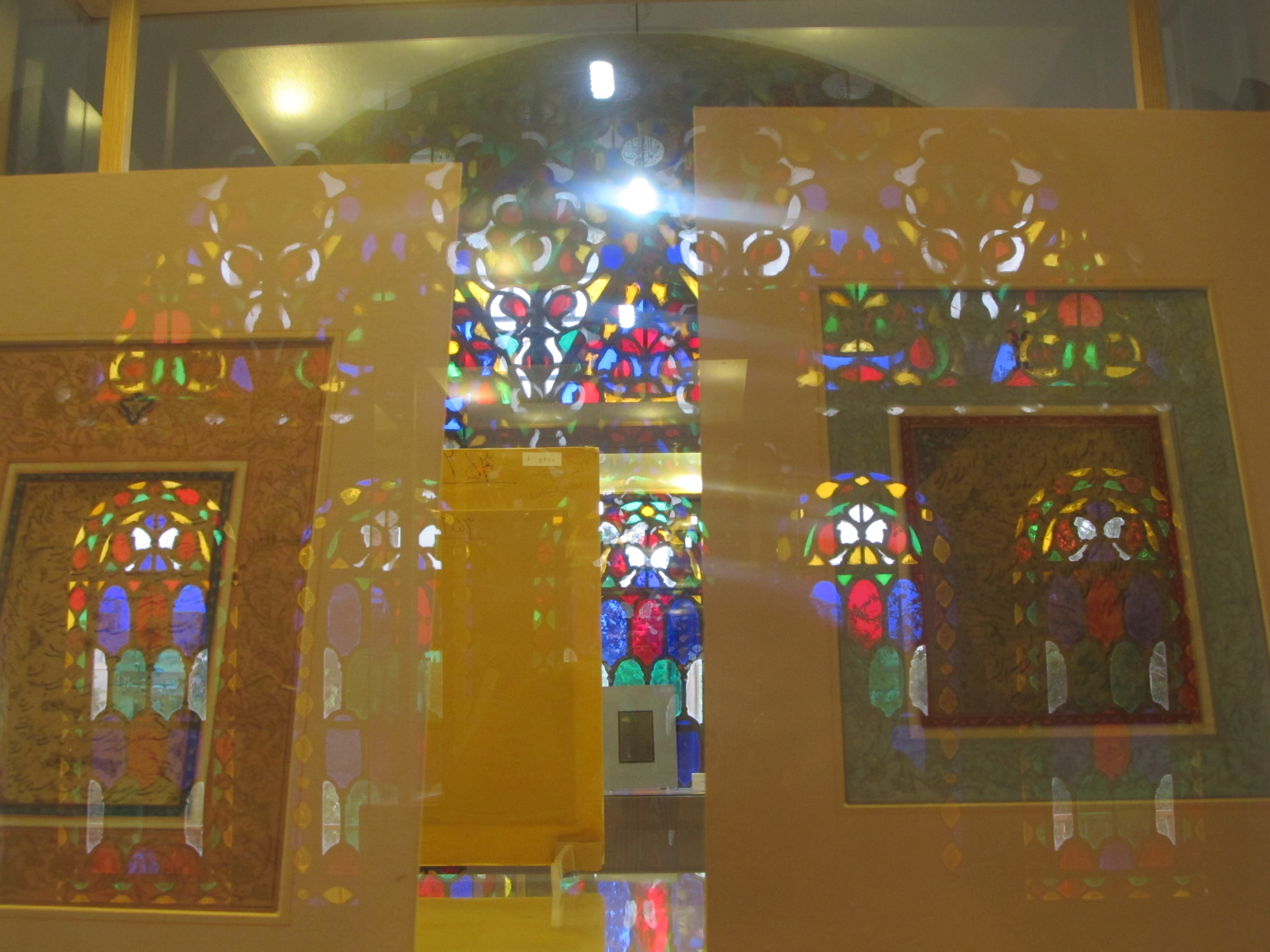
موزه دائمی خوشنویسی، کاخ چهل ستون قزوین

قزوین از دیرباز مهد پرورش بزرگان خوشنویسی کشور بوده است.  استادانی همچون میرعماد حسنی (استاد بزرگ خط نستعلیق)، میرزا محمدحسین عماد الکتاب قزوینی، میرزا محمد علی خیارجی قزوینی (اولین خوشنویسی که بسم الله را به صورت مرغ طغرا ترسیم کرد)، عبدالمجید طالقانی و ملک محمد قزوینی. از دیگر خوشنویسان به نام قزوین می‌توان به گوهرشاد حسنی سیفی، میرابراهیم قزوینی، میرمحمد امین حسنی سیفی قزوینی و یحیی قزوینی اشاره کرد.
به این سبب شهر قزوین از سوی وزارت فرهنگ و ارشاد اسلامی و شوای عالی فرهنگ به عنوان «پایتخت خوشنویسی ایران» لقب داده شده است؛ و به غیر از موزه دائمی خوشنویسی قزوین که در محل کاخ چهل‌ستون قزوین برقرار است، هر ساله رویدادهای بزرگ خوشنویسی مانند: برگزاری دوسالانه خوشنویسی ایران (با حضور استادانی از سراسر جهان)، برگزاری جشنواره خوشنویسی آیات قرآنی، جشنواره خوشنویسی غدیر و… در این شهر به وقوع می‌پیوندد.

## قزوین پایتخت شعر طنز و ادبیات فکاهی ایران
قزوین زادگاه شاعران طنزپرداز بزرگی همچون عبیدزاکانی، علامه دهخدا، سید اشرف‌الدین قزوینی و … بوده است.

### روز قزوین
۹ شهریور ماه سالروز انتخاب قزوین به عنوان پایتخت از سوی شاه تهماسب صفوی است. با تصویب شورای شهر قزوین این روز از تقویم با عنوان روز قزوین انتخاب شده است؛ و همایش قزوین با حضور سفیرانی که در زمان صفوی در این شهر حضور داشتند برگزار می‌شود. در این روز بازدید از موزه‌ها و اماکن سیاحتی رایگان بوده و نیز تورهای رایگان برای بازدید و گشت‌گذار در شهر از طرف شهرداری برگزار می‌شود. نمایشگاه خوشنویسی، جشنواره موسیقی، نمایشهای محلی، سینمای تابستانه و نمایشگاه صنایع دستی را می‌توان از شاخص‌ترین مراسم‌های روز قزوین برشمرد.

### پنجاه بدر
پنجاه بدر آیین سنتی و قدیمی مخصوص مردم این شهر است که به پاس بارش‌های بهاری، پنجاهمین روز سال یا فصل بهار را در طبیعت سپری می‌کنند.

### جشنواره ملی بازی و اسباب بازی
جشنواره ملی بازی و اسباب بازی به همت سازمان فرهنگی ورزشی شهرداری قزوین و همه ساله هم‌زمان با عید نوروز در قزوین برگزار می‌شود؛ در این جشنواره که با شعار کودکان دیروز، امروز، فردا کار خود را آغاز کرده است، تولیدات اسباب بازی در گذشته و حال به نمایش گذاشته می‌شود. این جشنواره هر سال در محل کاروانسرای اکبر میرزا برگزار می‌گردد؛ و هنرمندان عروسک ساز از سراسر کشور در آن شرکت می‌کنند. علاوه بر این بیش ۳۰۰ نوع اسباب بازی قدیمی توسط شهرداری قزوین جمع‌آوری شده که هم‌زمان با جشنواره در موزه اسباب بازی واقع در همین مکان به نمایش گذاشته می‌شود.
علاوه‌بر این تلاش‌هایی در شهر قزوین برای تولید اسباب بازی ایرانی-اسلامی صورت گرفته و در جهاد دانشگاهی قزوین در این زمینه پژوهش‌هایی  درحال انجام است. اولین محصول اسباب بازی بومی تولید شده در قزوین با نام «چیدا» در ۱۶ مرداد ۱۳۹۶ توسط آیت الله عابدینی رونمایی شد و پس از آن روانه بازار گشت.

### قزوین از زبان بزرگان

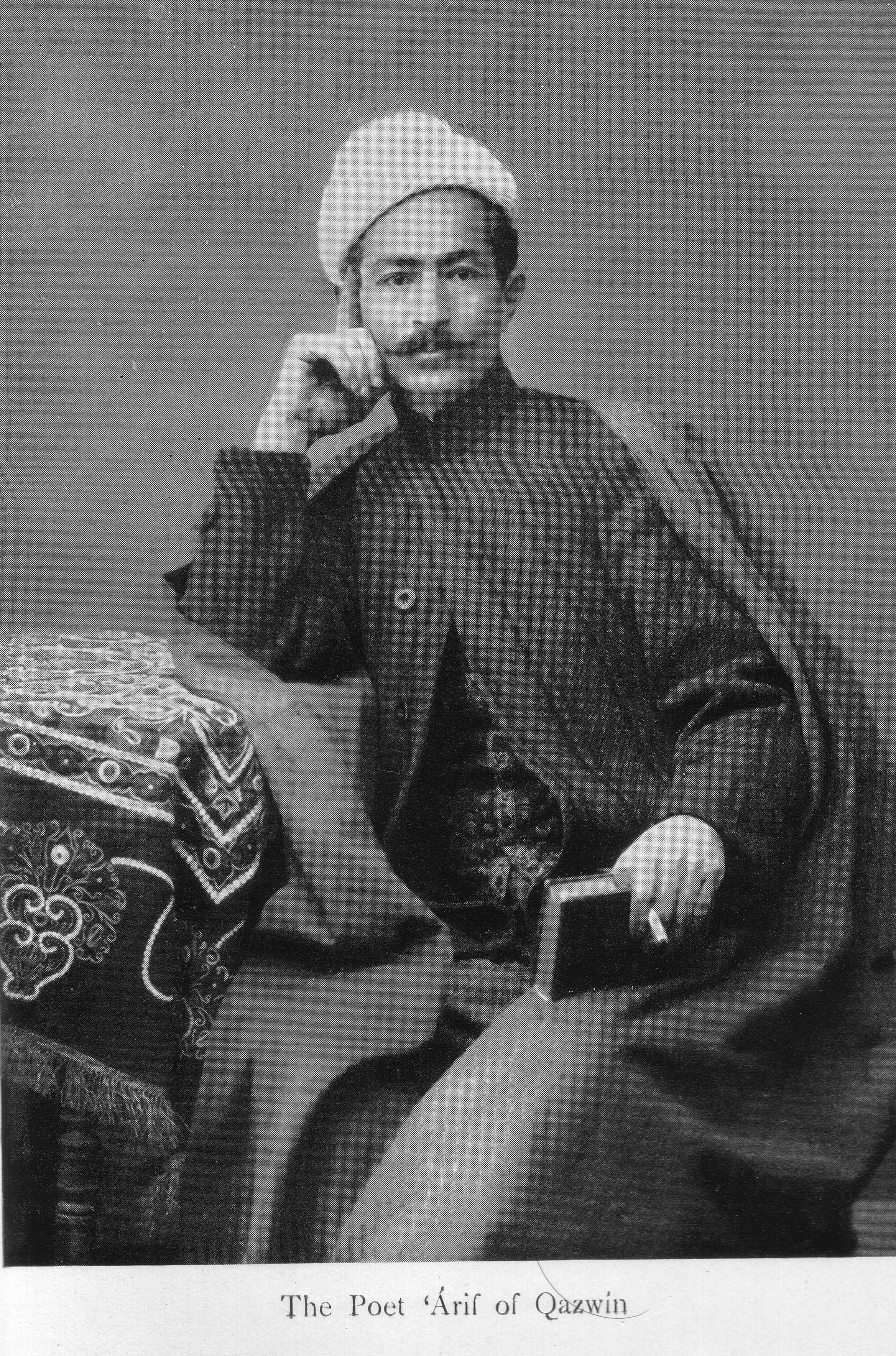
عارف قزوینی

- محمد پیامبر

قزوین باب من الابواب الجنه (قزوین دری از درهای بهشت است)
- عارف قزوینی

| ز تاریخ قزوین، بسی داستان    |  | شنیدم من از دوره باستان     |
| به دوران تهماسب شد پایتخت    |  | ازین رو بدین شهر رو کرد بخت |
| چو عباس شد پادشه، این دیار   |  | شد آبادی و رونقش بی‌شمار     |
| درین پایتخت از دیاران دور    |  | بسی داشتند از سفیران حضور   |
| فزون داشت این شهر جاه و جلال |  | همه چیز بودش به حد کمال     |

- ناصر خسرو

باغستان بسیار داشت؛ بی‌دیوار و خار و هیچ مانعی از دخول در باغات و قزوین را شهری نیکو دیدم باروی حصین و کنگره بر آن نهاده و بازارهای خوب
- عبدی بیگ شیرازی

| دور قزوین بود همه گلزار  |  | رسته گل جای خار بر دیوار  |
| هست بر دور آن خجسته دیار |  | باغ در باغ تا به پیش حصار |

- واعظ قزوینی

### آداب و رسوم
از آیین‌ها و جشن‌های ایرانی و رایج درگستره جشن نوروز، نوروز خوانی، چهارشنبه سوری، سیزده بدر، جشن انار، جشن فندق، جشن تیرگان، پنجاه بدر، کوسه گلین، چمچه خاتون و… را نام برد.
همچنین بازی‌های «چوب جنگ»، «کشتی پهلو به پهلو» و «الک دولک» از بازی‌های مرسوم گستره به‌شمار می‌روند؛ و بازی کله کله که یک بازی جایی در رودبار شهرستان می‌باشد و در روز سیزده بدر بازی می‌کنند
- پنجاه بدر
- سوم امام
- تعزیه

### صنایع دستی
و 
از هنرهای سنتی و صنایع دستی این سرزمین می‌توان در ابتدا به نقاشی و تذهیب، نقاشی پشت شیشه، نم نم دوزی، گلابتن دوزی، پن بافی (نوار بافی)، فرش بافی، گلیم بافی، جاجیم بافی، گیوه دوزی، آینه سازی، قفل سازی، و منبت کاری اشاره نمود.
همچنین در موسیقی، این شهر نوابغی همچون ابوالحسن اقبال آذر، عارف قزوینی، قمرالملوک وزیری و را به دیار ایران زمین هدیه کرده است.

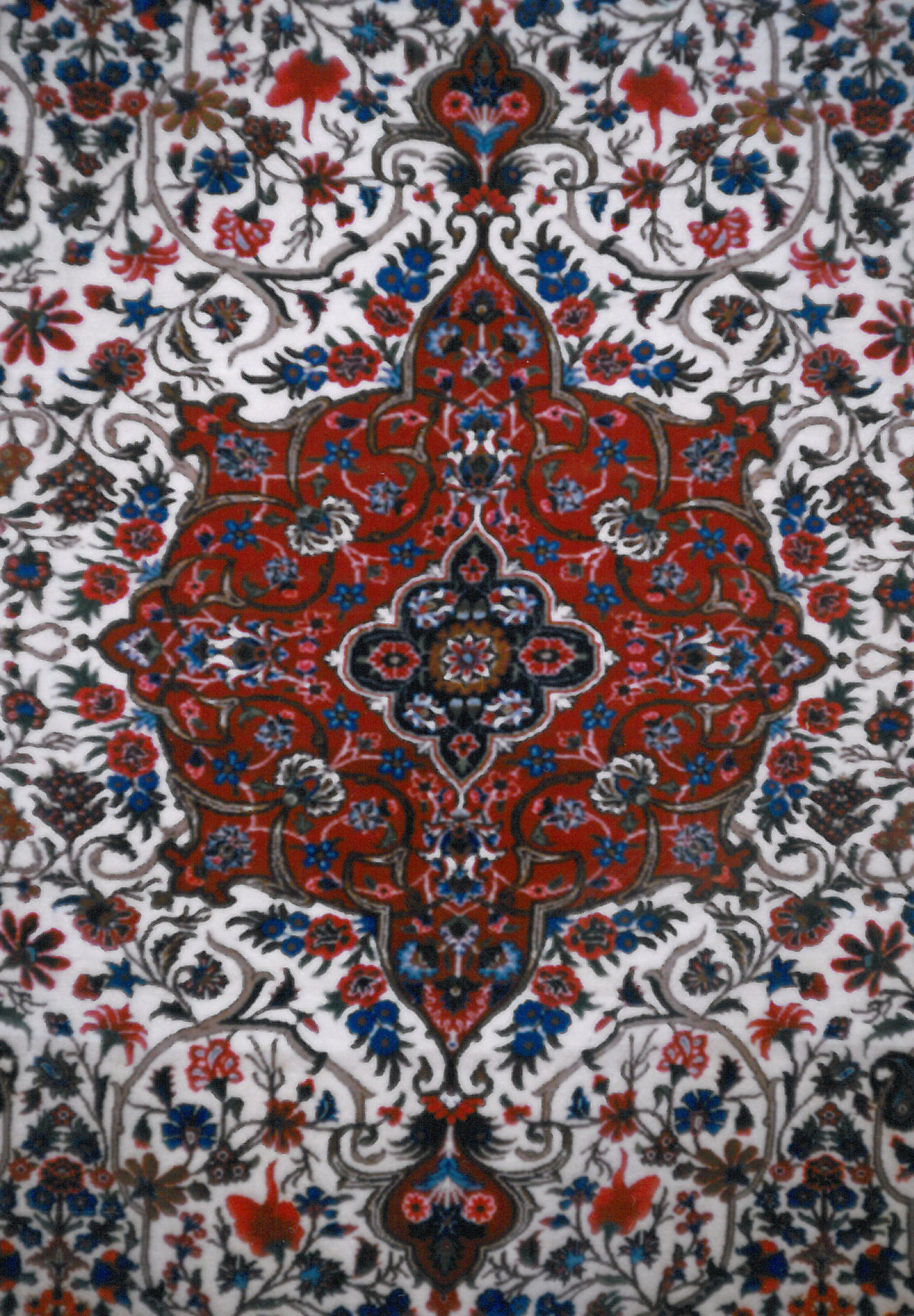
فرش اصیل قزوین - بافته شده در کارخانه اعتماد - سال بافته شدن قبل از ۱۳۰۵ هجری قمری

### خوشنویسی

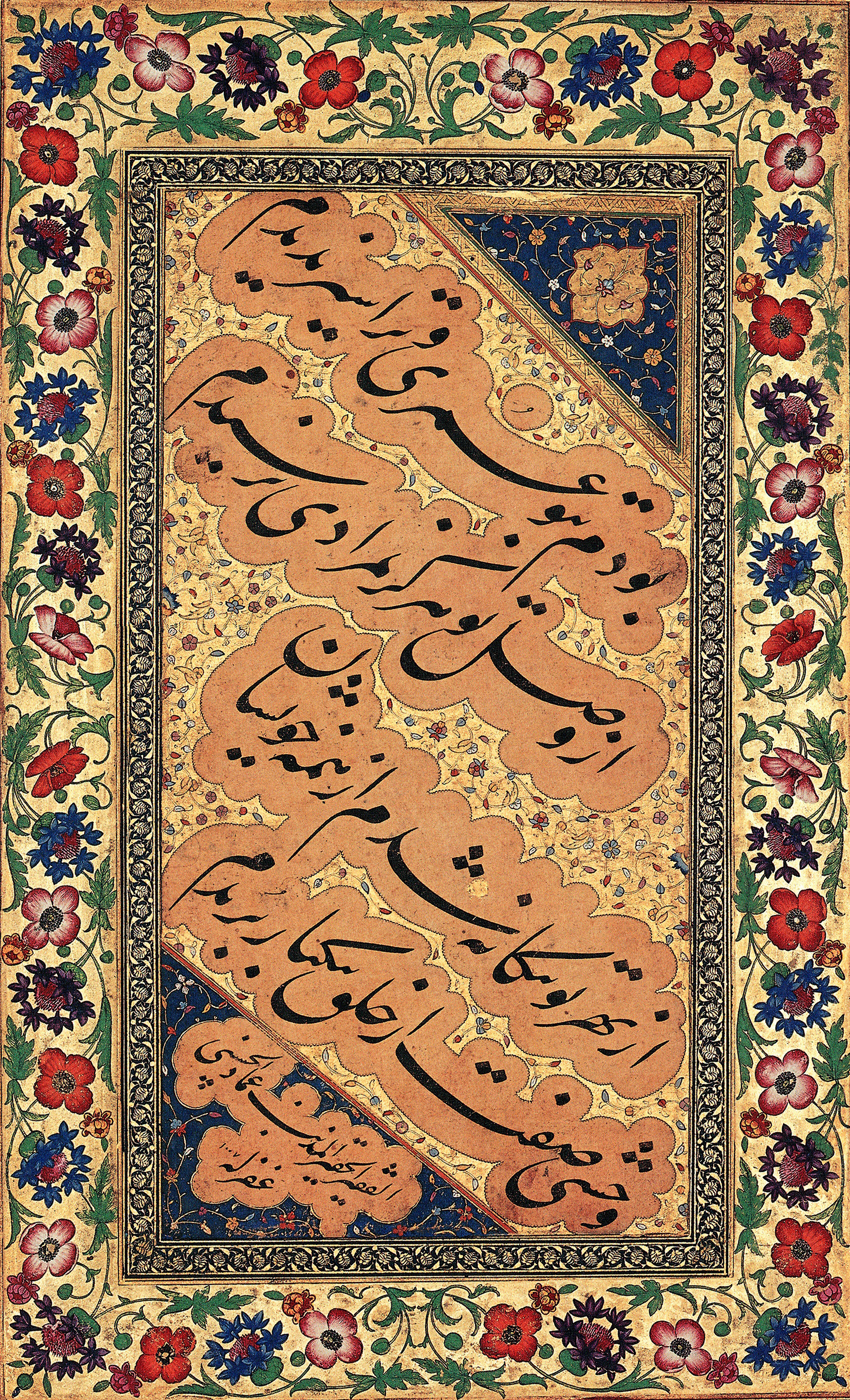
نمونه‌ای از خط میرعماد

قزوین از دیرباز مهد پرورش بزرگان خوشنویسی کشور بوده است.  استادانی همچون میرعماد حسنی (استاد بزرگ خط نستعلیق)، میرزا محمدحسین عماد الکتاب قزوینی، میرزا محمد علی خیارجی قزوینی (اولین خوشنویسی که بسم الله را به صورت مرغ طغرا ترسیم کرد)، عبدالمجید طالقانی و ملک محمد قزوینی. از دیگر خوشنویسان به نام قزوین می‌توان به گوهرشاد حسنی سیفی، میرابراهیم قزوینی، میرمحمد امین حسنی سیفی قزوینی و یحیی قزوینی اشاره کرد.
به این سبب شهر قزوین از سوی وزارت فرهنگ و ارشاد اسلامی و شوای عالی فرهنگ به عنوان پایتخت خوشنویسی ایران لقب داده شده است؛ و به غیر از موزه دائمی خوشنویسی قزوین که در محل کاخ چهل‌ستون قزوین برقرار است، هر ساله رویدادهای بزرگ خوشنویسی مانند: برگزاری دوسالانه خوشنویسی ایران (با حضور استادانی از سراسر جهان)، برگزاری جشنواره خوشنویسی آیات قرآنی، جشنواره خوشنویسی غدیر و… در این شهر به وقوع می‌پیوندد.
هر سال نمایشگاه‌های تخصصی خوشنویسی در این شهر برگزار می‌شود و امسال دومین نمایشگاه تخصصی خوشنویسی قزوین بایگانی‌شده  در ۱۲ سپتامبر ۲۰۱۹ توسط Wayback Machine نیز برگزار شد.

### موسیقی

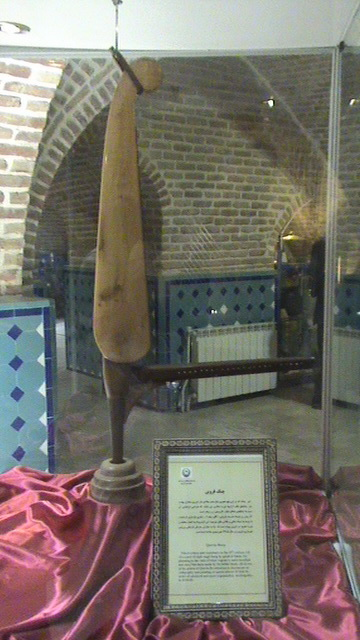
چنگ قزوین - متعلق به دوره صفوی - موزه مردمشناسی حمام قجر

موسیقی رایج در شهر قزوین تفاوت چندانی با موسیقی دستگاهی ایران ندارد. در گذشته، این آوازها و دستگاه‌ها در مکتب‌های متفاوت  ازجمله «مکتب خراسان»، «مکتب تهران» و… اجرا می‌شد. در آن زمان، مکتب دیگری تحت عنوان «مکتب قزوین» وجود داشت که امروزه فراموش شده است. این مکتب تا اواخر دوران قاجاریه رایج بود.

### نگارگری مکتب قزوین

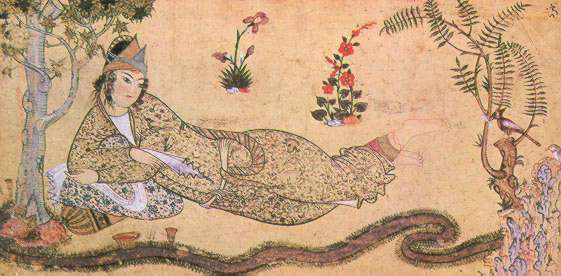
ملکه صبا، نمونه‌ای از نگارگری مکتب قزوین

مکتب قزوین از مکاتب دیگر نگارگری جدا بوده و سبک و سیاق مختص خود را دارد، از ویژگی‌های این مکتب می‌توان به ترسیم اندام ظریف جوانان، درویشان و کشاورزان و نیز ترسیم چهره‌ها به صورت سه رخ اشاره کرد؛ به گونه‌ای که ترسیم چهره‌ها به صورت تمام رخ ابداً در کار نقاشان سبک قزوین دیده نمی‌شود و نیز هیچ انسانی از پشت سر تصویر نشده است. سوژه‌ها بیشتر از میان افراد عادی برگزیده شده و لباس‌های فاخر در نگارگری‌ها دیده نمی‌شود و جامه زنان و مردان چندان تفاوتی در نگاره‌ها ندارد.

از آثار فاخر این مکتب می‌توان به معراج رسول (۹۶۵ ه‍.ق)، هفت اورنگ جامی و شاهنامه قوام ابن محمد شیرازی اشاره کرد؛ و نیز  ازجمله مشاهیر نگارگری در قزوین باید، استاد محمد قزوینی، صادق بیگ افشار، مولانا میرمصور، مولانا شیخ محمد، کاوس نقاش، عبدالحمید نقاش و رضا طالقانی ملقب به ضیع همایون را نام برد.

### فرهنگسراها و کتابخانه‌ها
قزوین دارای فرهنگسرا و خانه‌های فرهنگی زیادی است که  ازجمله شاخص‌ترین آن‌ها می‌توان به فرهنگسرای شهید رجایی (تأسیس ۱۳۷۹)، فرهنگسرای بانو زهرا، خانه فرهنگ میرداماد، خانه فرهنگ محمدیه، خانه فرهنگ نواب صفوی و خانه فرهنگ پردیس اشاره کرد.
کتابخانه امام خمینی قزوین: این کتابخانه دارای ۱۸٫۰۰۰ جلد نسک است و در شهریور ماه سال ۱۳۷۸ ساخته شد. همچنین این نسکخانه دارای سالن انتظار و سالن اجتماعات و بخشی با نام تازه‌های کتاب است که در آن جدیدترین کتاب‌های چاپ شده به مدت دو هفته در معرض دید علاقه‌مندان قرار می‌گیرد.
کتابخانه عارف قزوینی: این کتابخانه در سال ۱۳۵۶ تأسیس شد و بیش از ۲۱٫۰۰۰ هزار جلد کتاب در موضوعات و عناوین مختلف داراست و علاوه بر کتابخانه دارای سالن اجتماعات و نگارخانه‌ای به همین نام نیز هست.
کتابخانه علامه رفیعی: کهن‌ترین کتابخانه قزوین که در سال ۱۳۴۲ بنا شده و به نام کتابخانه مادر و مرجع دیگر کتابخانه‌های شهر شامل ۴۲٫۰۰۰ جلد کتاب است.

### سینماها
شهر قزوین به علت داشتن سینمای تابستانه در گراند هتل و نیز داشتن مهمانخانه سلطنتی از اولین شهرهای ایران است که فیلم در آن اکران شده است. بر اساس گفته تاریخ شناسان نخستین بار در سال ۱۳۰۷ در قزوین فیلم به نمایش درآمده است بعد از آن هم به سال ۱۳۰۸ مقابل مهمانخانه بزرگ قزوین. در این سال همچنین در مهمانخانه هتل پارس (معروف سینما مایاک) فیلم به روی پرده می‌رفت. در مدرسه ارامنه نیز گاهی فیلم نشان داده می‌شد که این محل را سینما پاته ذکر کرده‌اند. در سال ۱۳۱۰ اولین سالن سینما در قزوین در کنار گراند هتل بنام سینما تابستانه ایران ساخته شده است.

## اقتصاد و صنعت
سابقه فعالیت اولین واحدهای صنعتی در قزوین به عصر صفوی بازمی‌گردد؛ در دوره معاصر نیز با ساخته شدن اولین شهر صنعتی کشور (البرز) در سال ۱۳۴۶، قزوین جایگاه ویژه‌ای در بخش صنعتی کشور پیدا کرد.
درحال حاضر استان قزوین با دارا بودن ۸ شهرک صنعتی به نام‌های البرز، لیا، کاسپین، آبیک، حیدریه، آراسنج، خرمدشت، حکیمیه، و دو شهرک  درحال احداث به نام‌های قزوین۲ و شال و نیز ۳ ناحیه صنعتی به نام‌های نیکوییه، الموت و بویین زهرا، ضمن فعالیت بیش از ۸۰۰ شرکت صنعتی، این استان از قطب‌های اقتصادی کشور محسوب می‌شود. استان قزوین از نظر توسعه یافتگی صنعتی رتبه دوم را در سطح کشور دارد، همچنین بر اساس داده‌های مرکز آمار از نظر تعداد واحدهای صنعتی فعال در جایگاه چهارم کشور قرار گرفته است.

 ازجمله شاخص‌ترین واحدهای صنعتی در سطح قزوین می‌توان به تولی پرس، مهرام، سپهر الکتریک، کاچیران، لوازم خانگی پارس، شیشه لیا، آبگینه، آپاداناسرام، سرامیک البرز، کاشی پارس، واحدهای صنعتی هفت الماس، فولاد البرز، فولاد قزوین، فولاد تاکستان و شیشه قزوین اشاره کرد.

### بورس
بورس منطقه‌ای استان قزوین از سال ۱۳۸۴ فعالیت خود را آغاز کرده و هم‌اکنون دارای ۱۶ کارگزاری فعال می‌باشد.

## آموزش
استان قزوین با دارا بودن ۷۷٫۶۷٪ سواد در بین ۳۰ استان کشور از نظر سطح سواد در رتبه هفتم قرار دارد؛ و در این استان شهر قزوین با داشتن بیشترین جمعیت، بیشترین میزان با سوادی را در خود جای داده است.

### آموزش و پرورش
استان قزوین دارای ۲٫۲۰۹ مدرسه، در سه مقطع ابتدایی، راهنمایی و متوسطه می‌باشد. شهر قزوین خود دارای دو منطقه آموزش و پرورش است. اولین مدرسه به سبک نوین در قزوین، مدرسه امید می‌باشد که در سال ۱۲۸۳ در شرق بنای عالی قاپو ساخته شد.

### آموزش عالی
درحال حاضر جمعیت دانشجو در استان قزوین بیش از ۱۵۰هزار نفر است که بیشتر این دانشجویان در شهر قزوین و حومه آن مشغول به تحصیل می‌باشند. قزوین دارای چندین دانشگاه و تعداد زیادی مؤسسه آموزش عالی و غیرانتفاعی می‌باشد.  ازجمله مهم‌ترین مراکز آموزش عالی این شهر، دانشگاه بین‌المللی امام خمینی، دانشگاه علوم پزشکی قزوین، دانشگاه پیام نور مرکز قزوین، دانشگاه آزاد قزوین، دانشکده فنی شهید بابایی، مرکز تربیت معلم شهید رجایی، دانشگاه غیرانتفاعی رجاء، مؤسسه آموزش عالی دهخدا و غزالی و … می‌باشند. همچنین دانشگاه آزاد قزوین و دانشگاه بین‌المللی امام خمینی، از مراکز مهم آموزش عالی در کشور می‌باشند، که دارای امکانات بسیاری می‌باشند و دستاوردهای بسیاری را در سطح ملی و بین‌المللی کسب کرده‌اند.

## ترابری

### راه‌های ارتباطی

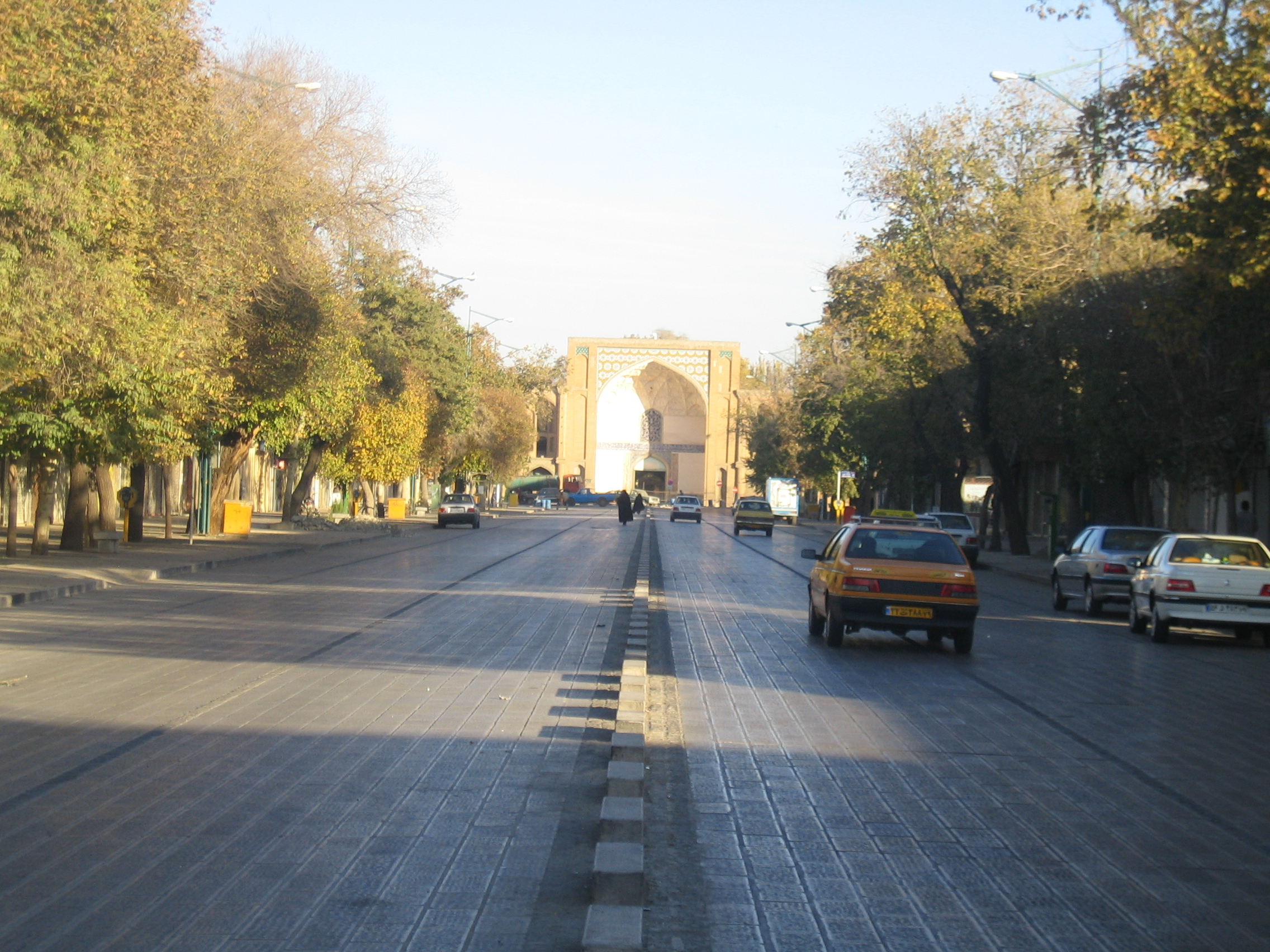
خیابان سپه، اولین خیابان ایران

شهر قزوین همواره در توسعه معابر پیشگام بوده است، به‌طوری‌که اولین خیابان ایران به نام خیابان سپه در زمان شاه طهماسب صفوی در مقابل دارالسلطنه و بنای عالی قاپو احداث گردید که تا مسجد جامع امتداد داشت. در دوره ناصری، سعدالسلطنه حاکم وقت، خیابان سپه را تا خیابان تهران قدیم امتداد داد و با رسیدن خط راه‌آهن به شهر بخشی از بنای کاروانسرای سعدالسلطنه را تخریب شد و این خیابان را تا ایستگاه راه‌آهن در جنوب شهر امتداد یافت.

### پل‌ها و تقاطع‌ها
به منظور روانسازی ترافیک سنگین مرکز شهر و بهبود عبور و مرور شهری و پاسخگویی به نیاز مردم ۴۶ تقاطع غیر هم سطح برای شهر پیش‌بینی شده که به تدریج آماده بهره‌برداری می‌شوند. تاکنون ۱۲ پل و تقاطع غیر هم سطح در قزوین اجرایی شده است که از مهم‌ترین آن‌ها می‌توان به تقاطع غیر هم سطح شهید رجایی، پل کابلی امام علی (ع)، تقاطع غیر هم سطح نصر و سرداران اشاره کرد.

### راه‌آهن
اولین خط راه‌آهن در ۱۸ اسفندماه ۱۳۱۸ به قزوین رسید و در ۲۷ همان ماه مورد بهره‌برداری قرار گرفت.

### فرودگاه قزوین
شهر قزوین دارای یک فرودگاه مخصوص هواپیماهای سبک و خدمات ویژه مانند تفریح و آموزش می‌باشد. شهرداری قزوین در راستای توسعه خطوط حمل و نقل این شهر، فرودگاه قزوین را خریداری کرده است؛ و در صدد است تا در راستای توسعه گردشگری این شهر، فرودگاه فوق را توسعه داده و به فرودگاه مسافربری تبدیل نماید.  درحال حاضر پرواز هواپیماهای کوچک مسافربری (مانند: فوکر ۱۰۰) در این فرودگاه امکان‌پذیر می‌باشد.

### ترمینال

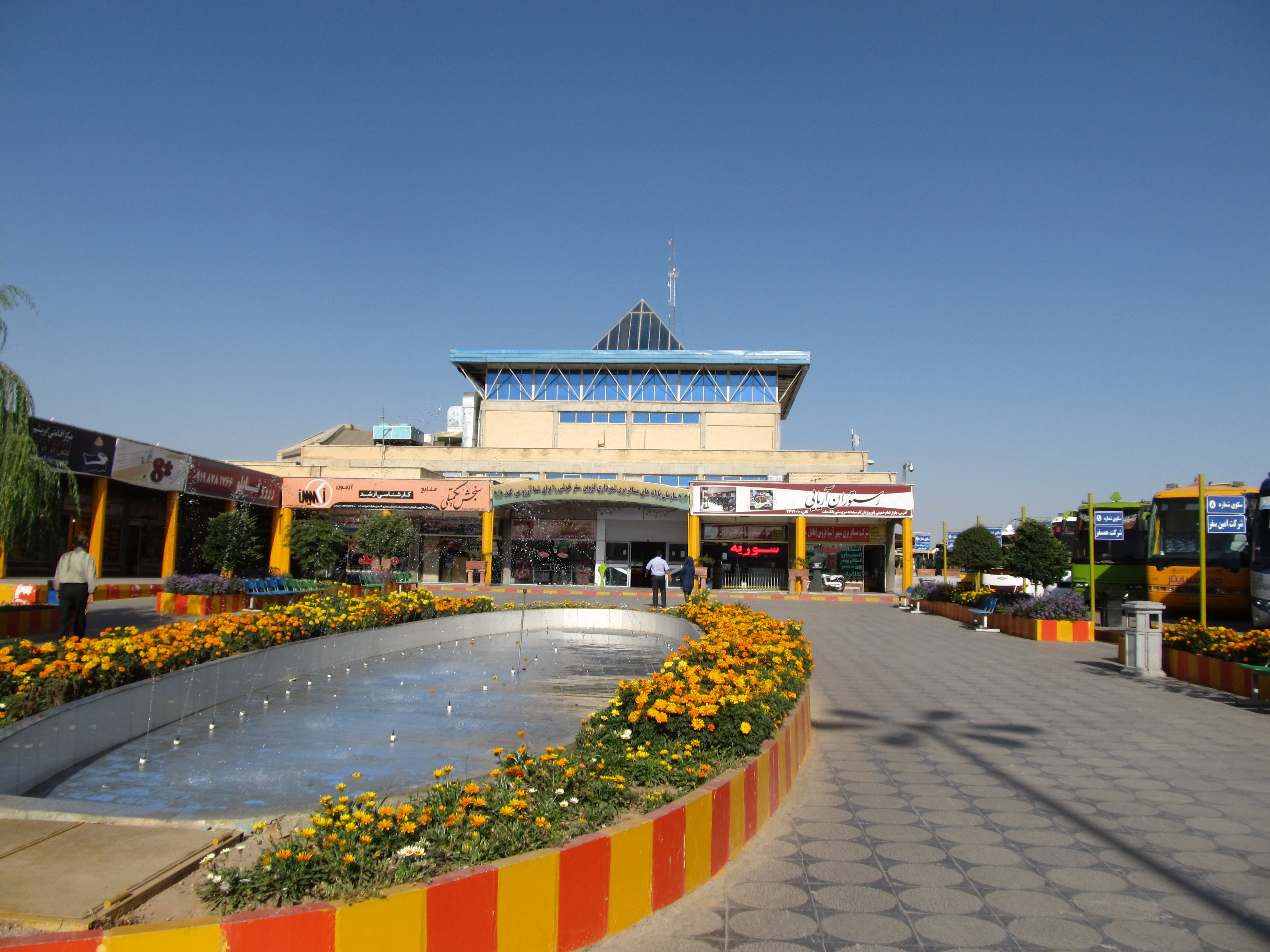
نمایی از ترمینال آزادگان

اولین ترمینال مسافربری قزوین در سال ۱۳۲۰ خورشیدی با نام سرای غیاث نظام تأسیس شد که بعدها به گاراژ «تهران‌سیر» معروف گردید. این گاراژ قدیمی‌ترین گاراژ شهر بوده است. پس از آن ۴ دفتر مسافربری به نام‌های دفتر ایران‌غرب، قزوین‌تور، تهران‌سیر و دفتر طهماسبی در قزوین تأسیس شد که وظیفه جابجایی مسافران را بر عهده داشتند. بعد از انقلاب دو دفتر طهماسبی و تهران سیر به ترمینال شهرداری واقع در میدان ولی‌عصر منتقل شدند و در مهرماه ۱۳۷۸ سازمان پایانه‌های مسافربری شهرداری قزوین تأسیس گردید.  درحال حاضر شهر قزوین دارای دو ترمینال مسافربری در محورهای شرق و غرب می‌باشد. ترمینال آزادگان با مساحت ۲۷٫۹۶۶ مترمربع در محور شرق قرار دارد و ترمینال غرب قزوین به مساحت ۸٫۳۲۸ مترمربع در محور غرب فعالیت می‌کند.

### اتوبوس‌رانی
سازمان اتوبوس‌رانی قزوین دارای سه بخش کلی سیستم اداری، توقف‌گاه و تعمیرگاه واقع در چهارراه ولی‌عصر و توقف‌گاه شهیدرجایی است و روزانه ۱۶۵ هزار نفر توسط اتوبوس‌ها و ۱۳۰٫۰۰۰ نفر توسط مینی‌بوس‌های این سازمان در سطح شهر قزوین و حومه جابجا می‌شوند. همچنین  درحال حاضر ۲۰ خط اتوبوس تحت پوشش سازمان اتوبوسرانی قزوین مشغول ارائه خدمات هستند که از این تعداد، ۱۵ خط درون‌شهری و ۵ خط نیز از مبدأ شهر قزوین به شهرهای محمدیه، صنعتی و الوند، اقبالیه، محمودآباد، چوبیندر رفت‌وآمد می‌کنند. سازمان اتوبوس‌رانی قزوین در بحث بهره‌وری و فنی، استفاده بهینه و کامل از اتوبوس‌ها و امکانات، برنامه‌ریزی و ارائه خدمات مطلوب به شهروندان در سال ۱۳۷۸ و ۱۳۷۹ خورشیدی مقام اول را در کشور کسب کرد.

### تاکسی‌رانی
سازمان مدیریت و نظارت بر تاکسی‌رانی قزوین در شهریور ماه سال ۱۳۷۶ تشکیل شد. وظیفه این سازمان ساماندهی و کنترل تاکسی‌های شهر است.  درحال حاضر بیش از ۶۰۰۰ تاکسی به مردم شهر قزوین خدمات ارائه می‌دهند.

### دوچرخه
مردم قزوین از دیرباز دوچرخه را به عنوان وسیله حمل و نقل استفاده می‌کردند، به‌طوری‌که اولین گواهینامه دوچرخه سواری در سال ۱۳۴۳ در این شهر صادر شد. هم چنین بر اساس پژوهش‌های انجام شده توسط وزارت کشور شهر قزوین به لحاظ شبکه معابر و شیب طولی خیابان‌ها برای دوچرخه سواری مناسب است. به همین دلیل شهرداری قزوین  درحال ساخت دستگاه مکانیزه کرایه دوچرخه در سطح شهر می‌باشد. تاکنون شهرداری بیش از ۵۰کیلومتر مسیر مخصوص دوچرخه سواری در سطح شهر ایجاد کرده است.

### مترو

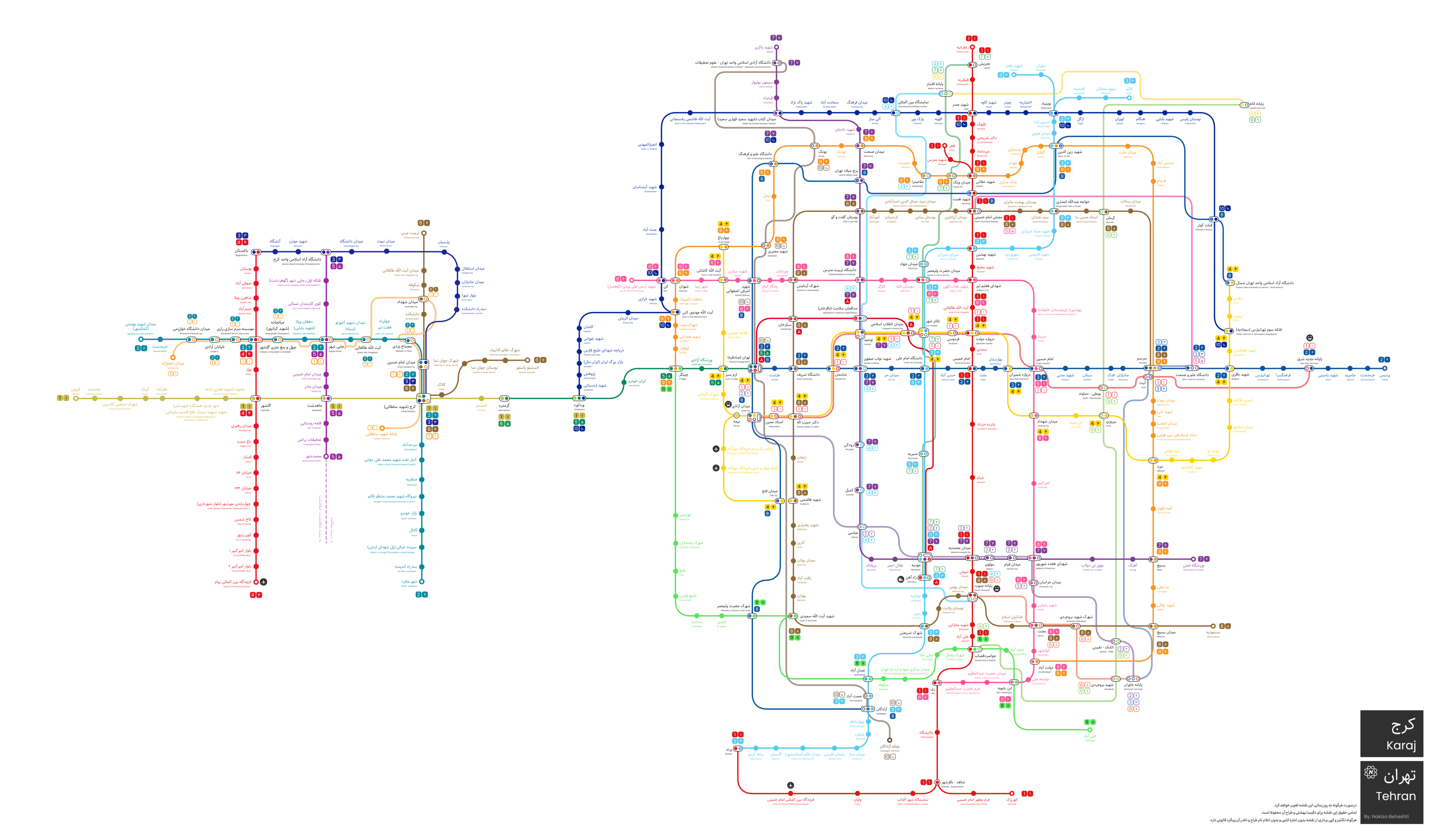
نقشه مترو کرج به قزوین

مترو قزوین به تهران در امتداد مترو تهران به کرج و هشتگرد قرار دارد. طول کل این خط از هشتگرد تا قزوین حدود ۷۰ کیلومتر بوده و در شهرهای نظر آباد، آبیک، شهرک صنعتی کاسپین، محمدیه و قزوین ایستگاه خواهد داشت. محل عبور مترو ضلع شمالی آزادراه خواهد بود. زیر سازی‌های پیش‌بینی شده برای این پروژه سرعت ۲۰۰ کیلومتر بوده ولی به علت ضریب اطمینان قطارها با سرعت ۱۴۰ کیلومتر بر ساعت حرکت خواهند کرد. اعتبار کل پروژه ۵۰۰ میلیارد تومان است و یک شرکت چینی مسئول احداث آن می‌باشد. تاکنون ۲۰ میلیارد تومان به مطالعه و برنامه‌ریزی این خط از مترو هزینه شده و عملیات اجرایی آن از سال ۱۳۹۲ آغاز می‌شود. مدت انجام پروژه ۵ سال بوده و پیش‌بینی می‌شود در سال ۹۶ به بهره‌برداری برسد.

### تراموا
ایجاد خط تراموا جهت کنترل ترافیک در محدودهٔ خیابان امام خمینی به عنوان هستهٔ مرکزی و تجاری شهر قزوین از برنامه‌های حوزه ترافیک شهرداری است.

### اتوبوس تندرو
به منظور رفاه حال شهروندان و افزایش استفاده از اتوبوس در حمل ونقل عمومی برای آینده شهر سه خط BRT پیش‌بینی شده است که یک خط BRT از سبزه میدان به سمت شمال شهر تا اسماعیل‌آباد، یک خط دیگر از جنوب شرقی از مقابل ترمینال مرکزی آغاز شده و تا مینودر و کوثر است و خط BRT دیگر نیز از قسمت جنوب غربی و از میدان دفاع مقدس، خیابان شهید بابایی و متصل به دانشگاه آزاد می‌شود.

## رسانه‌ها

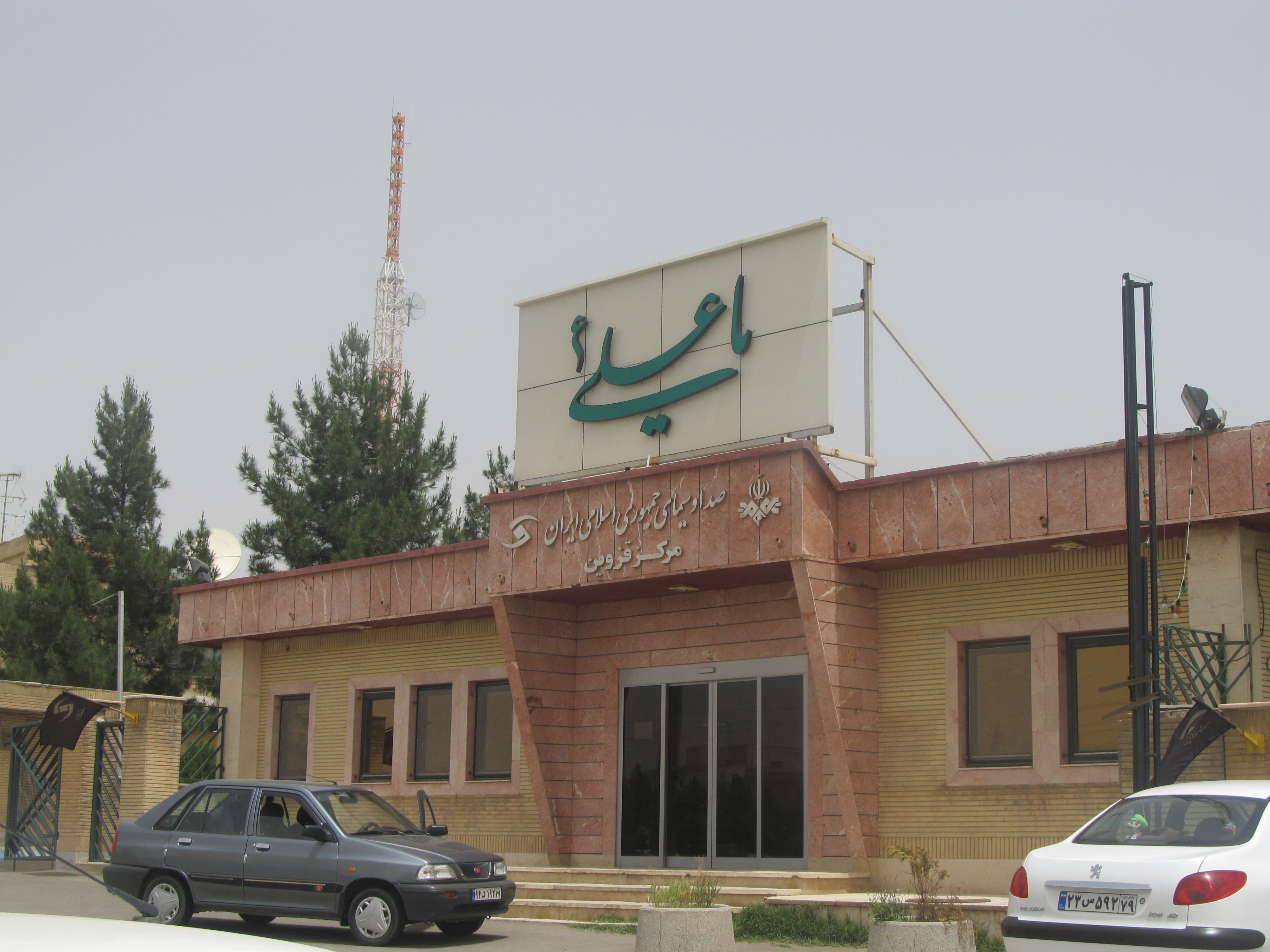
صدا و سیمای مرکز قزوین

### صدا
اولین فعالیت رادیویی در قزوین به سال‌های ۴۸–۱۳۴۷ بازمی‌گردد. این رادیو با نام (پیکار با بی‌سوادی) توسط ارتش یا اداره اطلاعات وقت، نصب و راه‌اندازی شد که روزانه ۲ ساعت برنامه پخش می‌کرد و گلچینی بود از صحبت‌های شخصیت‌های اهل مطالعه و متدین شهر قزوین. بعد از ۲ سال فعالیت‌های آن به دلایل نامعلومی تعطیل شد و تا سال ۱۳۷۶ که رادیو محلی قزوین راه‌اندازی شد، این رادیو از برنامه‌های جعبه جادویی زنجان و تهران استفاده می‌کرد. به دنبال تصویب لایحه استان شدن قزوین از سوی مجلس شورای اسلامی (سال ۱۳۷۵)، در شهریور ۱۳۷۶ اداره کل صدا و سیمای مرکز قزوین فعالیت اداری خود را آغاز کرد و طی یک برنامه زمان‌بندی‌شده در ۱۳ آذر ۷۶، رادیو شهری قزوین روی موج FM ردیف ۵/۱۰۳ مگاهرتز با تولید و پخش روزانه حدود ۳ ساعت برنامه فعالیت رادیویی خود را آغاز کرد. در ۲۸ آذر ۸۱ شبکه استانی صدا با پخش روزانه ۱۲ ساعت برنامه از اذان صبح تا ساعت ۱۹، آغاز به کار کرد.

### سیما
اولین فعالیت سیما در قزوین مربوط به راه‌اندازی فرستنده تلویزیونی مرادتپه در نوروز ۱۳۵۶ است. این فرستنده برنامه‌های شبکه یک و ۲ سیما را برای شهرهای قزوین، تاکستان، آبیک و بوئین‌زهرا تحت پوشش قرار می‌داد. در ادامه این فعالیت‌ها در سال ۱۳۶۰ با شروع به کار دفتر خبری قزوین، فصل جدیدی در انعکاس اخبار و وقایع شهر قزوین و مناطق اطراف آغاز شد. این دفتر انعکاس اخبار و وقایع شهرهای کرج، قزوین و تاکستان را به عهده داشت تا اینکه کرج از محدوده فعالیت خبری قزوین جدا شد. در سال ۱۳۷۵ لایحه تأسیس استان قزوین در مجلس شورای اسلامی تصویب شد و در شهریور ۱۳۷۶ با صدور حکمی از سوی آقای لاریجانی، آقای محمدحسین پیله‌وری به عنوان اولین مدیرکل صدا و سیمای مرکز قزوین فعالیت خود را آغاز کرد. در ۲۶ فروردین ۱۳۷۸ استودیوی دومنظوره پخش سیما و تولید صدا، فرستنده پرقدرت تلویزیونی شهید بابایی (مرادتپه) و ساختمان اداری و مالی مرکز به مرحله بهره‌برداری رسیدند و روزانه به مدت ۱۵ دقیقه خبر سیمای استان پخش شد. در ۲۸ آذر ۱۳۸۱ شبکه محلی سیما که در روزهای جمعه از ساعت ۸ تا ۱۴ برنامه داشت، آغاز به کار کرد و مورد بهره‌برداری قرار گرفت.
همچنین هم‌زمان با سفر رهبر معظم انقلاب به استان قزوین در ۲۵/۹/۸۲ هزینه راه‌اندازی شبکه استانی سیمای مرکز قزوین در طرح‌ها و پروژه‌های مصوب سفر قرار گرفت و از ۱۰/۲/۸۳ عملیات اجرایی آن شروع شد و در ۱۳/۱۲/۸۴ هم‌زمان با ولادت محمدباقر شبکه استانی سیمای مرکز قزوین آغاز به کار کرد.

### نشریه‌ها
- روزنامه ولایت قزوین[۱۵۴]
- هفته‌نامه مینودر[۱۵۵]
- روزنامه صبح وطن
- هفته‌نامه دریچه گفت و گو
- هفته‌نامه تابان
- هفته‌نامه حدیث قزوین
- هفته‌نامه آوای تات
- هفته‌نامه مادران و دختران
- هفته‌نامه پیام شهر
- هفته‌نامه افق آینده

### خبرگزاری‌ها و پایگاه‌های خبری تحلیلی فعال در قزوین
- خبرگزاری دانشجویان ایران(ایسنا) منطقه قزوین www.qazvin.isna.ir
- قزوین امروز http://www.qazvin.info/
- صبح قزوین http://sobheqazvin.ir/
- پایگاه خبری تحلیلی قزوین خبر http://www.qazvinkhabar.com/
- خبرگزاری صدا و سیما http://qazvin.iribnews.ir/
- صدای قزوین http://sedayeqazvin.ir/ بایگانی‌شده  در ۵ مه ۲۰۱۸ توسط Wayback Machine
- شهرداری قزوین http://www.qazvin.ir

## گردشگری

### جاذبه‌های تاریخی

#### مجموعه باغ صفوی
مجموعه دولتخانه صفوی در مرکز شهر قزوین با مساحتی بالغ بر ۶ هکتار واقع شده است، دولتخانه صفوی یا باغ فرهنگی قزوین از ساختمان عالی‌قاپو در شمال خیابان سپه آغاز شده و در انتها به محوطه عمارت چهلستون اتصال می‌یابد و در طول مسیر خود با گذشتن از چندین حیاط و محوطه باز، امکان بازدید از آثار و بقایای به‌جا مانده از دوره‌های مختلف (صفوی، افشاریه، زندیه و قاجاریه) همانند سردر عالی‌قاپو، باغ حیاط عالی‌قاپو، عمارت شهربانی، شترخان، گراند هتل قزوین، سینما گراندهتل، پیغمبریه، کاخ چهل‌ستون قزوین و موزه قزوین را فراهم می‌کند.
هم‌اکنون این مجموعه  درحال بازسازی بر اساس شواهد تاریخی و باغستان‌های سنتی قزوین است. نقشه باغستان زمان شاه تهماسب (معروف به باغ سعادت) از روی ابیات شاعر برجسته همان عصر عبدی بیگ شیرازی تبیین شده است.
| عرصه این روضهٔ عشرت مدار   |  | تختهٔ نردیست به نقش و نگار |
| گشته دو سطح متقاطع دو چار |  | چار خیابان ز دو سطح آشکار |
| فاصلهٔ نظم خیابان درو      |  | دیدهٔ عقل آمده حیران درو   |
| شکل خیابان ز یمین و یسار  |  | حاشیه اش گشته بنقش و نگار |
| جوی ز هر سو شده زنجیره اش |  | دیده ادراک شده خیره اش    |
| پهلوی هم عرعرو بید و چنار |  | سایه فکن بر گل نازک عذار  |
| از در این روضه جنه نشان   |  | تا بسر حوض خیابان کشان    |
| راست رهی از پی کسب کمال   |  | آمده از قبله بحد شمال     |
| تا بسر حوض خطی مستقیم     |  | کرده بعرضش خط دیگر دو نیم |
| گشته خیابان دگر زان عیان  |  | ازحد مغرب سوی مشرق کشان   |
| در وسط باغ به وضعی سعید   |  | گشته یکی سطح مربع پدید    |
| قایمه تاک سر افراخته      |  | سایه به هر کنج وی انداخته |

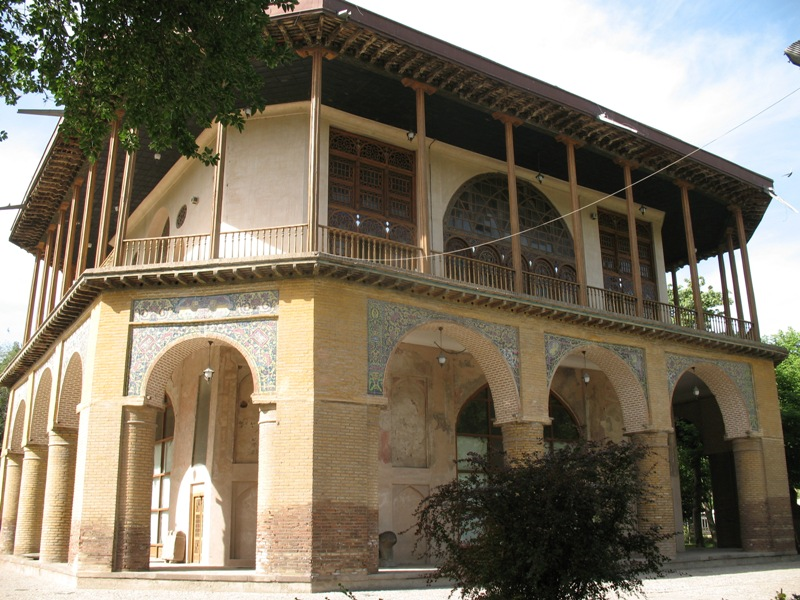
عمارت چهلستون قزوین، موزه خوشنویسی؛ تنها کاخ باقی‌مانده از دوره شاه تهماسب
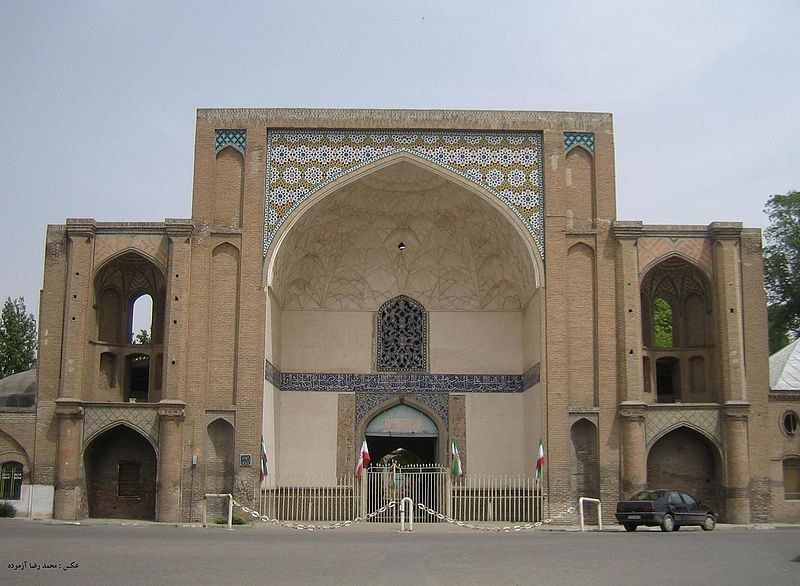
سر درب عالی قاپو؛ ورودیه عمارت‌های زمان صفوی در قزوین
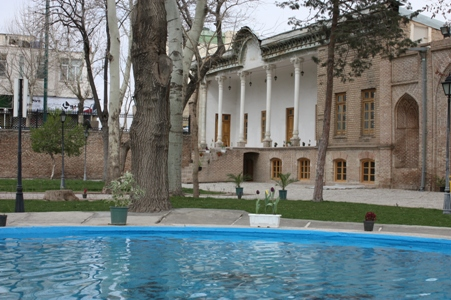
عمارت شهربانی؛ مربوط به دوره قاجار
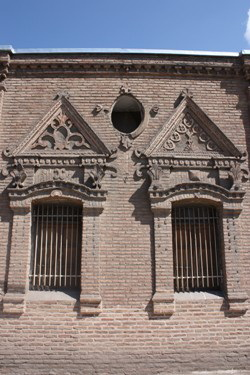
مدرسه امید؛ اولین مدرسه آموزش نوین در قزوین

#### عمارت‌ها
قزوین به علت پایتختی در دوره صفویه و نیز حضور شاهزادگان و امیران در دوره‌های مختلف تاریخی دارای عمارت‌ها و کاخ‌های متعددی است. معروف‌ترین عمارت موجود در قزوین کاخ چهلستون می‌باشد که تنها کاخ بر جای مانده از کاخ‌های موجود زمان صفوی می‌باشد؛ این کاخ در اصل اروشی خانه و محل پذیرایی از میهمانان پادشاه بوده است. از دیگر عمارت‌های موجود در قزوین باید به عمارت شهرداری اولین ساختمان شهرداری ایران به سال ۱۳۰۶ اشاره کرد که توسط روس‌ها ساخته شده است. عمارت باغ سپهدار، موزه کشاورزی کنونی، عمارت سردار مفخم یا خانه فرهنگ امیر کبیر، عمارت شهربانی و میمون‌قلعه که از کاخ‌های سلطنتی آل بویه است را می‌توان از شاخص‌ترین کاخ‌ها و عمارات موجود در قزوین دانست.

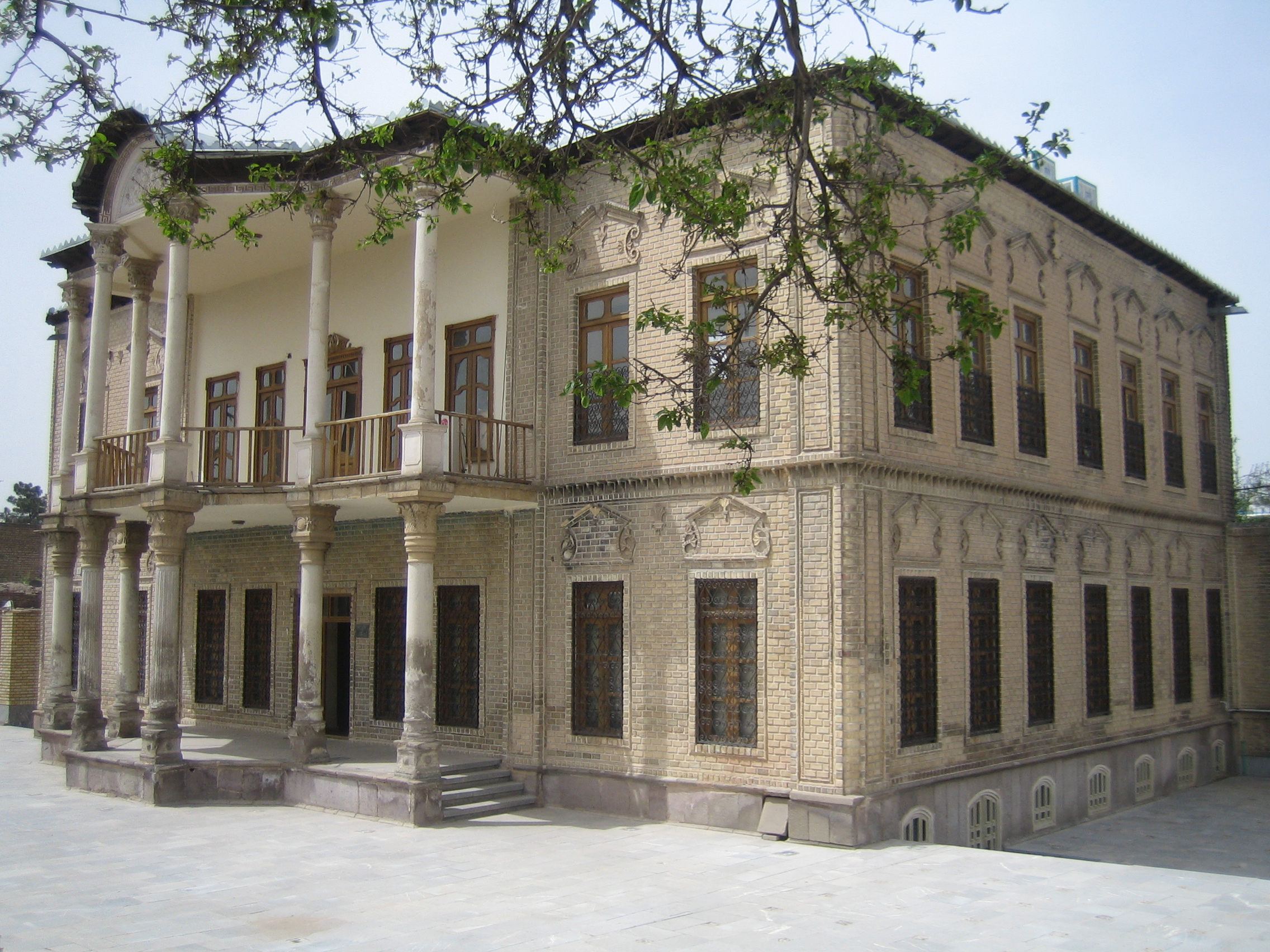
عمارت سردار مفخم؛ خانه فرهنگ امیر کبیر
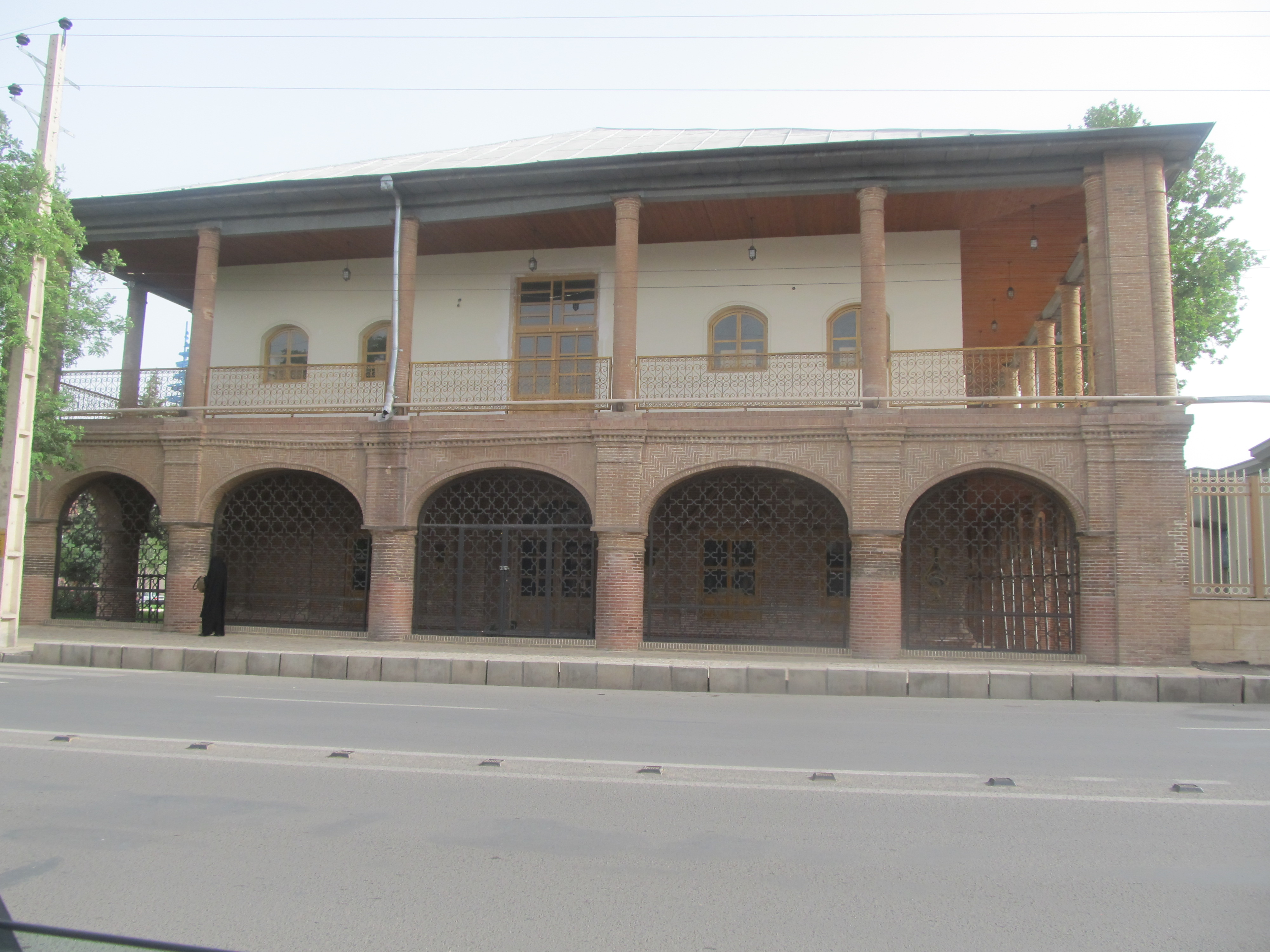
عمارت باغ سپهدار ؛ موزه کشاورزی
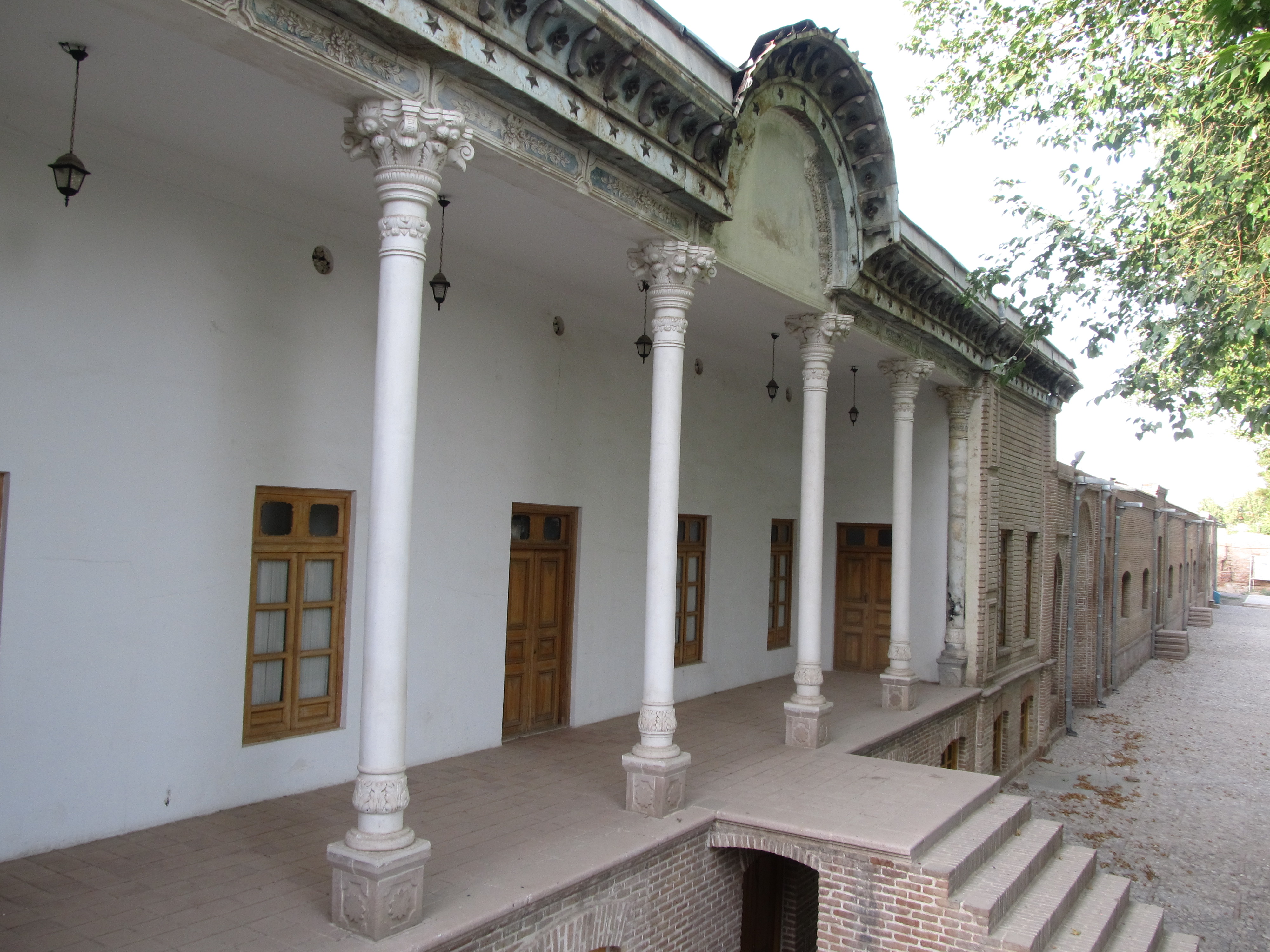
عمارت شهربانی
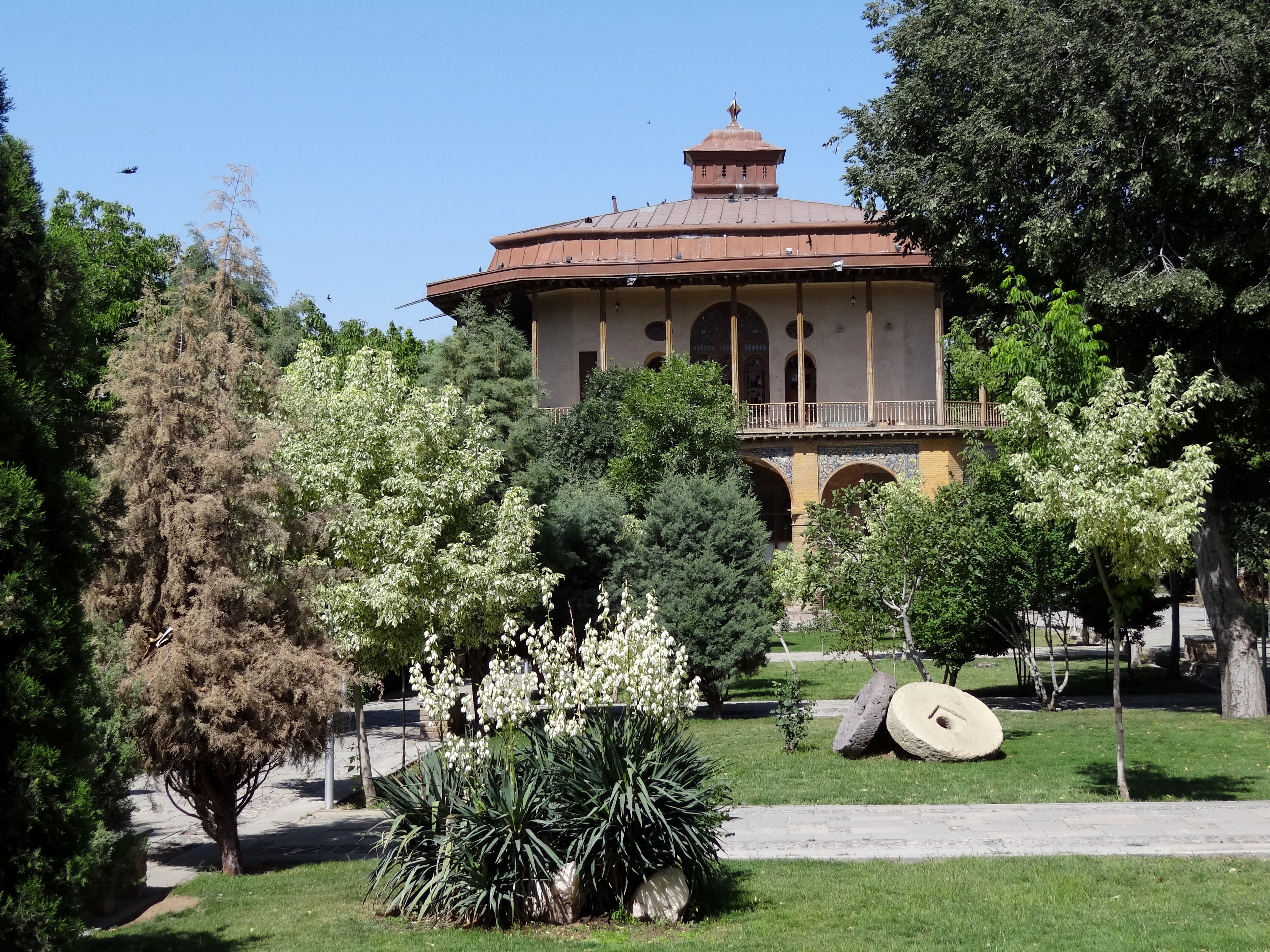
عمارت چهل‌ستون

#### خانه‌های تاریخی

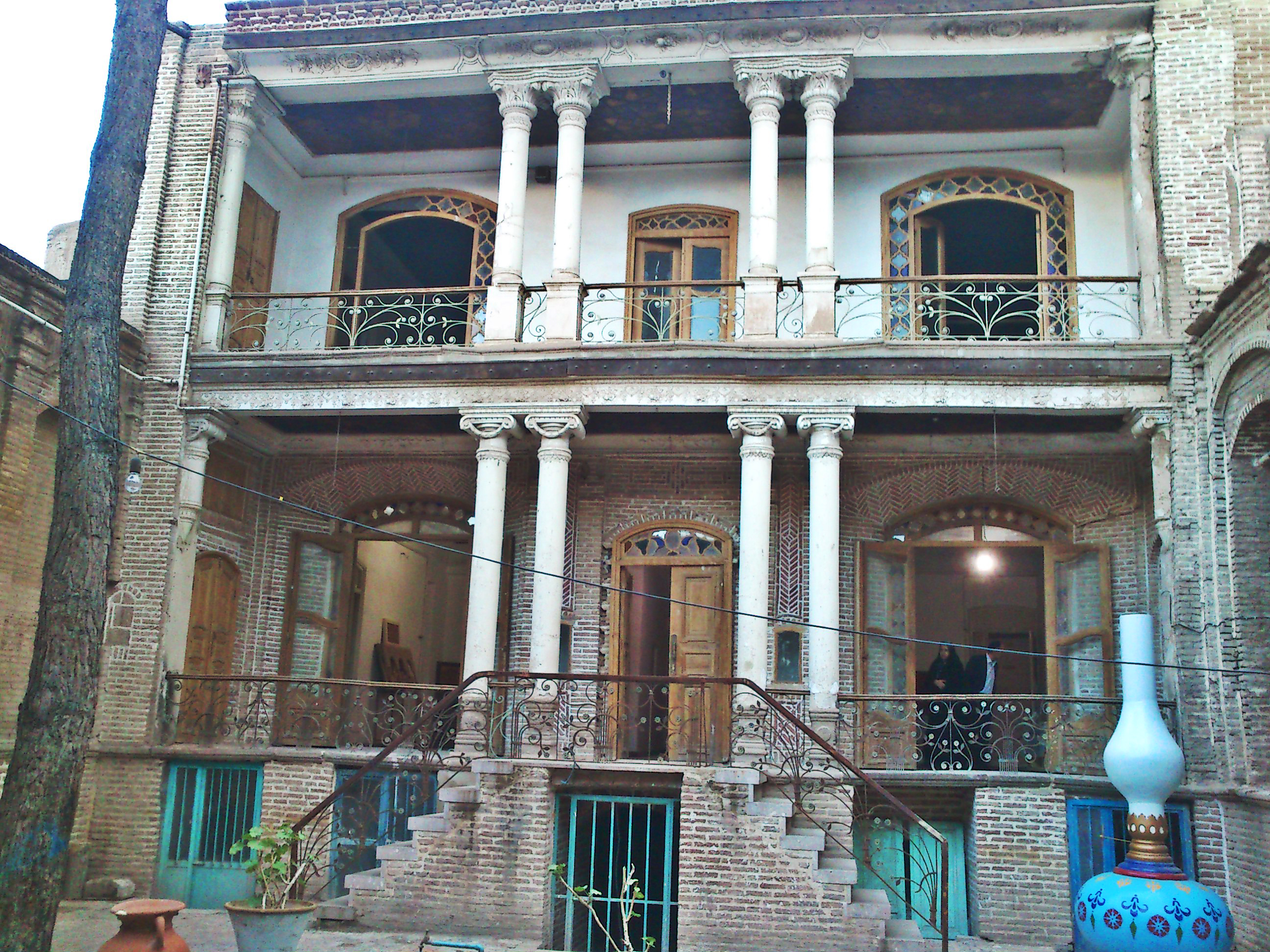
خانه جلیل آرازی

- خانه بهروزی
- خانه عارف قزوینی
- خانه یزدی‌ها
- خانه جلیل آرازی
- خانه دائی
- خانه دربندی
- خانه رئوفی
- خانه زنجانچی
- خانه ساروخانی
- خانه قائمی
- خانه موینی
- خانه محصص
- خانه سعدالسلطان
- خانه تاریخی زعیم
- خانه و حسینیه امینی‌ها
- خانه سید حسین بهشتی
- خانه سید محمود بهشتی

#### دروازه‌های شهر
شهر قزوین در گذشته هشت دروازه داشت که به نام‌های دروازه رشت، دروازه باغ‌شاه، دروازه درب کوشک، دروازه تبریز، دروازه تهران قدیم، دروازه شیخ‌آباد، دروازه امام‌زاده حسین و دروازه خندقبار معروف بودند. امروزه از آن میان، تنها دو دروازه درب کوشک و تهران باقی‌مانده‌اند.

#### گرمابه‌ها

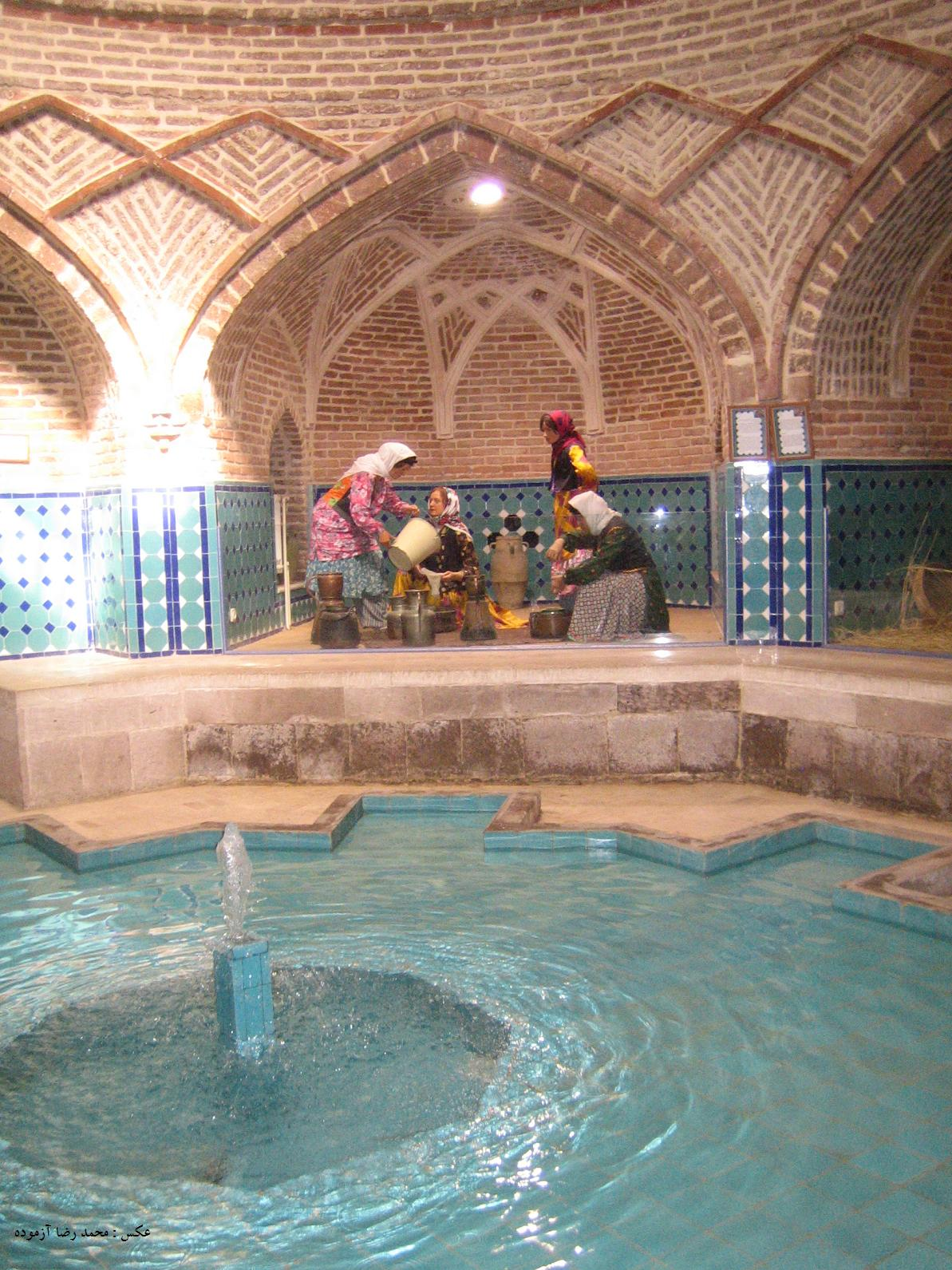
حمام قجر، موزه مردم‌شناسی قزوین

گرمابه‌های بسیاری در قزوین موجود است که از میان آن‌ها می‌توان حمام رضوی ،حمام قجر ،حمام دودر ،حمام سیدیان ،حمام میرزا کریم، حمام حاجی محمد رحیم صفا، حمام بلور ،حمام راه ری ،حمام داروغه ،حمام آخوند قزوین ،حمام پیر حصار، حمام بایندر کوچه ،حمام قوشه، حمام سعدیه، حمام حاج بیگلر و … را نام برد که همگی آن‌ها با معماری و تزیینات متفاوت و ارزشمند از نقاط دیدنی شهر قزوین محسوب می‌شوند.

#### آب انبارها
قزوین را باید به یک اعتبار، شهر آب انبارها بدانیم. ساخت و وقف بیش از یکصد بنای ویژه و پر هزینه برای انباشت و ذخیره آب در شهری که از دیر باز به کم‌آبی شهره بوده – افزون بر هزاران واحد آب انبار خانگی – نشان از همت بلند مردم نیکو کار قزوین دارد. زمان آبگیری آن‌ها – که معمولاً در چله زمستان صورت می‌گرفت – علاوه بر رعایت بهداشت در حد ممکن، بهره برداران را از مصرف یخ در تابستان بی‌نیاز می‌کرد.
آب انبارهای بسیاری در قزوین موجود است که از میان آن‌ها می‌توان به آب انبار حکیم، آب انبار زنانه بازار، آب انبار سردار کوچک، آب انبار سردار بزرگ، آب انبار حاج کاظم ،آب انبار مسجد جامع (خیابان)، آب انبار ملاوردی خان، آب انبار آقا، آب انبار حکیم، آب انبار شیشه‌گر، آب انبار پنجه علی، آب انبار حاج کریم، آب انبار حاجی بابا، آب انبار زرگره کوچه و … اشاره کرد.

#### بازارها و کاروان سراها
کاروان‌سرای سعدالسلطنه با مساحت ۲۶ هزار متر مربع از کامل‌ترین و وسیع‌ترین سراهای سنتی ایران محسوب می‌شود. این بنای تاریخی در مجموعه بازار تاریخی قزوین قرار گرفته است و در دوره ناصر الدین شاه قاجار و به دستور باقر خان سعدالسلطنه (سعدیه) بنا شده است. در کتیبه این بنا ذکر شده "خدایگان کرم سعدالسلطنه عادل، بنا نهاد به قزوین سرای سعدیه ".
این کاروان سرا به صورت چهار ضلعی ساخته شده و چهار ایوان در چهار ضلع حیاط دار آن که طاق نمای ایوان‌ها دارای آجرکاری و سقف داخلی ایوان‌ها دارای تزیین و مقرنس کاری است.
این کاروان سرا یادآور رونق نسبی تجارت بخش خصوصی ایران در عهد قاجاریه با اروپا از طریق روسیه می‌باشد؛ و با توجه به وسعت این کاروانسرا یکی از مهم‌ترین مراکز تجاری در زمان قاجار و محل تبادل کالاهای تجار در داخل کشور بوده است.
ورودی اصلی کاروانسرای سعدالسلطنه در خیابان امام خمینی قزوین دارای هشتی زیبایی در ورودی بنا بوده، که خیابان را به حیاط اصلی مجموعه متصل می‌کند. این مجموعه ارزشمند در ردیف ۳۸ بناهای منتخب میراث فرهنگی کشور جای گرفته است.
مهم‌ترین و با ارزش‌ترین بخش‌های این کاروانسرا عبارتند از: سرای نگارالسلطنه، سرای سعدیه، چهارسوق بزرگ و کوچک، حیاط قهرمانی، راسته وزیر، سرای بهشتی و شتر خان.

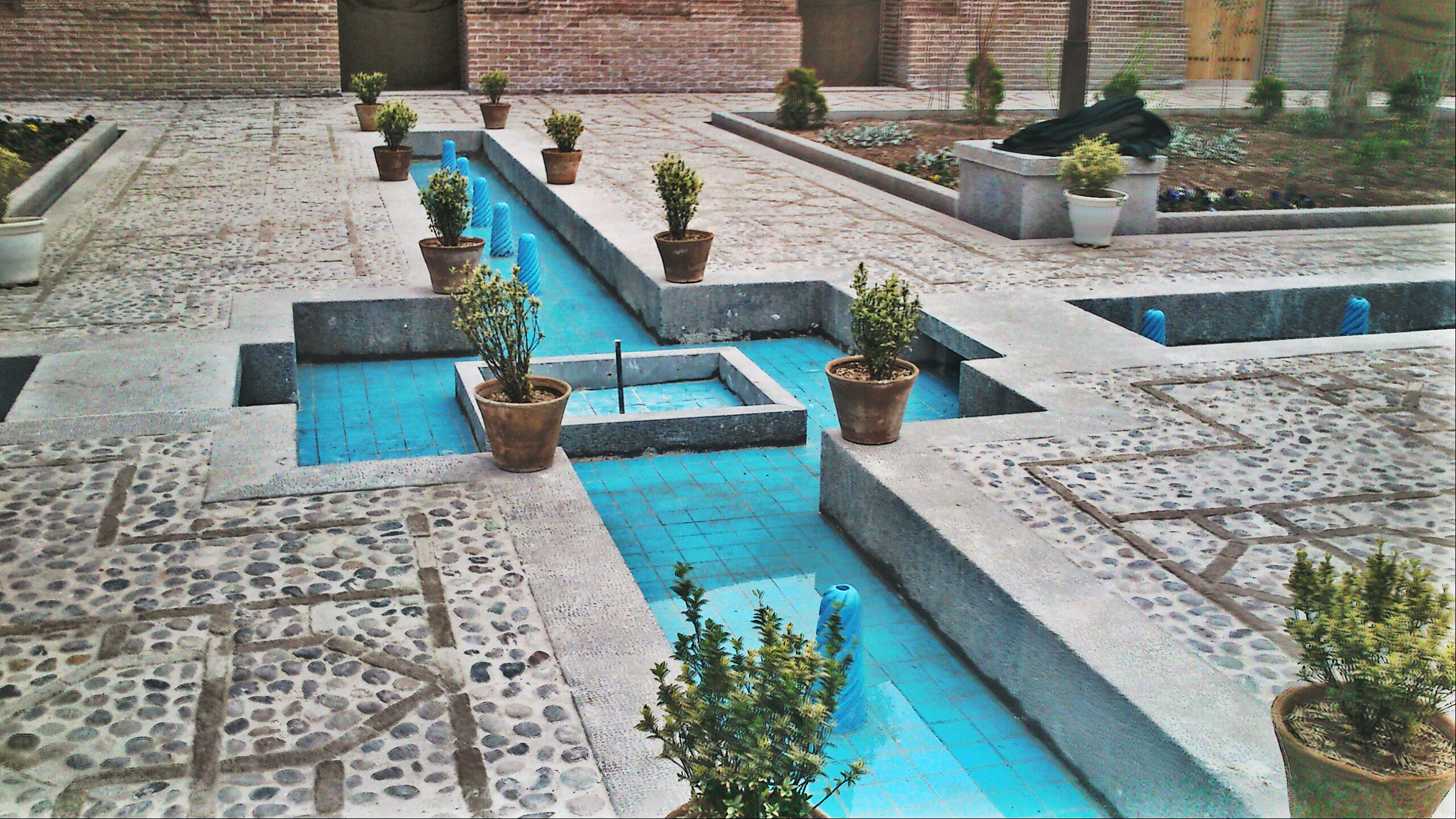
کاروانسرای سعدالسلطنه

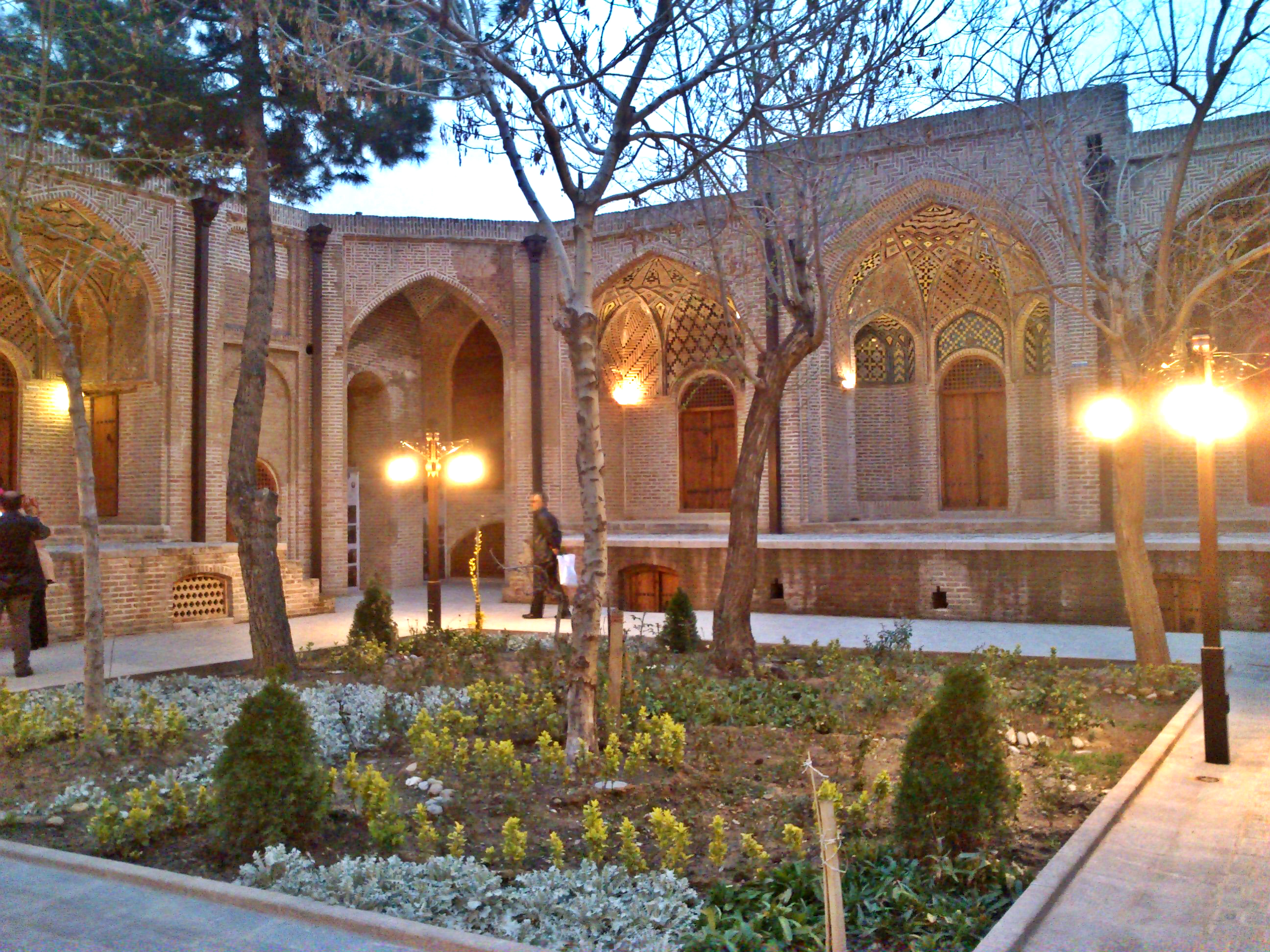
کاروانسرای سعد السلطنه _حیاط سعدیه

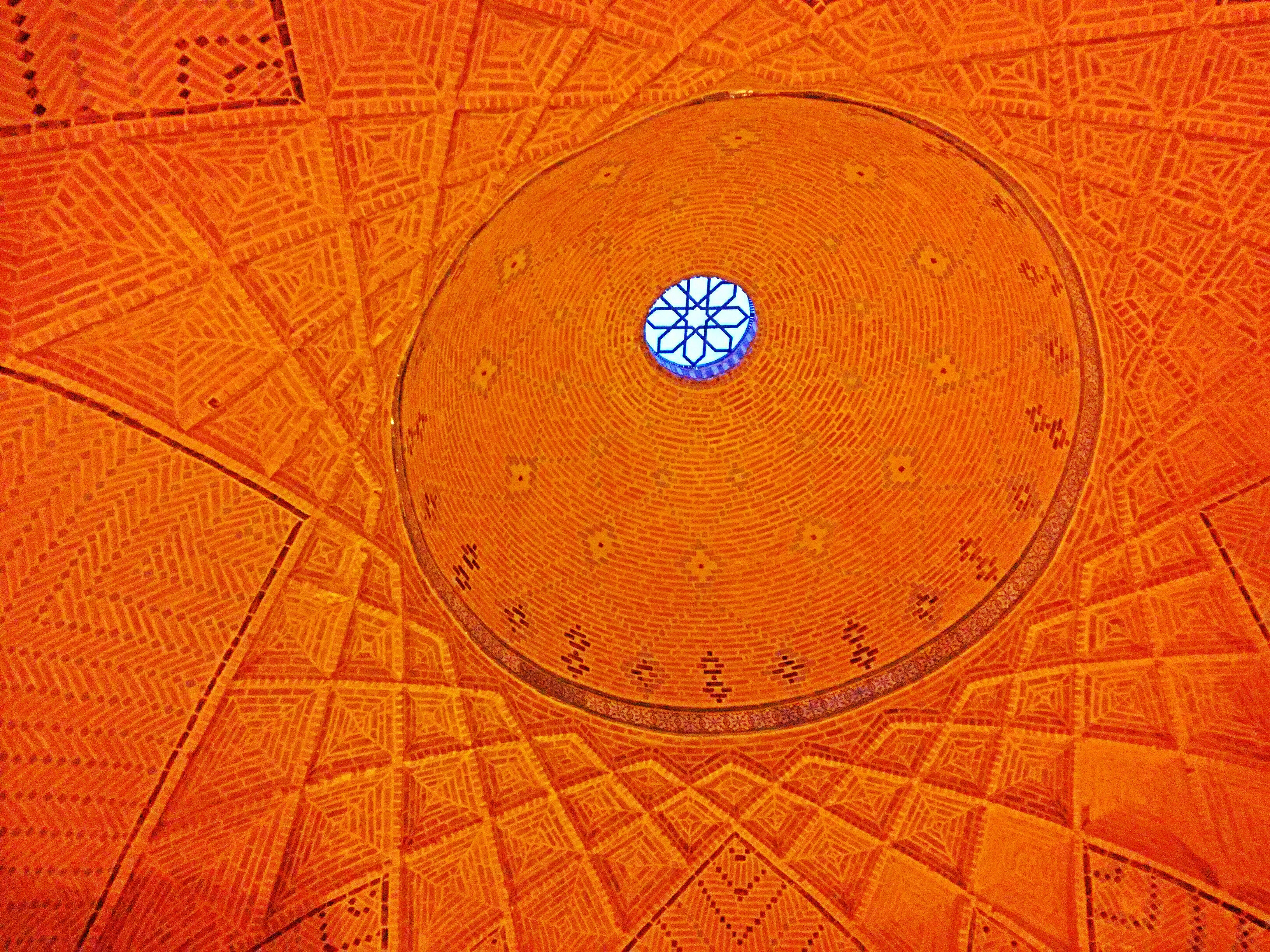
چهار سوق کوچک راسته وزیر

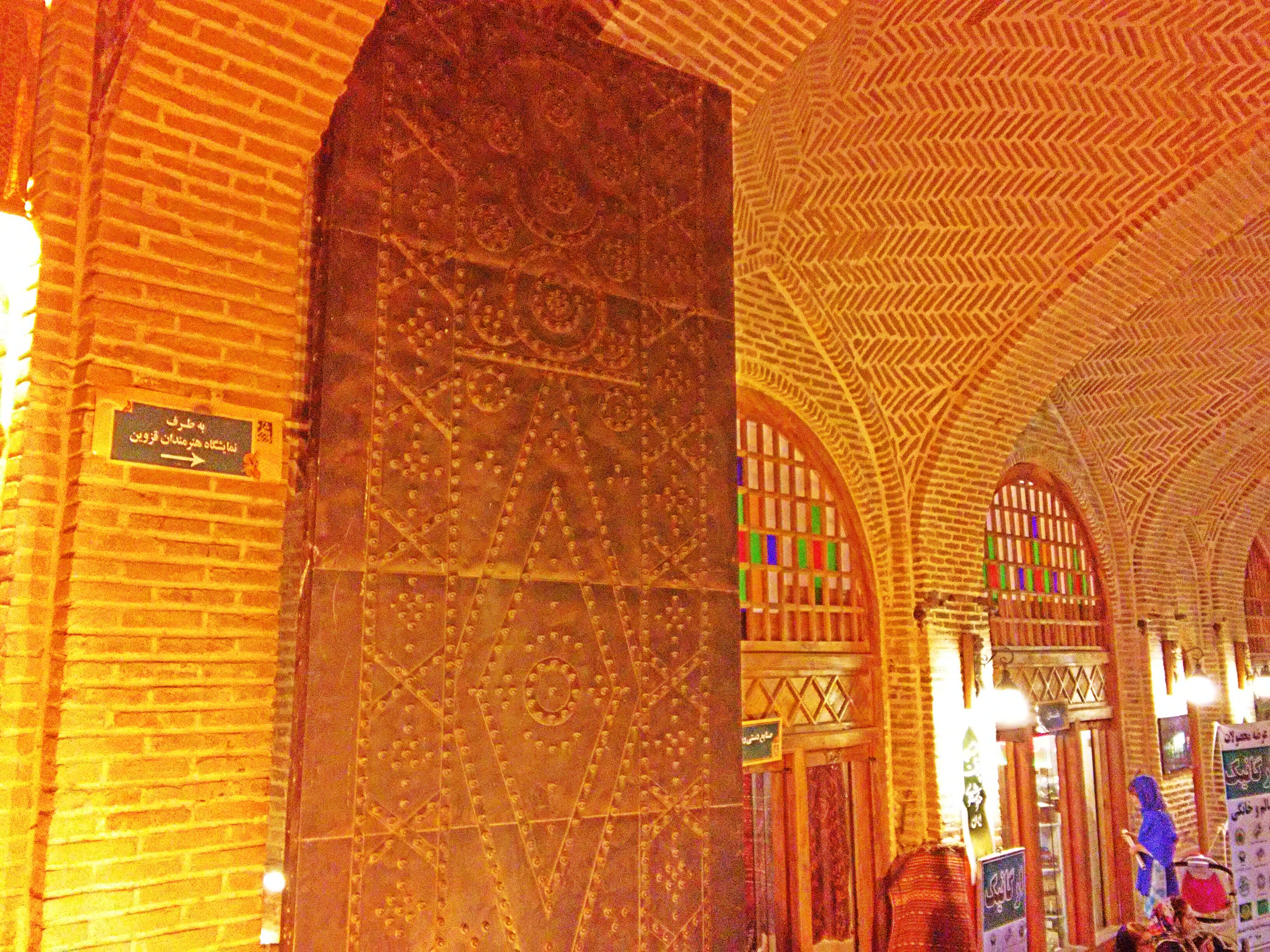
ورودی سرای قیصریه در سعدالسلطنه

متن اصلی مقاله از هفته‌نامه هتلداری و صنایع وابسته اخذ شده است.

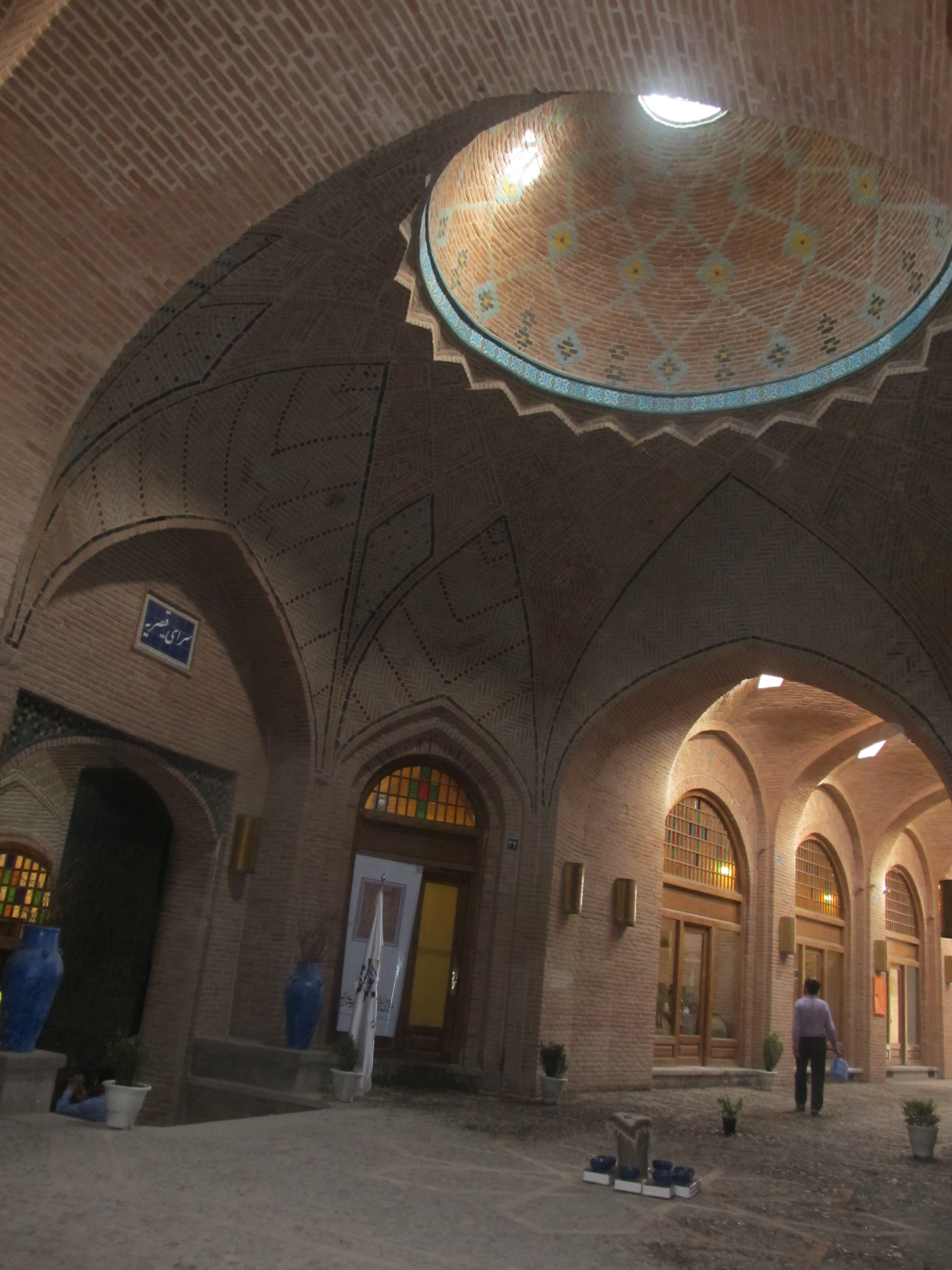
چهارسوق کوچک
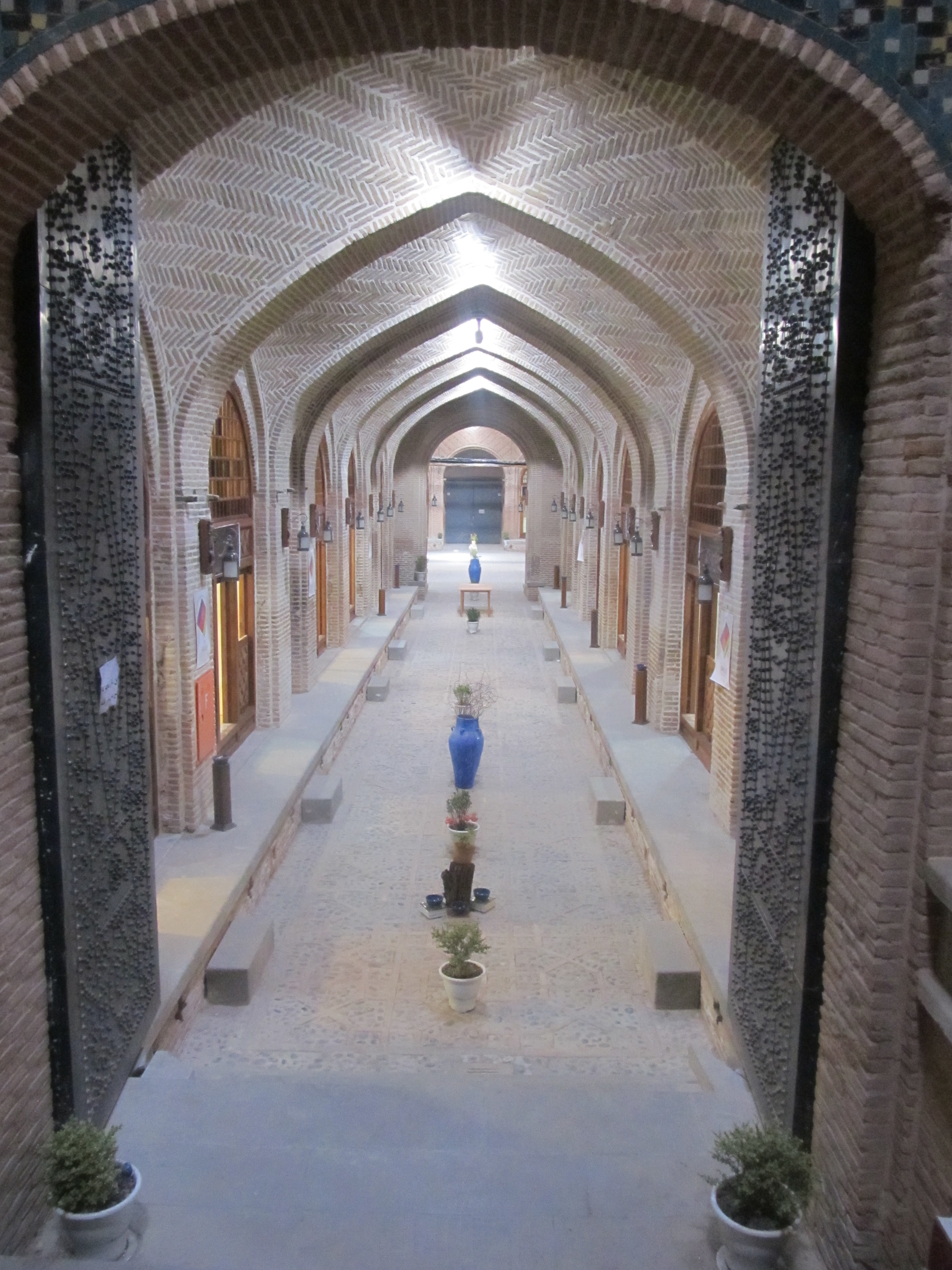
سرای قیصریه
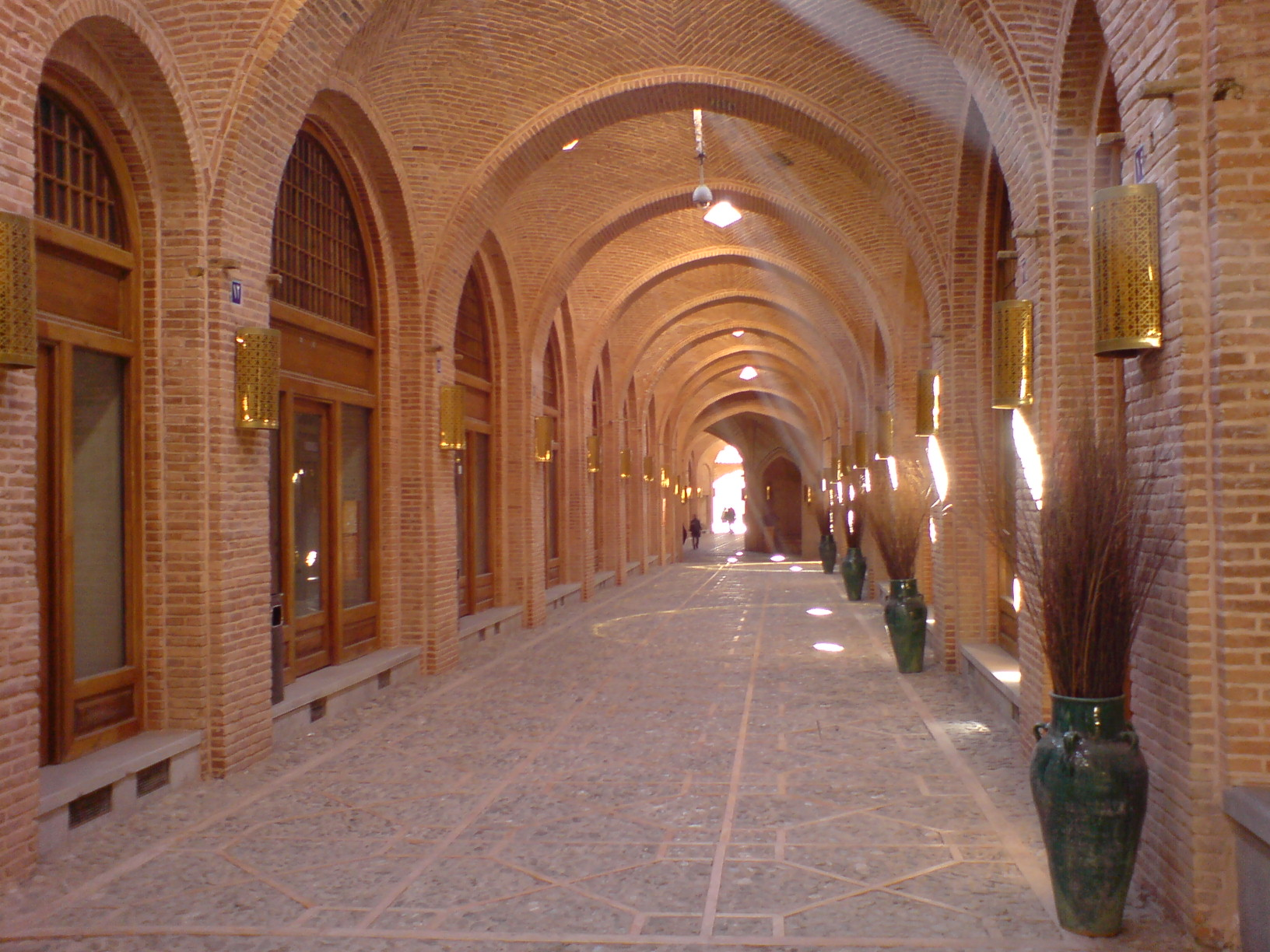
سرای وزیر

- کاروانسرای محمدآباد
- بازار قزوین

#### مدرسه‌ها
- مسجد و مدرسه صالحیه
- مسجد شیخ الاسلام
- مدرسه التفاتیه
- مدرسه امید

#### آرامگاه‌ها
- آرامگاه حمدالله مستوفی
- آرامگاه شهید ثالث
- برج باراجین
- مقبره سلطان ویس
- مقبره عباس بابایی

#### کلیساها

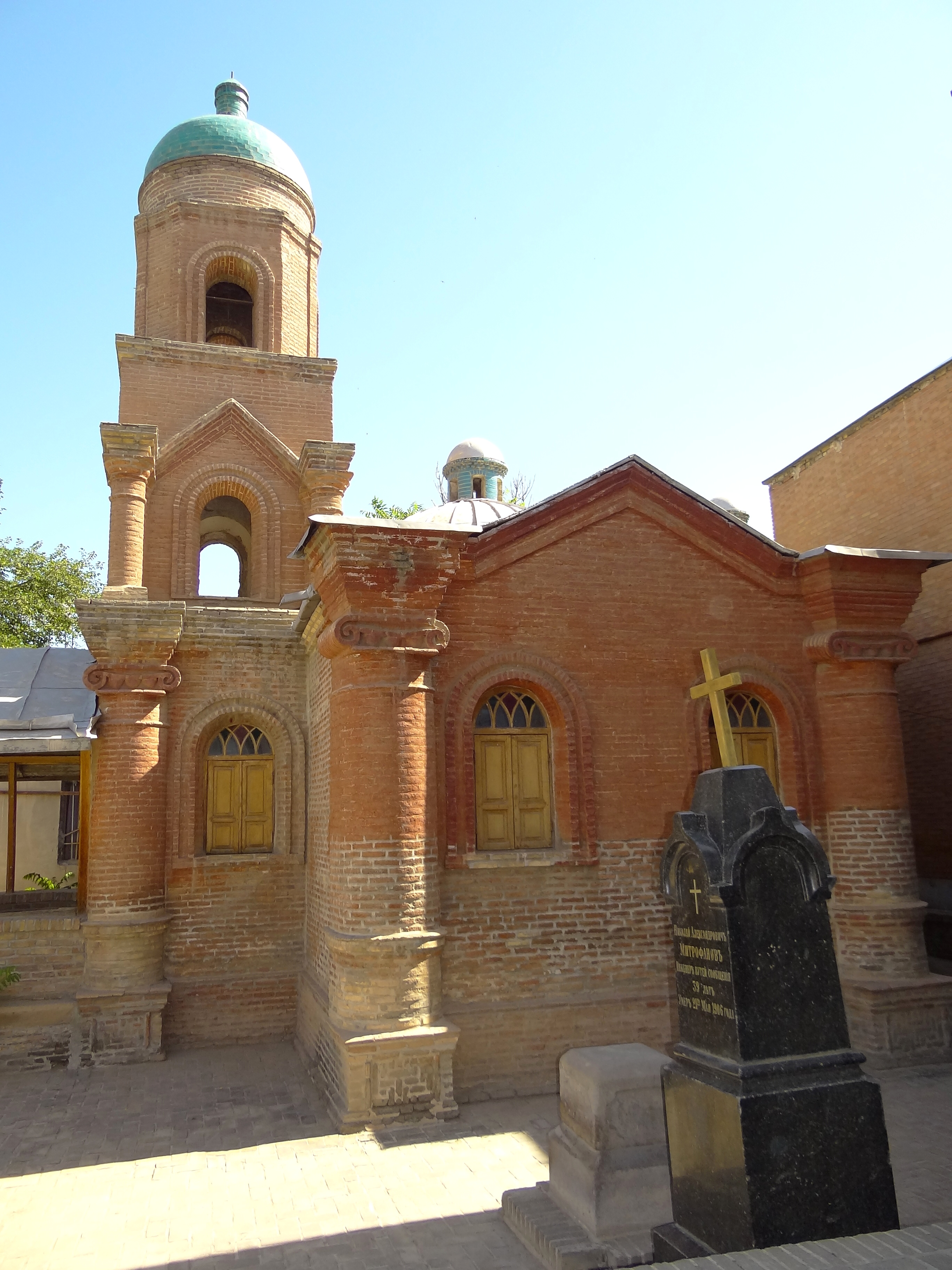
نمایی از کلیسای کانتور

- کلیسای کانتور
- کلیسای رفیع

### جاذبه‌های طبیعی
- قله مردمی
- ایوان سنگی نیاق
- منطقه باراجین
- آبشار ورچر
- آبگرم یله گنبد
- قله شجاع الدین
- قله سلطان ویس
- باغستان‌های سنتی قزوین
- کهنه باغستان

### جاذبه‌های مذهبی

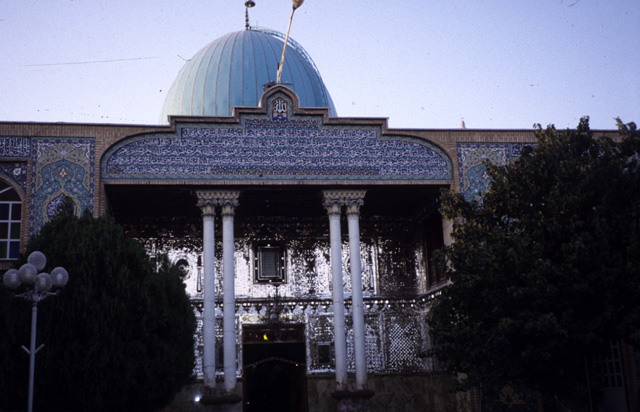
پیغمبریه آرامگاه چهار تن از پیامبران خدا

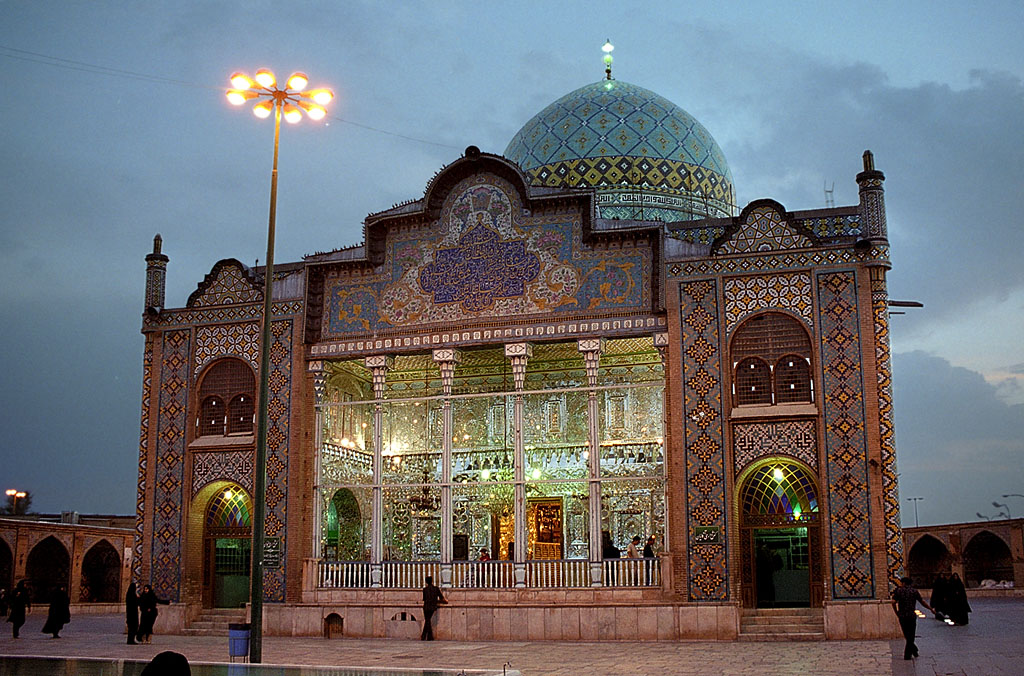
امامزاده شاهزاده حسین فرزند علی بن موسی الرضا

قزوین محل دفن امام‌زادگان بسیاری است، که امروز زیارتگاه شیعیان است. گفته شده امامزاده شاهزاده حسین فرزند دو ساله امام رضا بود که در سفر ایشان از مرو هنگام عبور از قزوین، در این شهر درگذشت و در همان‌جا به خاک سپرده شد. در زمان صفوی زینب بیگم دختر شاه تهماسب صفوی بنای باشکوهی برای شاهزاده حسین ساخت که تا امروز پا بر جا است.
سلسله صفوی علاوه بر ساخت بنا بر مزار قدیمی شاهزاده حسین، مزار آمنه خاتون، حلیمه خاتون و نیز بقعه پیغمبریه معروف به چهار انبیاء، مزار چهار تن از پیامبران به نام‌های سلام، سلوم، سلوهی و القیا را ساخت که امروز نیز زیارتگاه مردم است.
از دیگر امام زاده‌های قزوین می‌توان به امامزاده اباذر، امامزاده اسماعیل، امامزاده علی قزوین، امامزاده سلطان سید محمد و امامزاده باراچین اشاره کرد.

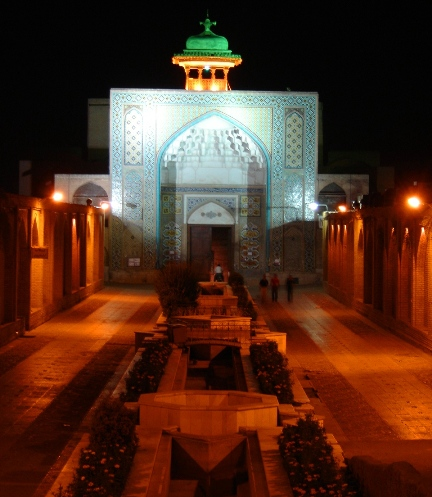
نمایی از رواق بیرونی مسجد النبی قزوین

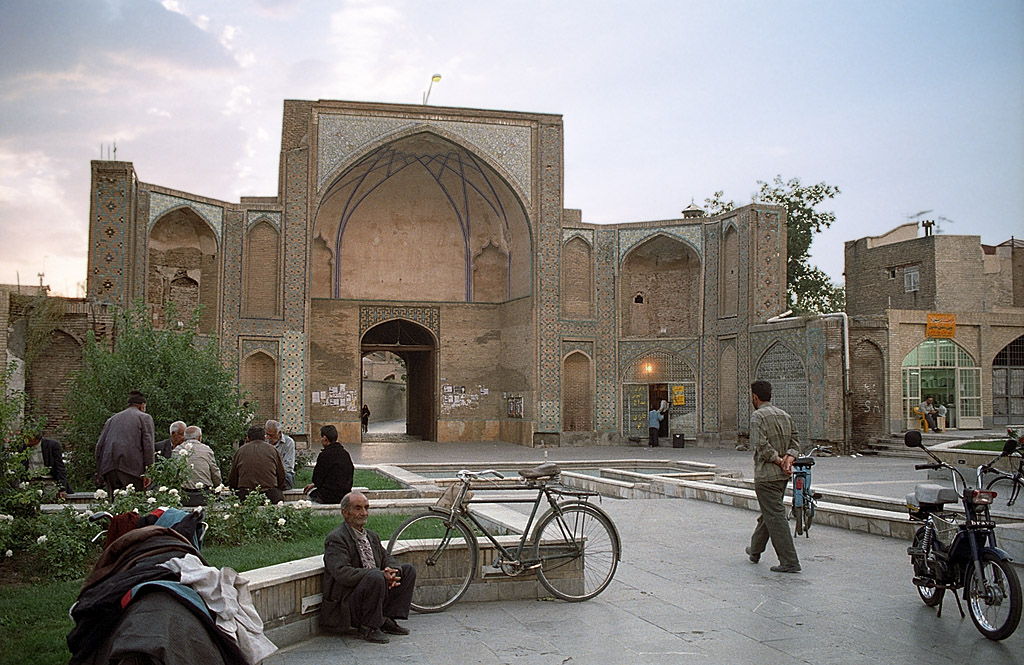
نمایی از سردرب ورودی مسجد جامع قزوین

#### مسجدهای تاریخی قزوین
- مسجد جامع قزوین که بر روی بقایای آتشکده بنا شده است یکی از زیباترین مساجد موجود با طاق هارونی، ایوان سلجوقی و معماری صفوی.

مسجد النبی، مسجد حیدریه، مسجد پنجه علی، سنجیده مسجد، مسجد سوخته چنار (که آرامگاه داود بن سلیمان غازی از یاران علی بن موسی الرضا را در خود جای داده است)، مسجد آقامیرعبدالصمد، مسجد آقا معصوم، مسجد شهید (که محراب شبستان زیرین آن محل ضربت خوردن شهید ثالث است)، مسجد خواجه شهدا، مسجد سبز، مسجد محمدیه، مسجدلله (لعل)، مسجد راه چمن، مسجد احمدیه، مسجد مقبره.

### موزه‌ها و نگارخانه‌ها
قزوین با توجه به تاریخی بودن و پایتخت بودن قزوین در زمان صفویه دارای موزه‌ها و نگارخانه‌های متعددی می‌باشد که می‌توان به موارد زیر اشاره کرد:

### هتل‌ها و مراکز اقامتی
بیشتر هتل‌ها و مراکز اقامتی در قزوین در خیابان امام خمینی و نزدیک ان قرار دارد.
- هتل مرمر (ابتدای ورودی شهر (شرق)
- هتل سنتی بهروزی
- هتل البرز (نزدیک مرکز شهر)
- هتل ایران (مرکز شهر)
- هتل طالقانی (خاکسار)
- هتل ورزش (استفاده بخش خصوصی و ورزشی)
- هتل میرعماد (با فاصله‌ای ده دقیقه‌ای با مرکز شهر)
- هتل ایرانیان (خارج شهر)
- هتل سفیر نزدیک بازار
- هتل راژیا
- هنل مینو تقاطع ولی عصر
- مسافر خانه باقری
- مسافر خانه مرکزی
- مسافر خانه بوعلی
- مسافر خانه گلشن
- مسافر خانه نسیم شمال

## ورزش

### مراکز ورزشی
اولین مجموعه ورزشی قزوین مجموعه ورزشی معلم نام دارد و بزرگ‌ترین مجموعه ورزشی قزوین ورزشگاه سردار آزادگان قزوین نام دارد که در زمینی به وسعت ۷۰ هکتار ساخته شده و قرار است در مرحله دوم، یک سالن ورزشی به ظرفیت هزار نفر، یک سالن سرپوشیده و پیست دو و میدانی هم به آن اضافه شود. همچنین ساخت استخر، سالن چند منظوره، زمین‌های تنیس، زمین سوارکاری، زمین اسکیت و دریاچه قایقرانی در مراحل بعدی ساخت این مجموعه ورزشی پیش‌بینی شده است. استان قزوین دارای دو تیم فوتبال و فوتسال است؛ تیم فوتبال شمس آذر در لیگ برتر خلیج فارس بازی می‌کند و تیم فوتسال کراپ الوند هم  درحال حاضر در لیگ برتر فوتسال بازی می‌کند،  ازجمله تیم‌های استان قزوین هستند.

## رخدادهای بین‌المللی
- یازدهمین اجلاس جهانی شهرداران جاده ابریشم:
- یازدهمین اجلاس جهانی شهرداران جاده ابریشم به میزبانی شهر قزوین با حضور بیش از ۷۰ شهردار و میهمان خارجی، سفرا و نمایندگان ۲۸ کشور خارجی در روزهای سیزدهم و چهاردهم شهریور ماه سال ۱۳۹۵ در مجموعه فرهنگی تاریخی سعدالسلطنه و شبستان مسجدالنبی (ص) شهر قزوین برگزار شد.
- نخستین روز یازدهمین اجلاس جهانی شهرداران جاده ابریشم با قرائت پیام بان‌کی‌مون دبیرکل سازمان ملل متحد و با راهبرد بزرگ کیفیت زندگی با سه رویکرد اقتصادی، فرهنگی و گردشگری آغاز شد.
- از دستاوردهای برگزاری یازدهمین اجلاس جهانی شهرداران جاده ابریشم برای شهر قزوین، امضاء ۲۲ تفاهم نامه همکاری با شهرداران جاده ابریشم بود.
- یازدهمین اجلاس جهانی شهرداران جاده ابریشم با قرائت بیانیه‌ای از سوی یون هونگ کواک رئیس سازمان شهروندان جهانی wco و قرائت قطع نامه‌ای در ۱۱ بند که به تصویب حاضرین رسید در روز چهاردهم شهریور ماه سال ۱۳۹۵ به کار خود پایان داد.
- شهر قزوین در این آزمون بلند جهانی توانست سهم خود را در میان شهرهای جاده ابریشم به خوبی معرفی و شناسایی کند.
- مجمع جهانی شهرهای جاده ابریشم (WASRC):
- در جریان تحقق و اجرای بیانیه یازدهمین اجلاس شهرداران جاده ابریشم که یکی از مهم‌ترین بندهای آن، تأسیس مجمع جهانی شهرهای جاده ابریشم بود که به پیشنهاد خوان کلاس، قائم مقام دبیرکل سازمان ملل متحد و مدیر اجرایی برنامه اسکان بشر (UN HABITAT) از این گردهمایی می‌توان به عنوان پتانسیلی برای تأسیس یک انجمن و اتحادیه ویژه میان شهرهای جاده ابریشم استفاده کرد.
- مجمع جهانی شهرهای جاده ابریشم در مهرماه سال ۱۳۹۵ به ریاست مسعود نصرتی، شهردار قزوین و دبیری سید صفا الدین هاشمیان به مرکزیت این شهر با هدف تعامل سازنده و همکاری متقابل با سازمان ملل متحد در راستای تحقق اهداف توسعه پایدار تأسیس و آغاز به کار نمود.[۱۷۲]
- مقر اصلی دبیرخانه مجمع جهانی شهرهای جاده ابریشم در مجموعه فرهنگی تاریخی سعدالسلطنه قزوین به عنوان آخرین مقصد جاده ابریشم قرار دارد.
- مجمع جهانی شهرهای اسلامی (WAIC):
- مجمع جهانی شهرهای اسلامی (WAIC)، به عنوان یک سازمان جهانی که بر چارچوب مفهومی «قلمرو تمدنی اسلامی» استوار است، به استناد بیانیه نخستین اجلاس جهانی شهرهای اسلامی در شهریور ماه سال ۱۳۹۲ با مشارکت مؤثر برنامه اسکان بشر ملل متحد به میزبانی شهر تاریخی- فرهنگی قزوین ایجاد گردیده و در تلاش است تا نسبت توسعه را با هویت شهرهای اسلامی مشخص کند و به راهکارهای عملی و کاربردی در این خصوص دست یابد.

## شهرهای خواهرخوانده
قزوین با ۱۲ شهر، خواهرخوانده است:
- شاه عالم، سلانگور، مالزی: از ۲۹ اکتبر ۲۰۱۱[۱۷۳]
- بیشکک، قرقیزستان[۱۷۴]
- چاباق‌سر، چواشستان، روسیه[۱۷۵]
- غازی عینتاب، ترکیه[۱۷۶]
- دنیزلی، ترکیه از ۱۹۷۸[۱۷۷]
- بعلبک، لبنان: از ۵ سپتامبر ۲۰۱۵[۱۷۸]
- ایروان، ارمنستان[۱۷۹]
- هایکو، چین: از ۱۲ اکتبر ۲۰۱۴[۱۷۹]
- سوون، گیونگی-دو، کره جنوبی:از ۲۹ فوریه ۲۰۱۶[۱۸۰]
- اوسان، کره جنوبی: از ۲۶ ژانویه ۲۰۱۶[۱۸۱]
- اوورا، آلن‌تخو، پرتغال: از ۲۷ ژانویه ۲۰۱۴[۱۸۲]
- پروجا، ایتالیا: ۱۴ سپتامبر ۲۰۱۶[۱۸۳]
- نین بین، ویتنام: ۱۶ ژوئن 2022[۱۸۴][۱۸۵]